# Łódź
Łódź (['wut͡ɕ] , deutsch Lodz oder Lodsch) ist mit über 652.000 Einwohnern (Schätzung 2023) die viertgrößte Stadt Polens. Sie liegt im Zentrum des Landes, rund 130 km südwestlich von Warschau.
Die Hauptstadt der Woiwodschaft Łódź ist Sitz der Universität Łódź sowie der Staatlichen Hochschule für Film, Fernsehen und Theater. Für die Wirtschaft des Landes bilden die ansässigen Unternehmen der Textilindustrie sowie der Unterhaltungs- und Elektronikbranche einen Schwerpunkt.
Zu Beginn des 19. Jahrhunderts wuchs die Stadt vor allem durch die Textilindustrie rasant. Vorwiegend Deutsche und Juden zogen in die Stadt, aber auch zahlreiche Polen und Russen lebten hier. Die Stadt entwickelte sich zu einem bedeutenden Wirtschaftsstandort der Region. Im Zweiten Weltkrieg wurden die Juden von den deutschen Besatzern in das Ghetto Litzmannstadt gezwängt, hunderte Kinder im Jugendverwahrlager Litzmannstadt eingepfercht.

## Geographie

### Geographische Lage
Die Stadt liegt auf einer Höhe von 162 m (beim Nertal) und steigt von Südwesten nach Nordosten leicht an. Der höchste Punkt liegt auf 278 m ü. d. M. beim ehemaligen Dorf Stare Moskule.
Durch Łódź fließen 18 Flüsse und Bäche: Ner, Łódka und ihr Zufluss Bałutka, Dobrzynka, Gadka, Jasień und ihr Zufluss Karolewka, Olechówka und ihr Zufluss Augustówka, Jasieniec, Bzura, Łagiewniczanka, Sokołówka und ihr Zufluss Brzoza, Aniołówka, Wrząca Woda, Zimna Woda und Miazga. Die Gewässer sind alle nicht groß und fließen im Stadtzentrum im Allgemeinen unterirdisch durch Kanalsysteme. Insgesamt sind 1,29 km² der Stadtfläche von Wasserflächen bedeckt.

### Stadtgliederung
Łódź besteht aus fünf Stadtteilen; Bałuty (mit acht Stadtvierteln), Górna (mit acht Stadtvierteln), Polesie (mit acht Stadtvierteln), Śródmieście (mit zwei Stadtvierteln) und Widzew (mit zehn Stadtvierteln). Die 36 Stadtviertel sind die kleinsten Verwaltungseinheiten; jedes wird durch einen Rat des Stadtviertels (rada osiedla) und einen Vorstand des Stadtviertels (zarząd osiedla) vertreten (Wahl alle drei Jahre). Die Aufsicht über die Repräsentanten der Stadtviertel haben Stadtparlament und Stadtpräsident.

Stadtteile und höchster und niedrigster Punkt von Łódź

| Stadtteil   | Fläche | Fläche | Bevölkerung (2006) |
| Stadtteil   | km²    | %      | Bevölkerung (2006) |
| ----------- | ------ | ------ | ------------------ |
| Bałuty      | 78,9   | 26,8   | 216.977            |
| Górna       | 71,9   | 24,4   | 177.298            |
| Polesie     | 46,0   | 15,6   | 146.631            |
| Śródmieście | 6,8    | 2,3    | 77.217             |
| Widzew      | 90,8   | 30,9   | 138.543            |
| Summe       | 294,4  | 100,0  | 756.666            |

### Nachbargemeinden
An die Stadt grenzen die Städte und Gemeinden: Aleksandrów Łódzki, Konstantynów Łódzki, Andrespol, Nowosolna, Brójce, Pabianice, Ksawerów, Rzgów, Stryków und Zgierz.

### Klima
Łódź liegt in der gemäßigten Klimazone, in der Übergangszone vom durch den Atlantischen Ozean beeinflussten maritimen Klima zum Kontinentalklima. Die kältesten Monate sind der Januar und Februar mit durchschnittlichen Temperaturen von −3 °C bis −12 °C, der wärmste Monat ist im Allgemeinen der Juli mit durchschnittlichen Temperaturen von 17,5 °C bis 21 °C. Die durchschnittliche Jahrestemperatur lag zwischen 1970 und 2000 bei 8,0 °C, zwischen 2001 und 2005 bei 8,5 °C. Die jährliche Niederschlagsmenge liegt zwischen 550 und 600 mm.

## Geschichte

### Mittelalter und frühe Neuzeit
Seinen Ursprung hatte Łódź als kleine Siedlung an einem Fluss, der nach der Stadt Łódka heißt. Dieser Fluss verläuft unterhalb der Stadt. Erstmals urkundlich erwähnt wurde der Ort 1332 als Łodzia. 1423 wurde durch Władysław II. Jagiełło das Stadtrecht nach Magdeburger Recht verliehen. Im 17. Jahrhundert erlebte die Entwicklung des Ortes eine gewisse Stagnation, die durch einen Brand 1661 und den Ausbruch der Pest noch weiter verstärkt wurde. Mit dem Bau der katholischen St.-Joseph-Kirche 1665 erhielt die Stadt ihren ersten Sakralbau.

### Teilungszeit bis Ende des Ersten Weltkriegs

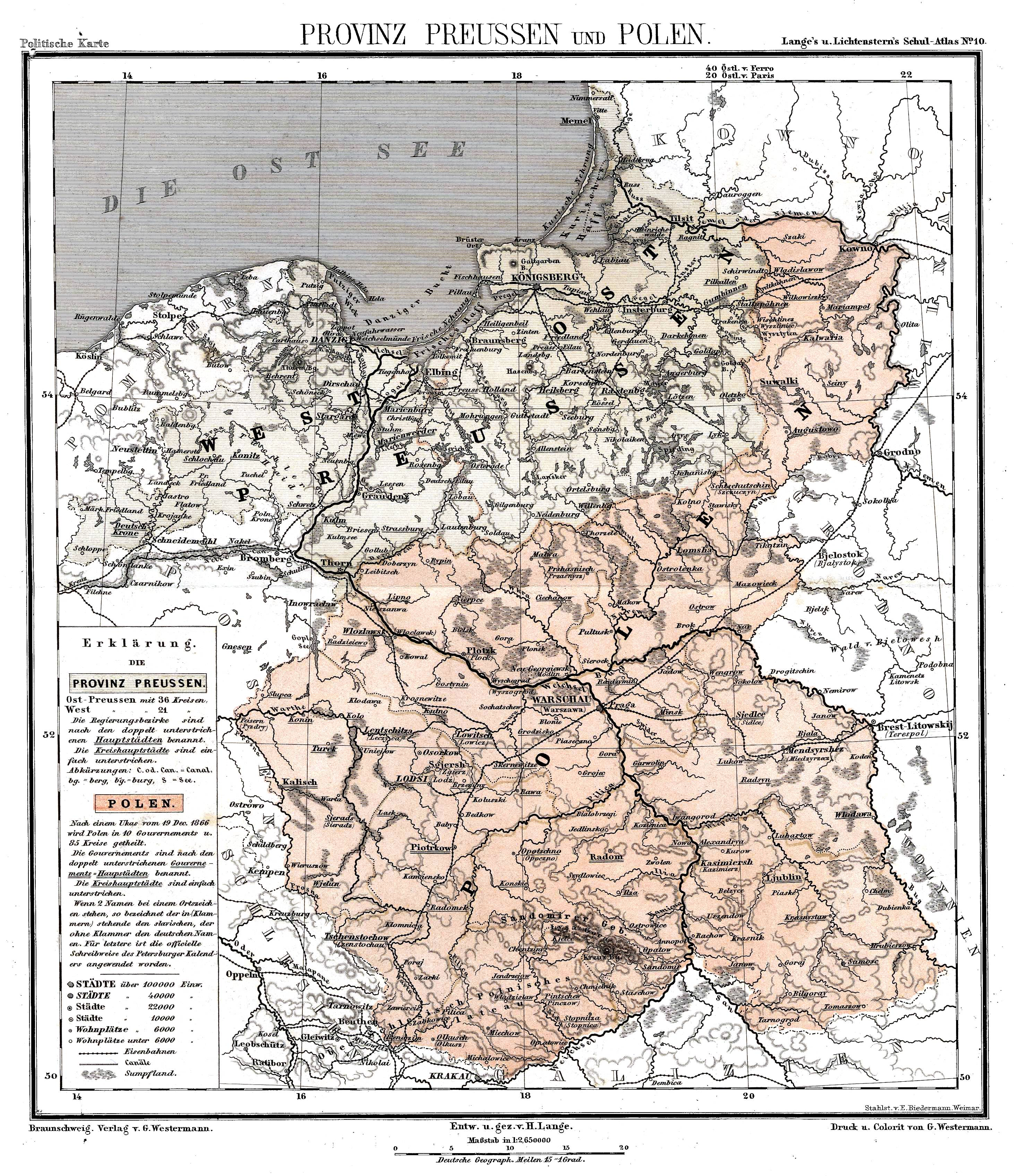
Karte von Kongresspolen (1815–1918) im Russischen Zarenreich; Lodz etwa 130 km südwestlich von Warschau

Mit der zweiten Teilung Polens 1793 kam die Stadt zu Preußen. Um 1800 lebten nur 190 Menschen hier. Nach dem Frieden von Tilsit 1807 wurde der Ort Teil des Herzogtums Warschau und 1815 in Kongresspolen integriert, sodass die Stadt dem russischen Zaren unterstand. Dies und die nachfolgenden Veränderungen legten für Łódź den Grundstein für seinen wirtschaftlichen Aufschwung.
Neue Baugebiete im Süden des Ortes zogen 1823 die ersten deutschen Tuchmacher an, die zumeist im Westen Deutschlands sowie in Sachsen, Böhmen und Schlesien angeworben wurden und später auch aus der preußischen Provinz Posen stammten. Die deutschen Weber, Spinner und Färber, die bald die Bevölkerungsmehrheit bildeten, übten zu Beginn ihr Handwerk traditionell in Heimarbeit aus.

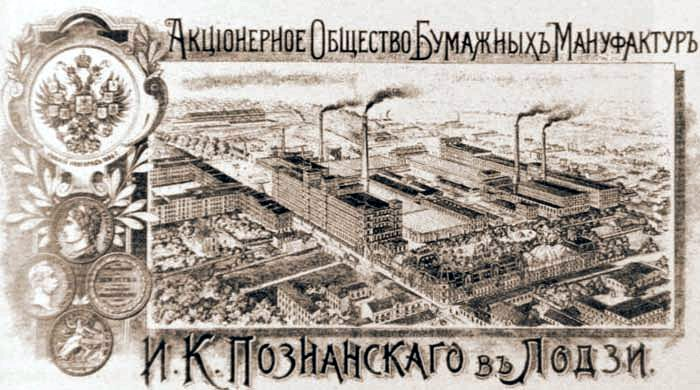
Fabrik von Poznański

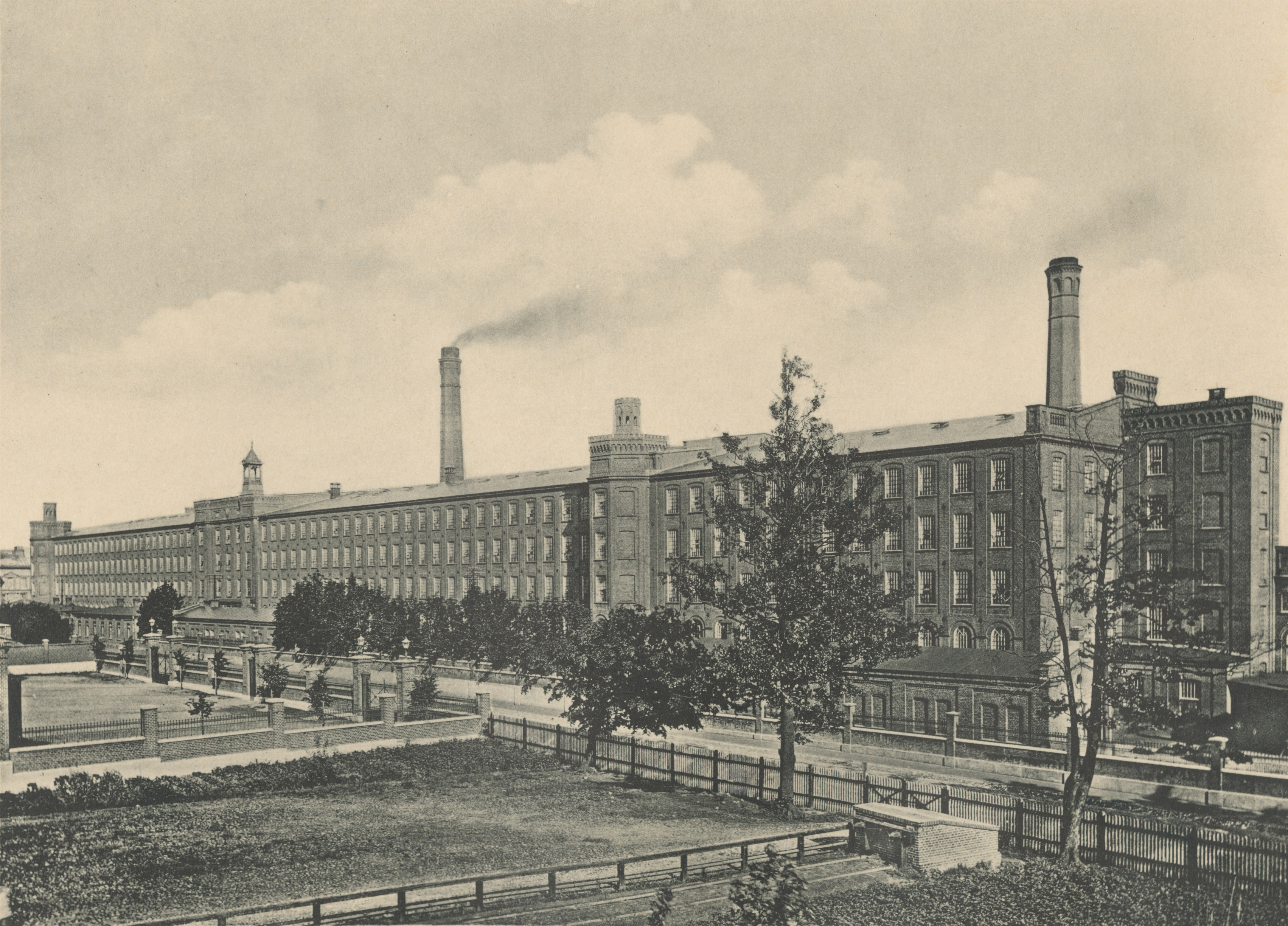
Fabrik von Scheibler

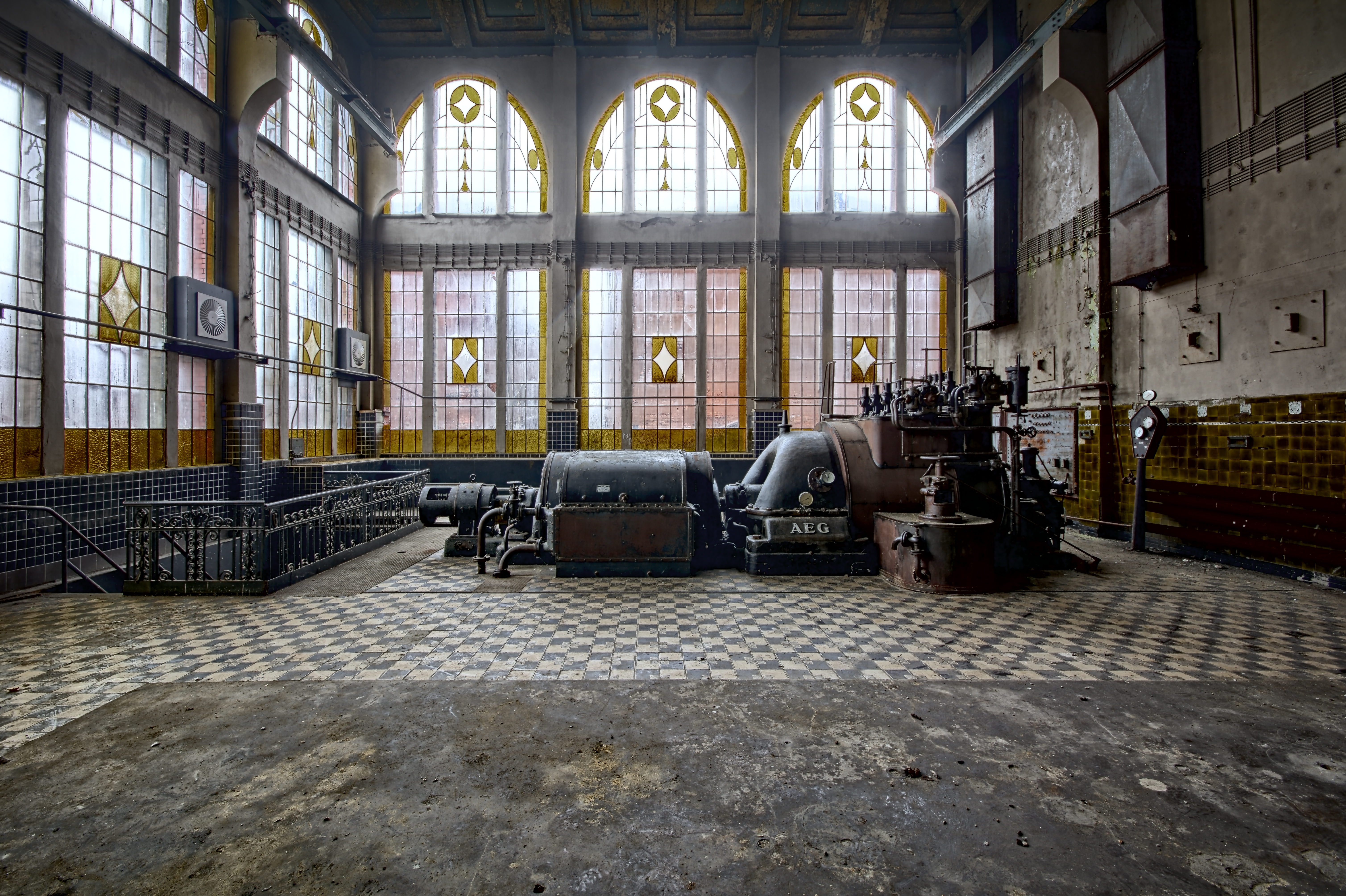
Innenraum der Fabrik von Scheibler und Grohman

Im Zuge der Industrialisierung wurde Łódź der wichtigste Standort der Textilindustrie in Kongresspolen. Die Stadt galt allgemein als Manchester Polens. Die Einwohnerzahl stieg von unter 1000 auf mehrere Hunderttausend. Die erste Textilfabrik errichtete 1826 Christian Friedrich Wendisch. Die Tuchmacherinnung wurde 1825 als erste Innung der Stadt gegründet. Der Novemberaufstand von 1830/31 bremste Łódźs Aufschwung. Nach den Kämpfen ging der Aufschwung allerdings weiter und so errichtete Louis Geyer (auch Ludwik Geyer) 1836 eine Textilfabrik, die sogenannte Weiße Fabrik.
1848 wurde Juden erstmals erlaubt, sich in der neu errichteten Fabrikstadt niederzulassen. 1854 nahm Carl Scheibler seine erste Maschinenfabrik in Betrieb und ein Jahr später errichtete er eine moderne Spinnerei hier. Bei einem Weberaufstand am 20. April 1861 wurden einige Fabriken beschädigt. 1865 erhielt die Stadt den wirtschaftlich wichtigen Anschluss an das Schienennetz. Die Freiwillige Feuerwehr Łódź bildete sich im Jahr 1876. Mit dem Bau der ersten Synagoge in Łódź wurde 1882 begonnen. Zwei Jahre später wurde die russisch-orthodoxe Alexander-Newski-Kathedrale eingeweiht. Seit 1882 bestand in Lodz das deutschsprachige Thalia-Theater.
1892 kam es zu gewaltsamen Auseinandersetzungen der Einwohner mit dem russischen Militär, wobei am 23. Juni 164 Menschen starben. Der größte jüdische Friedhof Europas wurde im selben Jahr auf einer von Izrael Poznański gestifteten Fläche angelegt. Der 1896 angelegte Doły-Friedhof ist der größte städtische Friedhof. 1897 lebten 314.000 Menschen in Łódź, 40 % davon waren Deutsche. 1899 eröffnete hier Polens erstes Kino, das Iluzjon. 1904 gab es 546 Fabriken in der Stadt, die 70.000 Arbeiter beschäftigten, vor allem in der Textilindustrie.
Weit verbreitet war das Arbeiterelend in Łódź. Die Kinder- und Säuglingssterblichkeit lag zeitweise bei 70 %, unter anderem weil es in der Stadt lange keine Kanalisation gab. Um 1900 waren immer noch 80 % der Łódźer Analphabeten.
Während des Ersten Weltkrieges wurde die Stadt Łódź zum Kampfgebiet. Die Schlacht um Łódź endete unentschieden, jedoch mussten die russischen Armeen die Stadt am 6. Dezember 1914 den Deutschen überlassen. Der Krieg bedeutete für die Stadt einen schweren wirtschaftlichen Schlag. Zum einen brach der wichtige russische Markt weg, zum anderen demontierten die deutschen Besatzer große Teile der Fabriken, deren Besitzer überwiegend deutscher Nationalität waren.

### Zwischenkriegszeit
In der nach Ende des Weltkrieges 1918 neu gegründeten Zweiten Polnischen Republik begann auch in Łódź der mühevolle Wiederaufbau der Industrie. Im Jahr 1926 hatte die Stadt unter ihren 595.000 Einwohnern 53,5 Prozent Katholiken, 34,5 Prozent Juden und 11 Prozent Evangelische. Rund 12 Prozent der Łódźer waren deutschsprachig. (1931 noch ca. 9) Das Verhältnis von Juden und Deutschen war durch die sprachliche Nähe begünstigt. 1930 gab es einen Deutsch-Jüdischen Wahlblock. Das bis 1914 funktionierende Zusammenleben der drei Bevölkerungsteile erfuhr durch die minderheitenfeindliche Stimmung und die wirtschaftliche Dauerkrise im wiedererstandenen Polen Belastungen. Die Minderheitenschulen wurden in den 1930er Jahren eingeschränkt und ab 1938 nahm die Propaganda gegen Juden und Deutsche zu, wobei sich unter letzteren einige Sympathisanten des Nationalsozialismus befanden.

### Zweiter Weltkrieg

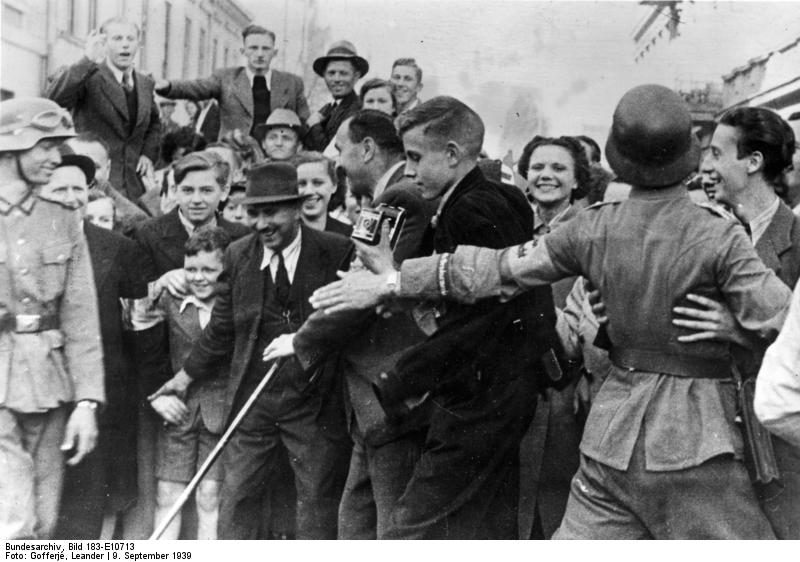
Empfang der Wehrmacht in Łódź

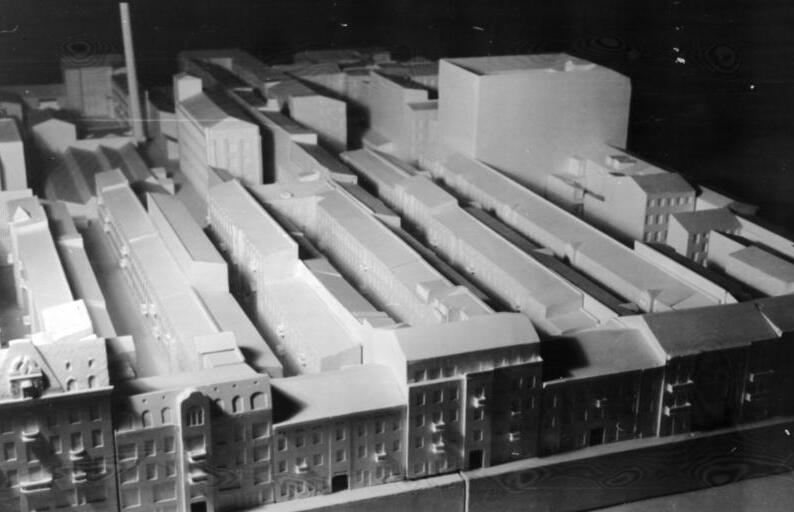
Modell der Bebauung des Stadtzentrums, Aufnahme von 1941

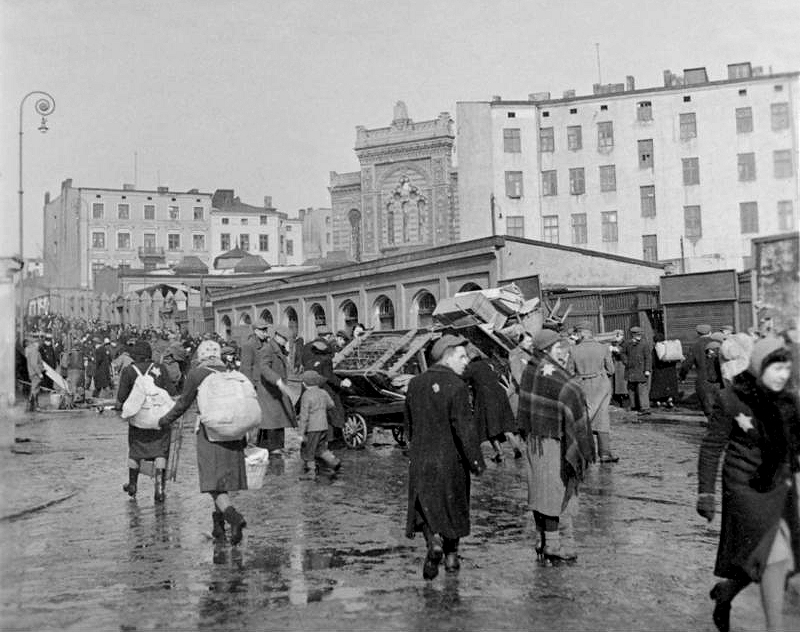
Wartheland: Lodsch, „Umzug“ der Juden ins Ghetto, März 1940

Der Ausbruch des Zweiten Weltkrieges traf die Stadt auf ihrem wirtschaftlichen Nachkriegshoch. Beim Überfall auf Polen marschierte die Wehrmacht am 9. September 1939 kampflos ein. In dieser Zeit entstand im Verband des Deutschen Reiches der neue Reichsgau Posen, später Wartheland. In diesen wurde am 9. November 1939 das Industriegebiet um Łódź eingegliedert. Die Stadt selbst bildete einen deutschen Stadtkreis im Regierungsbezirk Kalisch. Von den Deutschen der Stadt bislang stets Lodz geschrieben, hieß sie nach dem Anschluss der Region an das Deutsche Reich zunächst offiziell Lodsch.
Der deutsche Regierungspräsident in Kalisch verlegte seinen Sitz zum 1. April 1940 nach Lodsch. Gleichzeitig traten umfangreiche Eingemeindungen in Kraft. Die Stadt Ruda Pabianicka und die umliegenden Landgemeinden Brus (deutsch: Bruss), Chojny und Radogoszcz (deutsch: Radegast), die bereits seit dem 1. Januar 1940 vorläufig unter die Verwaltung des Oberbürgermeisters in Lodsch gestellt waren, wurden nach Lodsch eingegliedert. Am 11. April 1940 wurde Łódź zu Ehren des deutschen Generals Karl Litzmann (1850–1936), dessen 3. Garde-Infanterie-Division in der Schlacht um Łódź Ende 1914 siegreich gekämpft hatte, in Litzmannstadt umbenannt. Zum 15. Februar 1941 änderte sich die Bezeichnung des Regierungsbezirkes Kalisch in Litzmannstadt.
Am 8. Februar 1940 war das Ghetto Łódź, eines der größten im „Dritten Reich“, errichtet worden. Die dort eingesperrten Juden mussten Zwangsarbeit leisten und wurden später in die Vernichtungslager Kulmhof und Auschwitz deportiert und dort ermordet. Nur etwa 900 Juden wurden beim Einmarsch der Roten Armee noch lebend gefunden. Neben dem Ghetto bestand ab 1942 ein Jugendkonzentrationslager, in dem Kinder schon ab einem Alter von zwei Jahren eingesperrt waren. Mindestens 500 Kinder starben hier. 1940 kam es zu 692 NS-Krankenmorden an Patienten der Anstalt Kochanowka.

### Nachkriegszeit und Volksrepublik Polen
Am 19. Januar 1945 erreichten sowjetische Truppen die Stadt. Unmittelbar zuvor hatten die deutschen Besatzer Dutzende Polen in einem provisorischen Gefängnis ermordet, indem sie es in Brand steckten. Während die Stadt nun zur Volksrepublik Polen gehörte, wurden die deutschen Einwohner vertrieben, nachdem viele von ihnen zuvor im Zentralen Arbeitslager Sikawa gedemütigt und gequält wurden. Da die Wirtschaftsstruktur der Stadt vergleichsweise intakt geblieben, Warschau aber zerstört war, wurde Łódź zu einer der wichtigsten Städte im Polen der Nachkriegszeit. Bis 1948 fungierte es als Regierungssitz; eine vorübergehend erwogene dauerhafte Verlegung der Hauptstadt hierher wurde zugunsten des Wiederaufbaus von Warschau aufgegeben.
1945/1946 fanden viele Streiks statt, die Arbeiter fühlten sich verraten. Dass Juden in Leitungsfunktionen überproportional vertreten waren, verstärkte den vorhandenen Antisemitismus enorm. Dies wurde von den Juden als Pogromatmosphäre empfunden und veranlasste viele von ihnen zur Auswanderung (siehe auch: Geschichte der Juden in Polen).
1948 wurde die später berühmte Filmhochschule Łódź gegründet, die Absolventen wie Roman Polański und Andrzej Wajda hervorbrachte. Jan Moll nahm im Krankenhaus der Stadt 1969 die erste Herztransplantation Polens vor.
Die offizielle Propaganda der Polnischen Vereinigten Arbeiterpartei (PVAP) pries Łódź als Musterstadt der Arbeiterbewegung. In Wirklichkeit waren die Arbeitsbedingungen namentlich in den Textilfabriken miserabel, die Maschinen wurden kaum modernisiert, und es kam immer wieder zu schweren Arbeitsunfällen. Als Wajda 1974 seinen unter den Textilbaronen des 19. Jahrhunderts spielenden Film Das gelobte Land drehte, mussten keine aufwändigen Kulissen hergestellt werden: Einige der Maschinen von damals waren noch in Betrieb. Immer wieder kam es zu Arbeitsniederlegungen in den Textilfabriken. Ein Streik im Februar 1971 zwang die neue PVAP-Führung unter Edward Gierek zu Zugeständnissen; es war der erste erfolgreiche Streik in der Volksrepublik Polen.

### Gegenwart

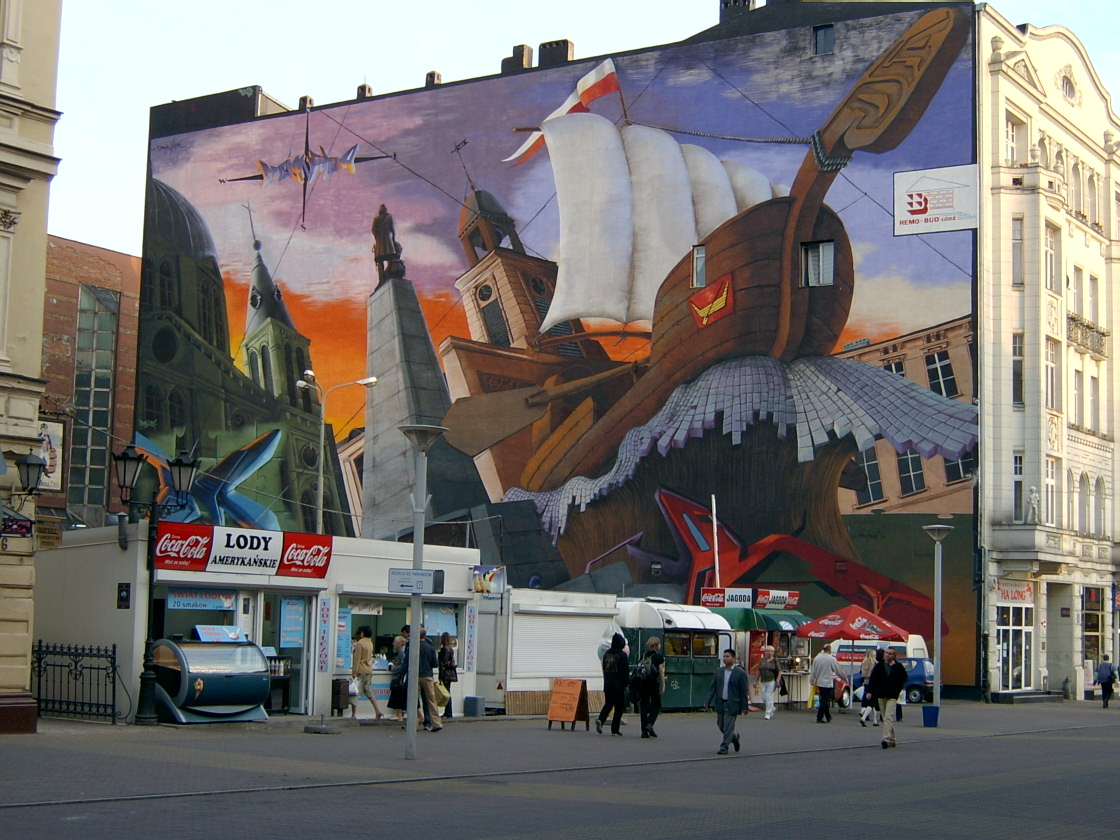
Wandmalerei an der Piotrkowska-Straße

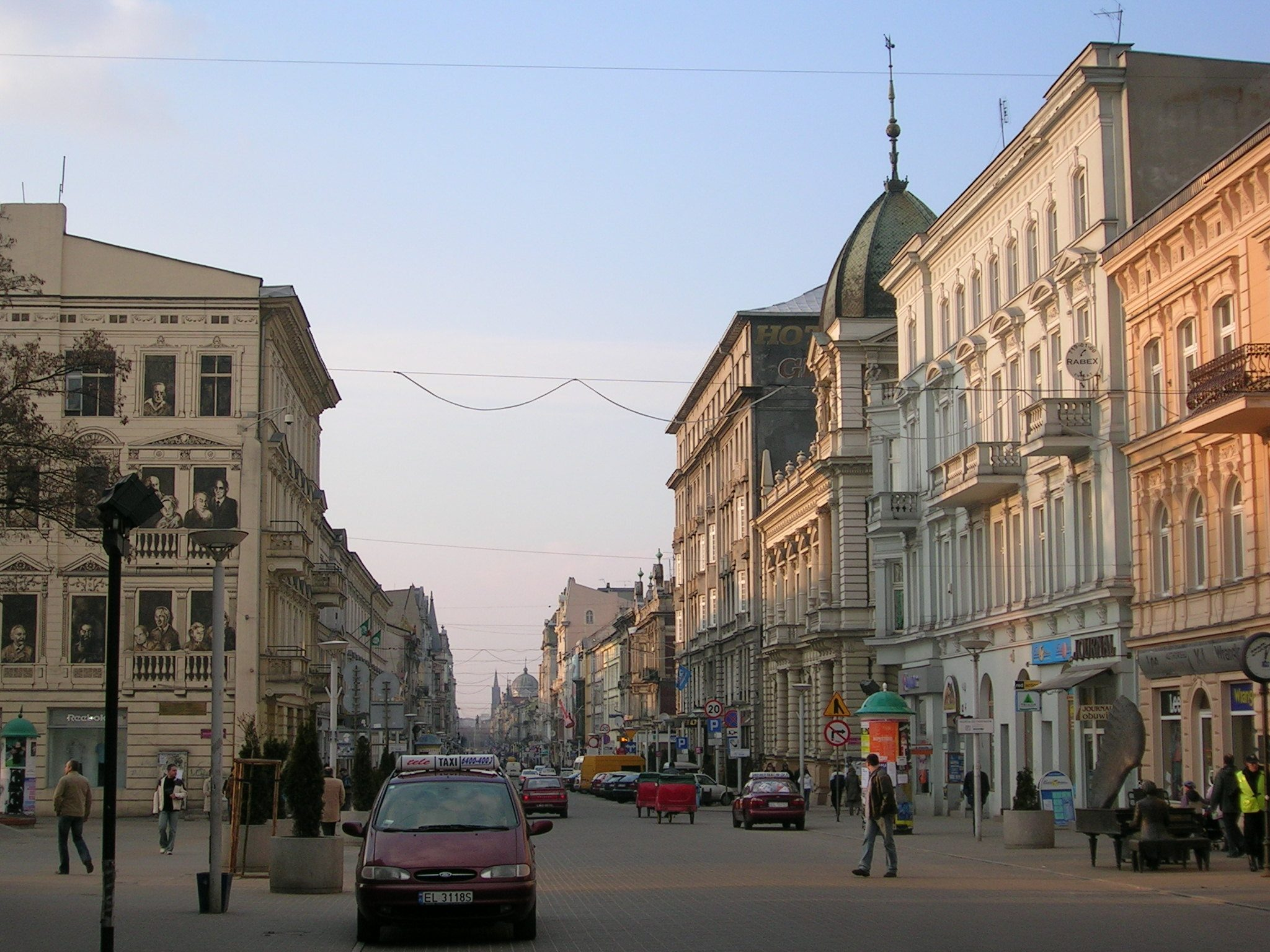
Die Piotrkowska-Straße

Łódź erlebte in den ersten zehn Jahren nach 1989 einen wirtschaftlichen Abstieg. Es herrschte hohe Arbeitslosigkeit, und manche der einstigen Prachtbauten waren dem Verfall überlassen. Eine Verwaltungsreform verkleinerte 1999 die Anzahl der Woiwodschaften auf 16 und vergrößerte die Woiwodschaft Łódź auf 18.219 km². 2002 eröffnete mit der Galeria Łódzka ein modernes Einkaufszentrum unweit des bisherigen Central. Jüngst wandelte sich die Stadt deutlich: Fabrikgebäude wurden zu Veranstaltungsorten, Museen und Einkaufszentren umfunktioniert, und jährlich findet die Parada Wolności (vergleichbar der Loveparade) auf der Piotrkowska-Straße statt, dem längsten Boulevard Europas. Hier soll es laut offiziellen Angaben die höchste Dichte an Bars und Klubs in Europa geben, die sich oft in kleinen Hinterhöfen versteckt halten. Ebenso versuchen die Stadtverwaltung und viele kleine Organisationen das besondere Flair der einst multikulturellen Stadt wiederzubeleben. Um an das einst friedliche Zusammenleben von Juden, Russen, Polen und Deutschen zu erinnern, findet jedes Jahr das Festival der vier Kulturen statt. Die ehemalige Poznański-Textilfabrik wurde 2006 als „Manufaktura“ eröffnet, größtes Einkaufs- und Erlebniszentrum Polens. Die alten Fabrikhallen wurden aufwendig restauriert und um einen neuen Gebäudetrakt erweitert.

### Namensherkunft
Łódź bedeutet „Boot“. Die Herkunft des Namens ist umstritten. Die Annahme, der Name der Stadt komme von dem kleinen Fluss Łódka („[kleines] Boot“), ist nicht gesichert. Möglicherweise leitet sich der Name von dem slawischen Vornamen Włodzisław oder vom altpolnischen Begriff Łozina für Weidenbaum her.

### Wappen

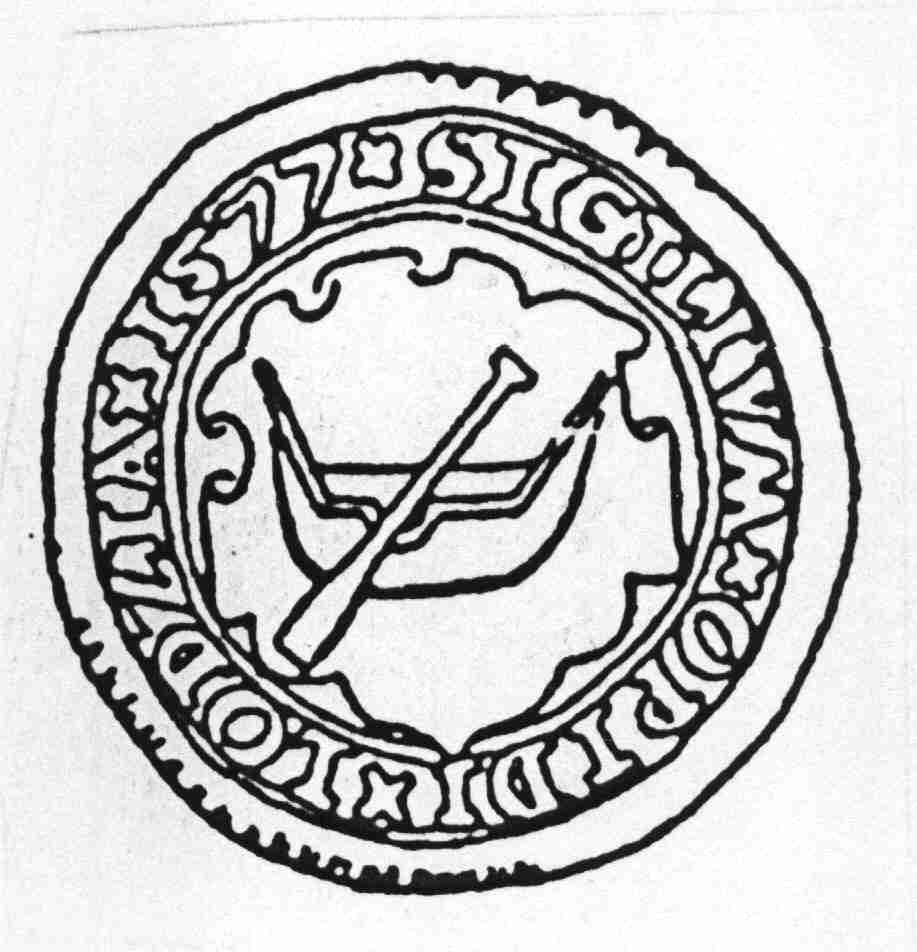
Siegel von 1577

Das Wappen zeigt ein goldfarbenes Holzboot mit einem Ruder auf rotem Grund. Aus heraldischer Sicht ist es ein redendes Wappen, da es den Stadtnamen bildlich wiedergibt; wobei die zugrundeliegende Deutung – wie bei anderen sprechenden Wappen – nicht mit der eigentlichen Namensherkunft übereinzustimmen braucht. Die erste nachgewiesene Darstellung eines Bootes im Wappen ist auf einem Stadtsiegel von 1535 bewahrt. Dieses dürfte bereits seit Mitte des 15. Jahrhunderts in Gebrauch gewesen sein. Das Wappen wurde fast unverändert bis 1817 weitergeführt.
Später gab es zahlreiche Abwandlungen, unter anderem um das Wappen dem russischen Muster anzupassen. Von den zahlreichen Vorschlägen, die für die Stadt bedeutsame Textilindustrie im Wappen zu berücksichtigen, wurde keiner realisiert.
Das heutige Wappen wurde am 5. Juni 1936 eingeführt, allerdings zeigte das offizielle Wappen während der deutschen Besatzung (1941–1945) ein goldenes Hakenkreuz auf dunkelblauem Grund.
Der Wahlspruch des Wappens lautet: Ex navicula navis, lateinisch für: Aus einem Boot ein Schiff.

## Bevölkerungsentwicklung
1790 lebten in Łódź 190 Menschen. 50 Jahre später waren es 20.150 und etwa weitere 50 Jahre später, 1894, waren es 168.513. Zu Beginn des Zweiten Weltkrieges hatte die Stadt 672.000 Einwohner, 1945 nach dem Ende des Krieges noch 302.000. Die größte Bevölkerungszahl wurde 1988 mit 854.300 Einwohnern erreicht.
Am 31. Dezember 2004 hatte die Stadt 774.000 Einwohner. Davon waren 421.000 Frauen und 353.000 Männer. Die Bevölkerung nimmt jährlich um 0,58 % ab; durch Zuwanderung wird die Verringerung der Einwohnerzahl auf 0,15 % abgeschwächt. Im Jahr 2007 lag die Bevölkerungszahl bei 753.200 und im Jahr 2008 bei 747.200.
| Łódź: Einwohnerzahlen von 1777 bis 2018 | Łódź: Einwohnerzahlen von 1777 bis 2018 | Łódź: Einwohnerzahlen von 1777 bis 2018 | Łódź: Einwohnerzahlen von 1777 bis 2018 | Łódź: Einwohnerzahlen von 1777 bis 2018 |
| --------------------------------------- | --------------------------------------- | --------------------------------------- | --------------------------------------- | --------------------------------------- |
| Jahr                                    |                                         |                                         |                                         | Einwohner                               |
| 1777                                    | 1777                                    |                                         | 265                                     | 265                                     |
| 1800                                    | 1800                                    |                                         | 428                                     | 428                                     |
| 1830                                    | 1830                                    |                                         | 4.343                                   | 4.343                                   |
| 1872                                    | 1872                                    |                                         | 100.000                                 | 100.000                                 |
| 1900                                    | 1900                                    |                                         | 314.020                                 | 314.020                                 |
| 1915                                    | 1915                                    |                                         | 600.000                                 | 600.000                                 |
| 1921                                    | 1921                                    |                                         | 452.000                                 | 452.000                                 |
| 1931                                    | 1931                                    |                                         | 605.500                                 | 605.500                                 |
| 1939                                    | 1939                                    |                                         | 672.000                                 | 672.000                                 |
| 1946                                    | 1946                                    |                                         | 496.929                                 | 496.929                                 |
| 1955                                    | 1955                                    |                                         | 674.172                                 | 674.172                                 |
| 1965                                    | 1965                                    |                                         | 744.086                                 | 744.086                                 |
| 1975                                    | 1975                                    |                                         | 798.263                                 | 798.263                                 |
| 1985                                    | 1985                                    |                                         | 847.864                                 | 847.864                                 |
| 1988                                    | 1988                                    |                                         | 854.003                                 | 854.003                                 |
| 1995                                    | 1995                                    |                                         | 823.215                                 | 823.215                                 |
| 2000                                    | 2000                                    |                                         | 793.217                                 | 793.217                                 |
| 2005                                    | 2005                                    |                                         | 767.628                                 | 767.628                                 |
| 2010                                    | 2010                                    |                                         | 737.098                                 | 737.098                                 |
| 2015                                    | 2015                                    |                                         | 700.982                                 | 700.982                                 |
| 2018                                    | 2018                                    |                                         | 687.702                                 | 687.702                                 |
|                                         |                                         |                                         |                                         |                                         |

## Politik
Die Stadt bildet einen Stadtkreis. Die Exekutive wird von einem Stadtpräsidenten (Prezydent Miasta), von 2002 bis 2010 Jerzy Kropiwnicki (ZChN/PiS), gebildet, welcher von vier Vizepräsidenten unterstützt wird. Die Legislative liegt beim Rat der Stadt (Rada Miasta), welcher 2002 bis 2006 aus 43 Mitgliedern und anschließend aus 40 Stadtverordneten bestand und seit der Wahl 2024 40 Abgeordnete umfasst. Kommunalwahlen fanden zuletzt 2024 statt. In einem Referendum am 17. Januar 2010 wurde Jerzy Kropiwnicki als Stadtpräsident vorzeitig abberufen. Seit Dezember 2010 ist Hanna Zdanowska (PO) Präsidentin der Stadt.

### Stadtpräsidentenwahl
Die turnusmäßige Wahl zur Stadtpräsidentin 2024 führte zu folgendem Ergebnis:
- Hanna Zdanowska (Koalicja Obywatelska) 59,3 % der Stimmen
- Agnieszka Wojciechowska van Heukelom (Prawo i Sprawiedliwość) 22,6 % der Stimmen
- Ewa Szymanowska (Trzecia Droga) 9,3 % der Stimmen
- Klaudia Domagała (Konfederacja und unabhängige lokale Verwaltungen) 5,8 % der Stimmen
- Übrige 3,0 % der Stimmen

Damit wurde Zdanowska erneut bereits im ersten Wahlgang mit absoluter Mehrheit wiedergewählt.
Die turnusmäßige Wahl zur Stadtpräsidentin 2018 führte zu folgendem Ergebnis:
- Hanna Zdanowska (Platforma Obywatelska) 70,2 % der Stimmen
- Waldemar Buda (Prawo i Sprawiedliwość) 23,7 % der Stimmen
- Übrige 6,1 % der Stimmen

Damit wurde Zdanowska bereits im ersten Wahlgang mit deutlicher Mehrheit im Amt bestätigt.

### Stadtratswahl
Die Wahl zum Stadtrat 2024 brachte folgendes Ergebnis:
- Koalicja Obywatelska (KO) 57,6 % der Stimmen, 28 Sitze
- Prawo i Sprawiedliwość (PiS) 23,4 % der Stimmen, 8 Sitze
- Trzecia Droga 9,5 % der Stimmen, 1 Sitz
- Konfederacja und unabhängige lokale Verwaltungen 6,0 % der Stimmen, kein Sitz
- Übrige 3,5 % der Stimmen, kein Sitz

- TD: 1
- KO: 28
- PiS: 8

Die Wahl zum Stadtrat 2018 brachte folgendes Ergebnis:
- Wahlkomitee Hanna Zdanowska 62,1 % der Stimmen, 32 Sitze
- Prawo i Sprawiedliwość (PiS) 24,5 % der Stimmen, 8 Sitze
- Kukiz’15 4,4 % der Stimmen, kein Sitz
- Wahlkomitee JA! 2,6 % der Stimmen, kein Sitz
- Wahlkomitee Freiheit für Muremzałdzie 2,1 % der Stimmen, kein Sitz
- Übrige 4,3 % der Stimmen, kein Sitz

- KO: 32
- PiS: 8

## Städtepartnerschaften
Łódź unterhält Städtepartnerschaften mit den folgenden Orten:
| Stadt                      | Land                | seit |
| -------------------------- | ------------------- | ---- |
| Barreiro                   | Portugal            | 1996 |
| Chemnitz                   | Deutschland         | 1974 |
| Chengdu                    | Volksrepublik China | 2015 |
| Guangzhou                  | Volksrepublik China | 2014 |
| Heroica Puebla de Zaragoza | Mexiko              | 1997 |
| Lwiw                       | Ukraine             | 2003 |
| Lyon                       | Frankreich          | 1991 |
| Murcia                     | Spanien             | 1999 |
| Odessa                     | Ukraine             | 1993 |
| Örebro                     | Schweden            | 2001 |
| Rustawi                    | Georgien            | 1995 |
| Stuttgart                  | Deutschland         | 1988 |
| Szeged                     | Ungarn              | 2008 |
| Tampere                    | Finnland            | 1957 |
| Tel Aviv                   | Israel              | 1994 |
| Tianjin                    | Volksrepublik China | 1994 |
| Vilnius                    | Litauen             | 1991 |

Weiterhin unterhält die Stadt seit 2010 freundschaftliche Beziehungen zu Los Angeles, USA.

## Kultur und Sehenswürdigkeiten
Łódź hat eine vielfältige Kulturlandschaft. Neben den verschiedenen Theatern, Kinos, Museen, Galerien ist die Filmhochschule einer der wichtigsten Einflussfaktoren des kulturellen Lebens der Stadt.

### Filmindustrie
In der Stadt werden die meisten Filme Polens produziert, weshalb sie gelegentlich HollyŁódź (sprich Hollywudsch) genannt wird. Die Spielfilmproduktionsfirma von Łódź, die inzwischen Insolvenz angemeldet hat, produzierte in der zweiten Hälfte des 20. Jahrhunderts die meisten Spielfilme Polens. Die Bildungsfilmproduktionsfirma produziert Dokumentar- und Schulfilme. Der Film Usłyszcie mój krzyk, der dort von Maciej Drygas produziert wurde, erhielt 1991 den Europäischen Filmpreis für den Dokumentarfilm des Jahres.
Das Studio Se-ma-for ist für Animationsfilme bekannt und produziert unter anderem die Kinderserien Miś Uszatek, Colargol, Zaczarowany ołówek und Kot Filemon. Zwei Produktionen gewannen bisher einen Oscar: Zbigniew Rybczyńskis Kurzfilm Tango 1982 und 2008 die britisch/polnische Koproduktion Peter und der Wolf.

### Theater

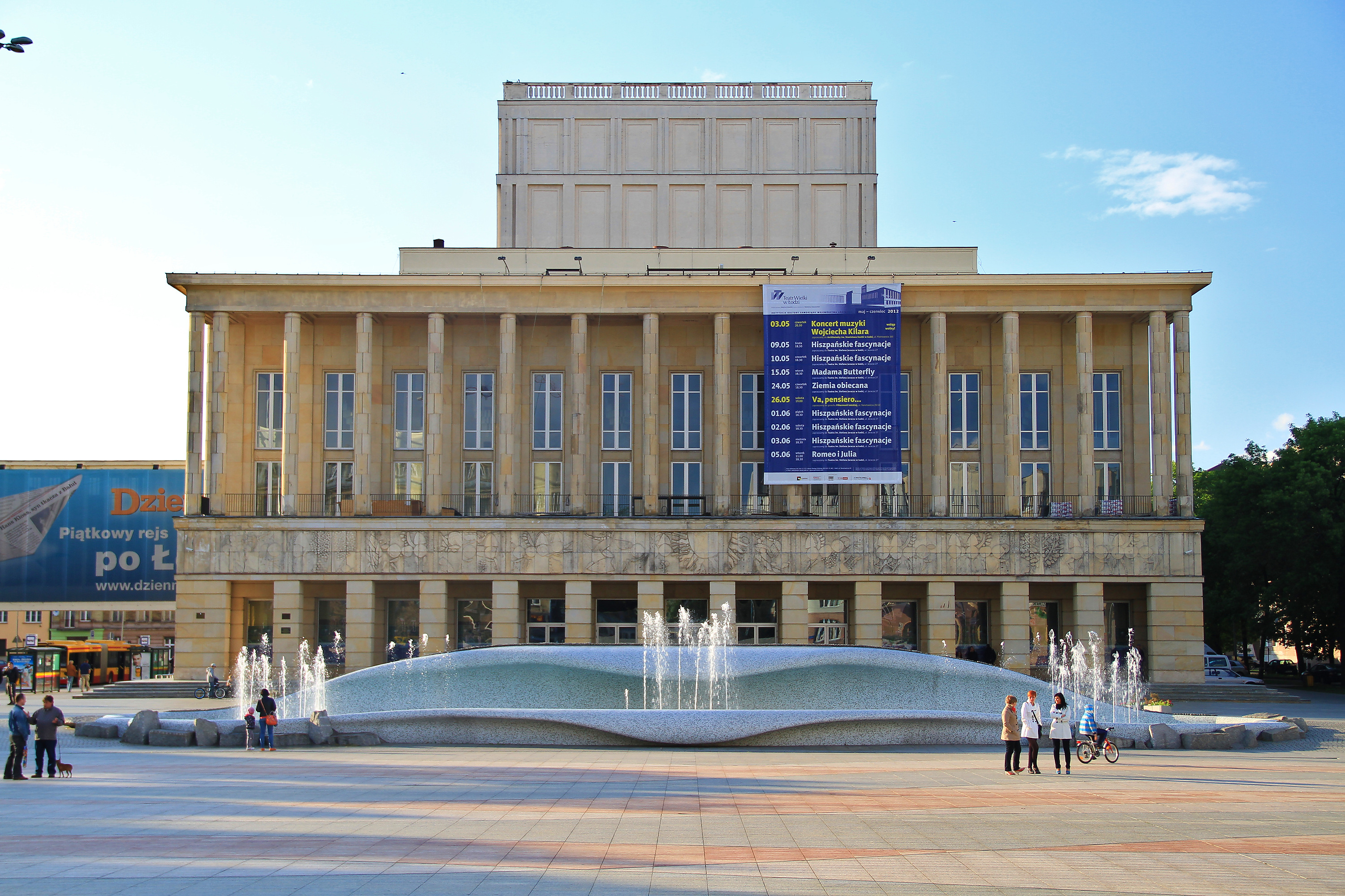
Der Dąbrowski-Platz mit dem Großen Theater im Hintergrund

Łódź hat eine vielfältige Theaterlandschaft mit über 20 Bühnen.
Das Opernhaus Teatr Wielki (Großes Theater) hat Platz für 1300 Zuschauer und ist eines der größten Theater Europas. Seit der Eröffnung am 19. Januar 1967 fanden hier etwa 240 Premieren statt, zahlreiche davon Uraufführungen. Berühmte Sänger wie Victoria de los Angeles, Fedora Barbieri, Andrea Bocelli und Nicolai Gedda, Dirigenten wie Henryk Czyż, Antoni Wicherek und Wojciech Michniewski waren Gäste des Hauses. International bekannte Regisseure wie Adam Hanuszkiewicz und Maciej Prus wirkten im Teatr Wielki in Łódź.

### Museen
Das Museum der Kinematographie in Łódź am Plac Zwycięstwa 1 befindet sich in einem ehemaligen Palast von Scheibler. Im Museum befinden sich verschiedene historische Fotoapparate, unterschiedliche historische Bildbetrachtungs- und -vorführapparate und Filmposter vor allem von polnischen Filmen, zum Teil aus den 1920er und 1930er Jahren. Das Museum eröffnete 1986.

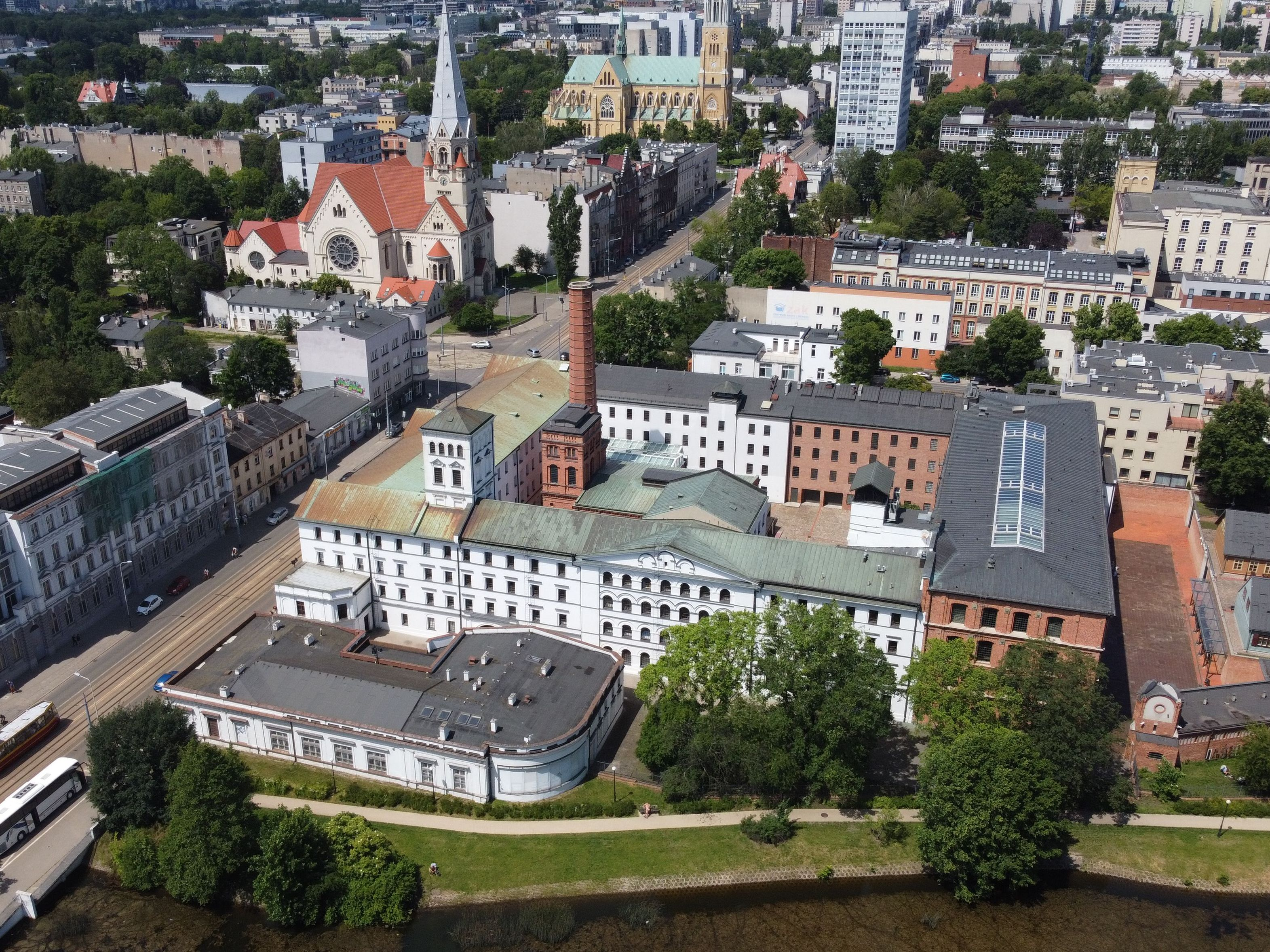
Der Sitz des Zentralen Textilmuseums

Das Zentrale Textilmuseum (Centralne Muzeum Włókiennictwa) befindet sich in der Piotrkowska 282, in der sogenannten Weißen Fabrik von Louis Geyer. Es enthält alle Aspekte der Textilproduktion bis zu den Produkten. Die Ausstellungsfläche umfasst etwa 5000 m². Das Museum ist in mehrere Abteilungen unterteilt: für Wandteppiche, industrielle Textilien, Volkstextilien, Mode, Technik, Ausstellungsorganisation, Bücherei und Archiv und den Bildungsbereich. Letzterer hat die Aufgabe, vor allem Kindern und Jugendlichen die Entwicklung der Textilindustrie insbesondere in Łódź näherzubringen. Die Anfänge des Museums liegen im Jahr 1952, als Krystyna Kondratiukowa eine Sammlung im Kunstmuseum begann. Auf Grund der schnell anwachsenden Größe wurde es 1960 als eigenständiges „Museum der Textilgeschichte“ und 1975 als Zentrales Textilmuseum mit Kondratiukowa als Direktorin geführt.
Das Museum für Archäologie und Ethnografie befindet sich am Plac Wolności 14 und verfügt über etwa 218.000 Exponate. Die Sammlung begann bereits mit der Wiedererlangung der Unabhängigkeit Polens 1918, allerdings zu diesem Zeitpunkt noch unter dem Dach eines allumfassenden Stadtmuseums. Nach ständiger Erweiterung der Sammlung wurde am 1. Januar 1931 das Museum für Ethnografie gegründet; erster Direktor wurde Jan Manugiewicz. 1932 bis 1934 gab das Museum die Wiadomości Ludoznawcze (Volkskundliche Nachrichten) heraus. Exponate aus Afrika, Asien sowie Südamerika vergrößerten die Sammlung, welche bis zum Ausbruch des Zweiten Weltkrieges 1460 Teile umfasste; weiterhin gab es durch die Sammlung in unterschiedlichen Städten 9600 weitere Exponate. Nach Ende des Krieges waren die Exponate zum Teil im Museum für Ethnografie und zum anderen im Prähistorischen Museum untergebracht. Am 1. Januar 1956 wurden dann beide Sammlungen in einem Museum zusammengeführt.

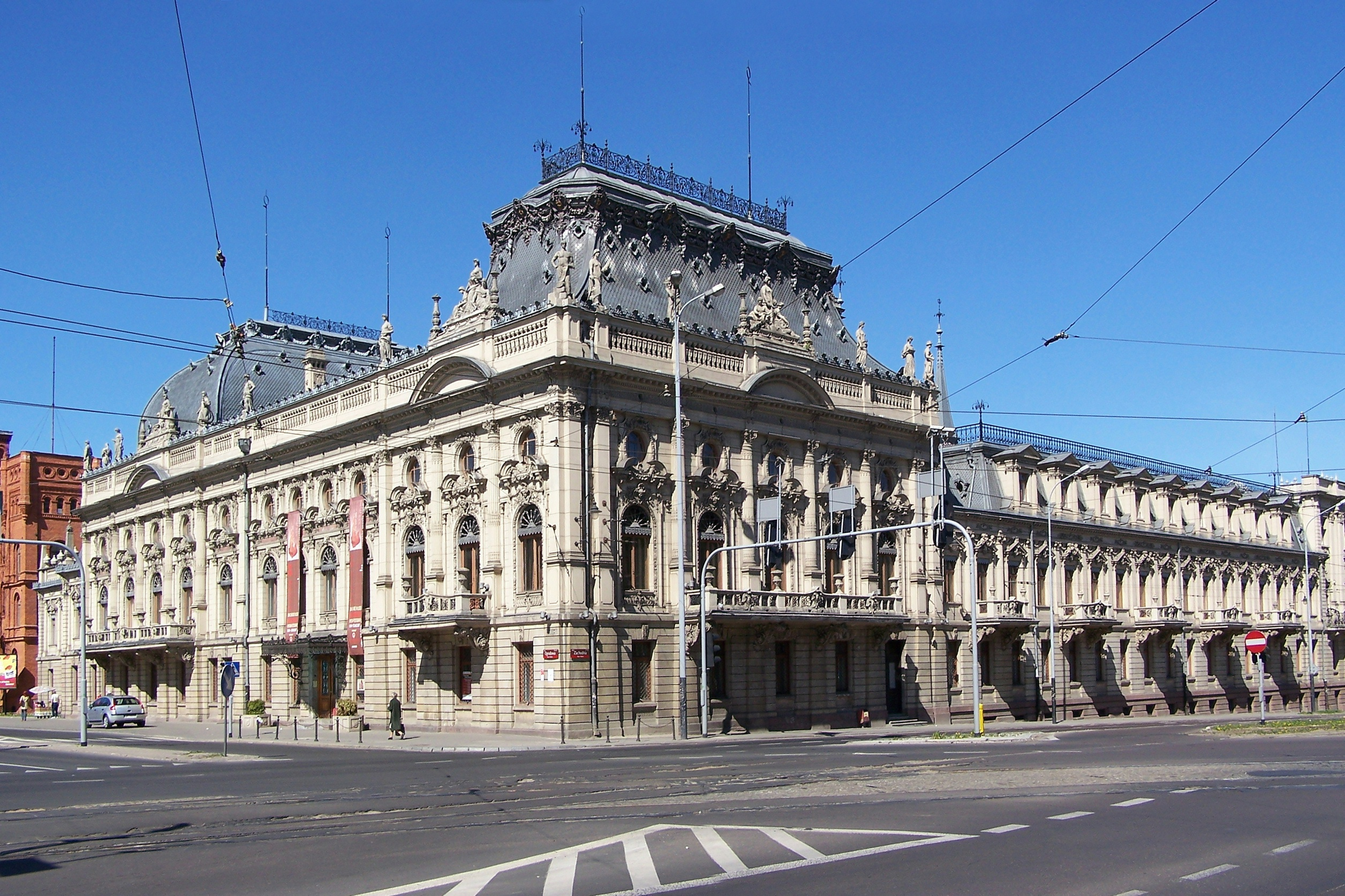
Das Historische Museum im Palast von Izrael Poznański

Das Historische Museum der Stadt befindet sich in der Ogrodowa-Straße 15, dem ehemaligen Palast der Poznańskis. Es zeigt die Geschichte der Stadt in verschiedenen Dauerausstellungen, welche durch weitere befristete Ausstellungen ergänzt werden. Dauerausstellungen zeigen unter anderem das Zusammenleben der drei Kulturkreise Juden, Polen und Deutsche, das Leben Izrael Poznańskis und das Schaffen der Künstler der Stadt. Das Museum für Sport und Touristik ist eine Zweigstelle des Historischen Museums und befindet sich in der Ks.-Skorupka-Str. 21. Das Museum wurde 1982 eröffnet und enthält Sammlungen von olympischen Medaillen, Abzeichen und Pokalen. Die Dauerausstellung des Museums ist die Geschichte des Sports und des Tourismus in Łódź.
Das Kunstmuseum Muzeum Sztuki w Łodzi befindet sich an der Ulica Więckowskiego 36. Es beinhaltet Sammlungen moderner Kunst, polnischer Kunst vom 17. bis 19. Jahrhundert und Handarbeiten. Die moderne Kunst stellt dabei den wichtigsten und wertvollsten Teil dar, welcher bereits seit 1929 gesammelt wurde und nun aus über 10.000 Exponaten besteht. Die erste öffentliche Ausstellung fand am 15. Februar 1931 statt und bestand damals aus 111 Kunstwerken.
Die Residenz Księży Młyn (Pfaffenmühle) befindet sich in der Przędzalniana-Straße 72, dem ehemaligen Palast Edward Herbsts, und gehört zum Kunstmuseum. Das Museum besteht aus dem Wohnhaus, einem Wintergarten und kleineren Gebäuden, in welchen das Leben der ehemaligen Fabrikbesitzer gezeigt wird. Zu sehen sind unter anderem Ball-, Speise- und Gästeraum, das Ankleide- sowie das Jagdzimmer. Das Gebäude wurde 1875 im Stil der Neorenaissance errichtet. Das Kunstmuseum erhielt 1976 das Gelände, es konnte allerdings erst 1990 nach Renovierung als Museum eröffnet werden. Im selben Jahr wurde die Residenz durch die Europa-Nostra-Vereinigung für Kulturgüter ausgezeichnet.
Das Museum der Unabhängigkeitstradition (Muzeum Tradycji Niepodległościowych) liegt in der Gdańska-Str. 13 sowie in der Zgierska-Str. 147, widmet sich dem Widerstandskampf der Polen und besitzt etwa 45.000 Exponate. Als Dauerausstellung wird die Geschichte des politischen Gefängnisses Łodzinskaja Tiurma, welches 1885 eröffnet und 1954 geschlossen wurde, beleuchtet. Die zweite Dauerausstellung zeigt den Widerstandskampf der Polen während des Zweiten Weltkrieges. Weitere befristete Ausstellungen beleuchten bestimmte Zeitepochen genauer. Eröffnet wurde das Museum 1958.
Das Museum für künstlerische Bücher (Muzeum Książki Artystycznej) befindet sich in der Tymieniecki-Str. 24. Im Museum gibt es eine Dauerausstellung von Büchern der Correspondance des Arts Künstler. Diese Künstler veröffentlichten 1980 die ersten Bücher und eröffneten am 1. Oktober 1993 dann das Museum in der Villa von Henryk Grohmann. Errichtet wurde die Villa 1892 nach Plänen von Majewski im Stil der Renaissance. Gegenwärtig ist das Museum auf Grund mangelnder Unterstützung durch die Stadt und entsprechender finanzieller Probleme von der Schließung bedroht.

### Musik

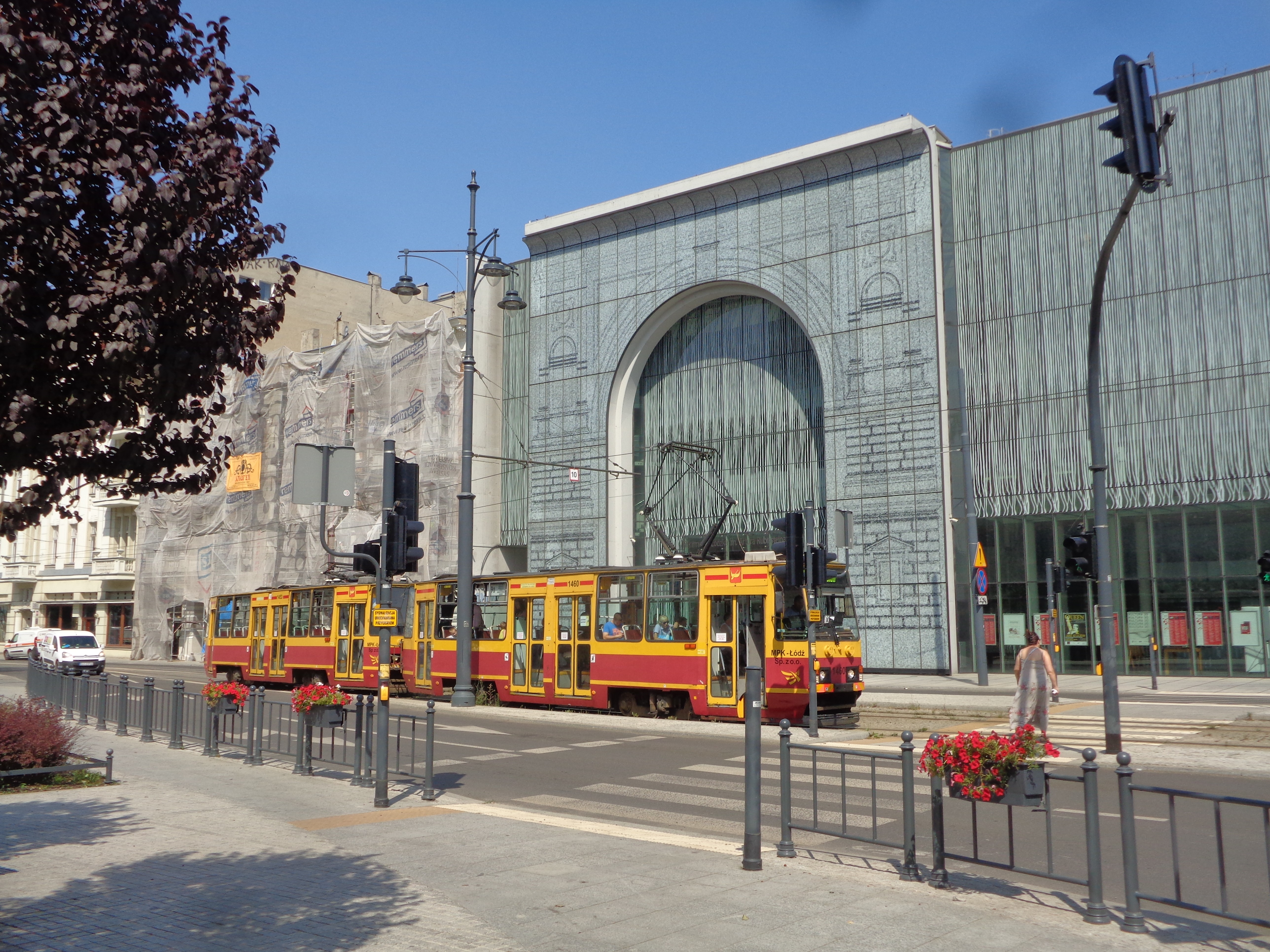
Gebäude der Philharmonie

Der Gesamtpolnische Violinwettbewerb Irena Dubiska wurde 2003 erstmals durchgeführt. Gründer des Wettbewerbs war Przemysław Kulikiewicz. Musik wird von Klassik bis zur Gegenwart gespielt. Der Wettbewerb fand 2003 und 2004 statt.
Das Akademische Kulturzentrum (Akademicki Ośrodek Kultury) organisiert Jazzkonzerte, sowohl von professionellen Musikern als auch von Studenten.
Das Kulturzentrum der Jugend (Centrum Kultury Młodych) bietet die Möglichkeit, das Spielen auf Instrumenten zu erlernen. Zugleich wird viel Wert auf eine umfassende Musikausbildung gelegt, also sowohl auf historische Kenntnisse als auch auf die Diktion beim Gesang.
Das Kulturzentrum „Karolew“ konzentriert sich besonders auf die Musikausbildung von Kindern zwischen 6 und 15 Jahren.
Die Artur-Rubinstein-Philharmonie (Filharmonia Łódzka im. Artura Rubinsteina) wurde bereits 1915 gegründet und erhielt 1984 ihren heutigen Namen. Seit dem 10. Dezember 2004 befindet sich die Philharmonie in einem modernen Gebäude in der Narutowicz-Straße. Seit 1969 verfügt die Philharmonie neben ihrem Orchester über einen 60 Mann starken Chor. Das Orchester und der Chor traten schon in fast allen europäischen Ländern, den USA und dem Fernen Osten auf und sind öfters für die Produktionen der Filmhochschule Łódź aktiv.

### Bauwerke

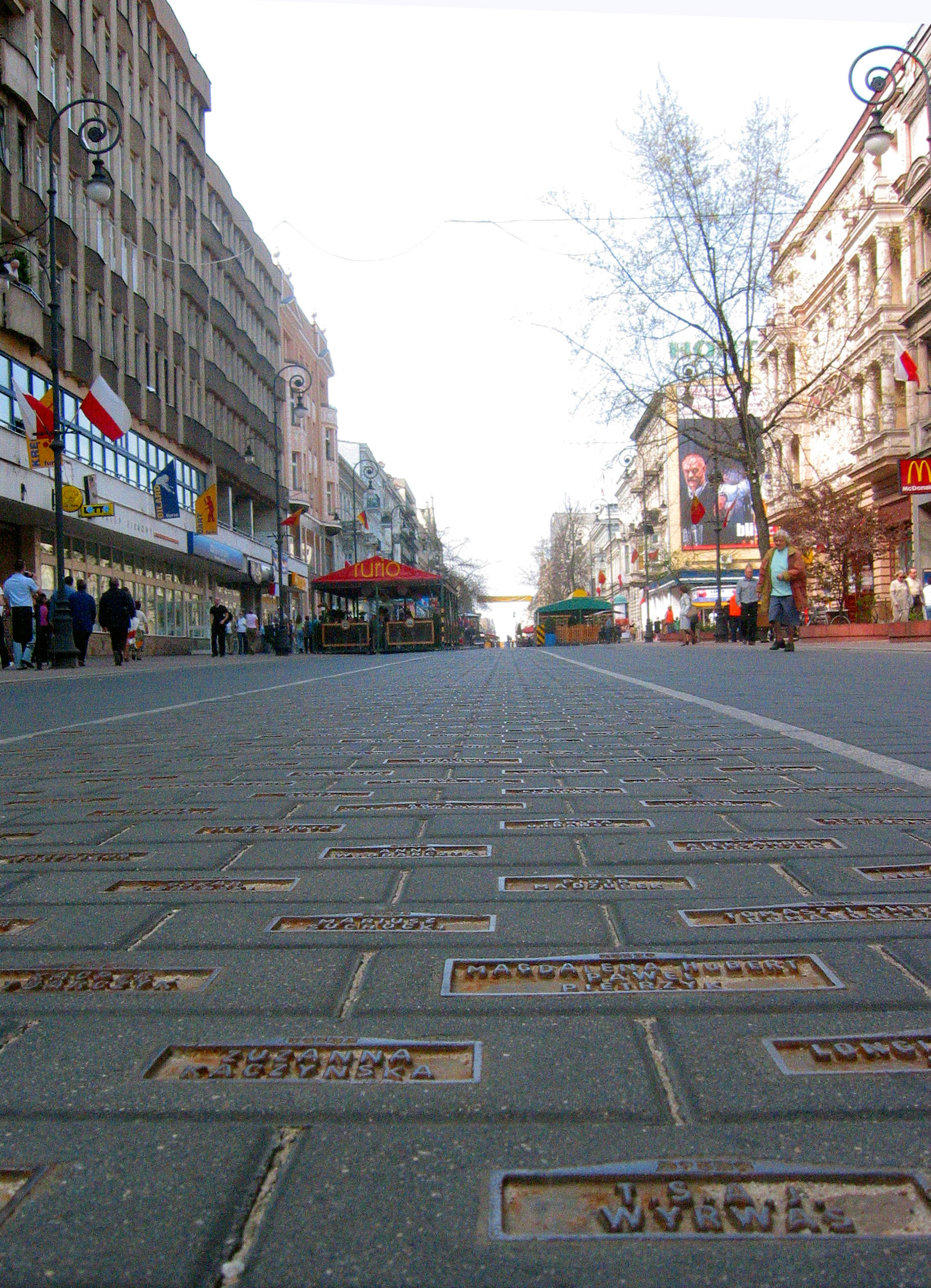
Piotrkowska mit den Namen von Einwohnern

- Die zentrale Ulica Piotrkowska (Petrikauer Straße) mit Sternen der berühmten Absolventen der Filmhochschule (ähnlich dem Walk of Fame in Hollywood) ist 4900 m lang und verläuft zwischen dem Plac Wolności (Freiheitsplatz) und dem Plac Niepodległości (Unabhängigkeitsplatz). Ein Teil der Straße ist für den allgemeinen Straßenverkehr gesperrt, wodurch neben Fußgängern zahlreiche Fahrradrikschas den Verkehr in der Straße bestimmen. Neben verschiedenen Geschäften finden sich hier Restaurants und Kneipen. Der Honorarkonsul der Bundesrepublik Deutschland hat seinen Sitz in der  Piotrkowska 111. Ursprünglich war die Straße die Verbindung von Piotrków Trybunalski Richtung Zgierz und wurde 1823 als Straße für den geplanten Industriestadtteil angelegt. In der Folgezeit entstanden entlang der Straße verschiedene Wohnhäuser und Fabriken. Noch immer sind beispielsweise die Weiße Fabrik, verschiedene Bankhäuser und unter anderem die Villen von Heinzel, Schweikert und Scheibler zu sehen.
- Der Palast von Maksymilian Goldfeder befindet sich in der Piotrkowska 77, ist Sitz des studentischen Kulturzentrums und beherbergt einen Irish Pub. Das Gebäude wurde 1889 bis 1892 vom Stadtarchitekten Hilary Majewski (1838–1892) im Neorenaissancestil errichtet.
- Das Bankgebäude in der Piotrkowska 74 stammt aus dem 19. Jahrhundert. Das Gebäude des Architekten Hilary Majewski wurde im Auftrag von Richard und Gustav Geyer errichtet und wurde später der Sitz der Aktiengesellschaft L. Geyer.
- Das Wohnhaus von Karl Wilhelm Scheibler wurde 1882 nach Plänen von Hilary Majewski errichtet.
- Der Palast von Robert Biedermann in der Kiliński-Straße 2 wurde 1878 errichtet.
- Das Grand Hotel befindet sich in der Mitte der Piotrkowska-Straße und wurde wie das Wohnhaus Scheiblers von Majewski entworfen. Zuvor befand sich an dieser Stelle die Textilfabrik von Ludwig Meyer. 1911 wurden umfangreiche Umbauten vorgenommen. In den 1930er Jahren wurde der Garten, welcher sich hinter dem Gebäude befand, geschlossen.
- Der Palast von Maurycy Poznański in der Więckowski-Straße 36 wurde 1896 im Stil der Neorenaissance errichtet.
- Der neobarocke Palast von Izrael Poznański nach Entwurf von Hilary Majewski von 1898 befindet sich in der Ogrodowa und wird gegenwärtig vom Historischen Museum der Stadt genutzt. Das anschließende Gelände mit den historistischen Backsteinbauten der Textilfabrik Poznańskis bildet seit der Rekonstruktion von 2002 bis 2006 das Einkaufs-, Kultur-, Gastronomie und Unterhaltungszentrum Manufaktura. Das Gebäude des 2009 eröffneten Andel Hotels, das sich im Areal des Manufaktura-Komplexes befindet, wurde mit einem Sonderpreis bei den 2010 MIPIM Awards in Cannes ausgezeichnet.
- Der Palast von Karol Poznański wurde 1904 errichtet. Der Palast in der Gdańska 32 ist wie der von Maurycy ein Bauwerk der Neorenaissance.
- Der Sitz der Stadtverwaltung im ehemaligen Heinzel-Palais wurde 1882 errichtet. Den Bau leitete Otto Gehlig, der nach Plänen von Majewski arbeitete. Auf dem Dach des Gebäudes befindet sich eine Figur, welche Freiheit, Handel und Industrie symbolisiert.

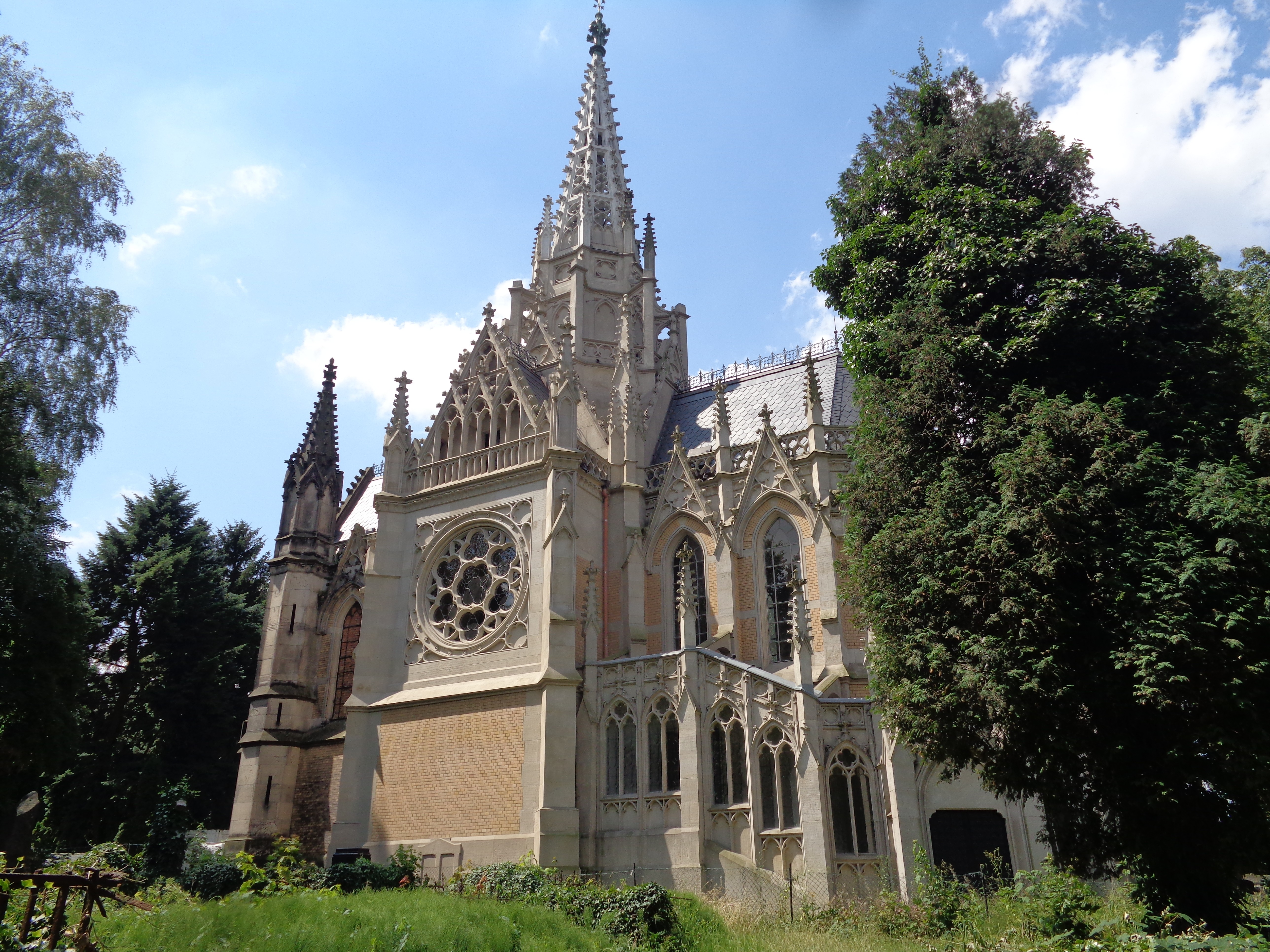
Mausoleum Karl Wilhelm Scheibler auf dem Evangelischen Friedhof, erbaut von 1885 bis 1888

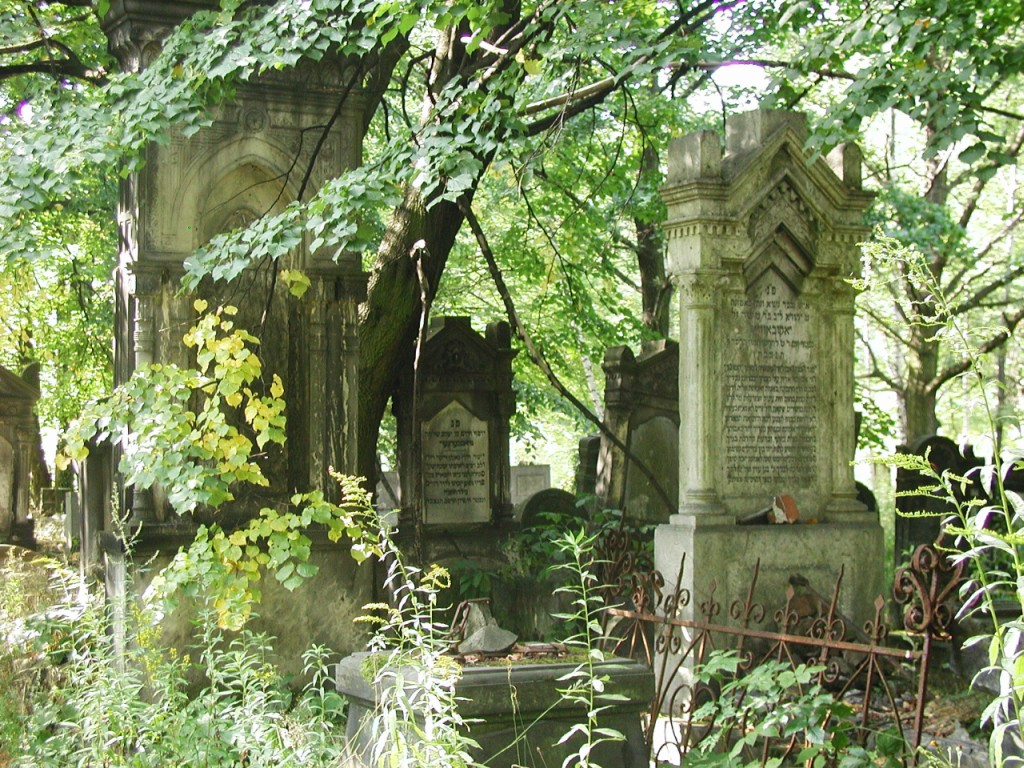
Jüdischer Friedhof in Łódź

- Die hölzerne Kirche in Łagiewniki wurde 1675 errichtet, kurz nachdem eine Seuche in dem damals noch selbständigen Dorf gewütet hatte. Nach einer Sage beteten die Einwohner den heiligen Antonius an. Nach einem Traum, in welchem dem Eigentümer des Dorfes der Heilige erschienen war, ließ dieser eine Kapelle errichten und die Seuche wurde gebannt. Einige Jahre später wurde an der Stelle eine größere Kirche errichtet und die Kapelle etwas weiter entfernt wieder aufgebaut.
- Der Jüdische Friedhof zählt mit seinen etwa 0,4 km² zu den größten der Welt und ist der größte jüdische Friedhof Europas. Er wurde 1882 eröffnet, nachdem Izrael Poznański die Fläche erworben und dafür zur Verfügung gestellt hatte. Es befinden sich 160.000 bis 180.000 erhaltene Grabmale dort, wobei das Poznański-Mausoleum das größte ist. Auf einem Teil des Friedhofs sind etwa 43.000 Opfer des Ghettos Litzmannstadt beerdigt.
- Der Evangelische Friedhof befindet sich im Bereich der Srebrzyńska- und der Ogrodowa-Straße. Seit seiner Einweihung 1855 wurden Persönlichkeiten der Stadt wie Louis Geyer, Ludwig Grohmann und Karl Wilhelm Scheibler dort beigesetzt.

### Sakralbauten

#### Römisch-katholische Kirchenbauten
- Die St.-Joseph-Kirche in der ul. Ogrodowej 22, ein 1765 erbauter und 1837 erweiterter Holzbau, ist das älteste erhaltene Kirchengebäude in Łódź.
- Die Stanislaus-Kostka-Kathedrale wurde von 1901 bis 1912 im neugotischen Stil erbaut und 1922 mit der Bildung der Diözese Łódź zur Kathedrale erhoben.
- Die Heilig-Geist-Kirche, bis Ende des Zweiten Weltkriegs die evangelische St.-Trinitatis-Kirche bzw. Dreifaltigkeitskirche, wurde von 1826 bis 1828 errichtet und befindet sich in der Piotrkowska 2/4 am Plac Wolności. 1889 erfolgte ein Umbau nach einem Entwurf von Otto Gehlig im Stil der Neorenaissance. Die Orgel stammt von der Firma Schlag & Söhne aus Schweidnitz.
- Die Kirche der Erhöhung des Heiligen Kreuzes in der Henryka Sienkiewicza 38 wurde von 1860 bis 1875 im neuromanischen Stil erbaut.
- Die Kirche der Himmelfahrt der Jungfrau Maria am Plac Kościelny wurde von 1888 bis 1897 im neugotischen Stil errichtet
- Die Garnisonskirche St. Georg an der sw. Jerzego 9 wurde 1895/1896 als orthodoxe Alexej-Kirche für das russische Militär erbaut. Nach Übernahme durch die katholische Kirche nach dem Ersten Weltkrieg wurden die ursprünglich vorhandenen Zwiebeltürme beseitigt,
- Die St.-Anna-Kirche an der al. Śmigłego-Rydza 24/26 wurde 1904/1905 im neuromanischen Stil errichtet.
- Die Kirche des Heiligen Adalberts (Wojciech) an der Ecke Rzgowskiej/sw. Wojciecha wurde von 1902 bis 1924 im neugotischen Stil erbaut.
- Die Kirche der Unbefleckten Empfängnis an der Maria Sklodowska Curie 22 wurde von 1907 bis 1909 im neugotischen Stil errichtet.
- Die Kirche des Heiligen Kasimir an der Niciarniana 7 wurde von 1925 bis 1936 im neoklassizistischen Stil errichtet
- Die Jesuitenkirche in der Sienkiewicza 60 wurde als evangelische St.-Johannes-Kirche von 1880 bis 1884 im neuromanischen Stil erbaut.
- Die Kirche der Verklärung an der Ecke Rzgowska/Władysława Broniewskiego wurde von 1923 bis 1925 im sachlichen Stil erbaut.
- Die Kirche Unserer Lieben Frau in der Łąkowej 40/42 wurde von 1926 bis 1938 im neuklassizistischen Stil erbaut
- Die Kirche der Heiligen Theresa in der Dr. Stefana Kopcińskiego 1/3 wurde von 1950 bis 1963 im modernistischen Stil errichtet.

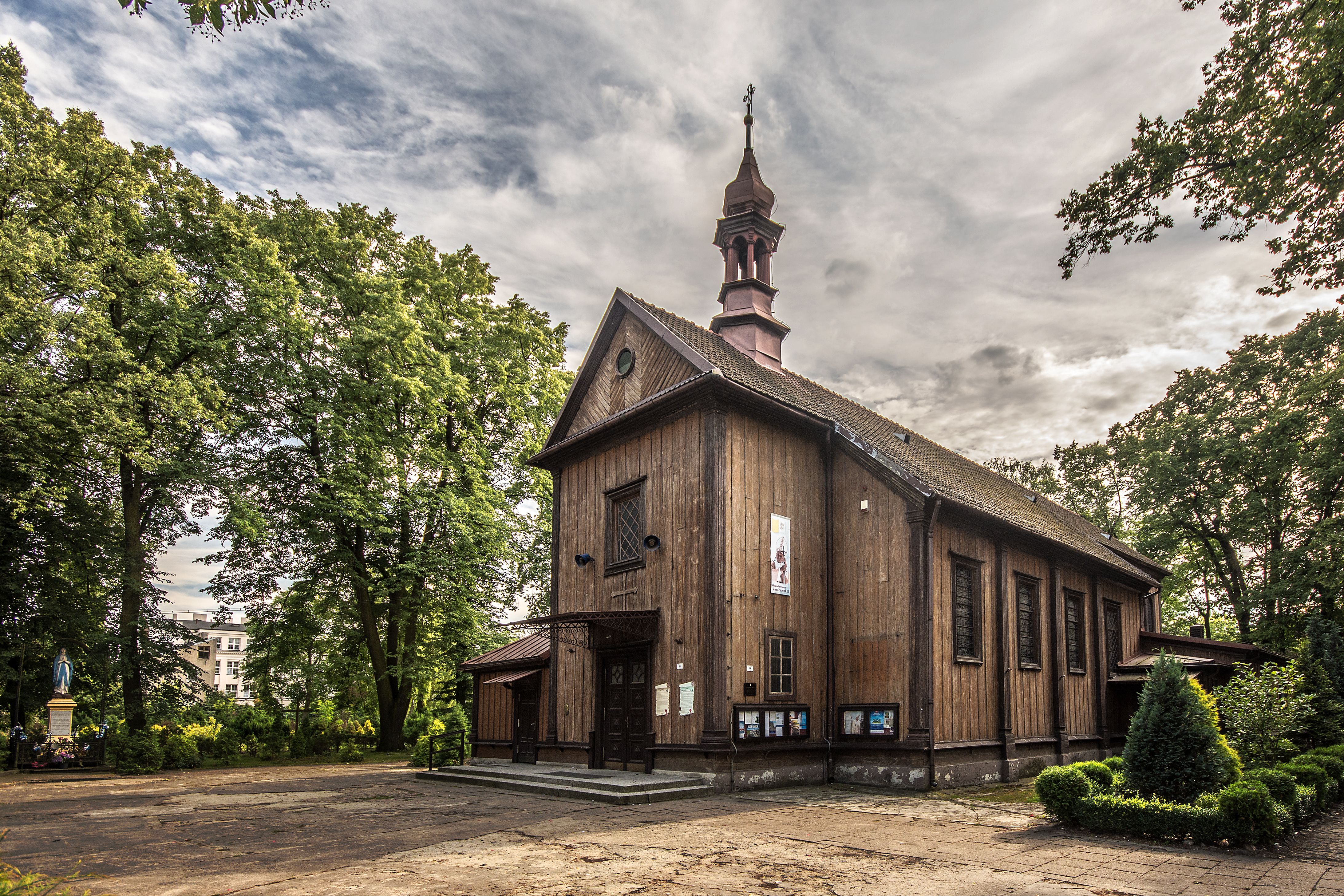
St.-Joseph-Kirche
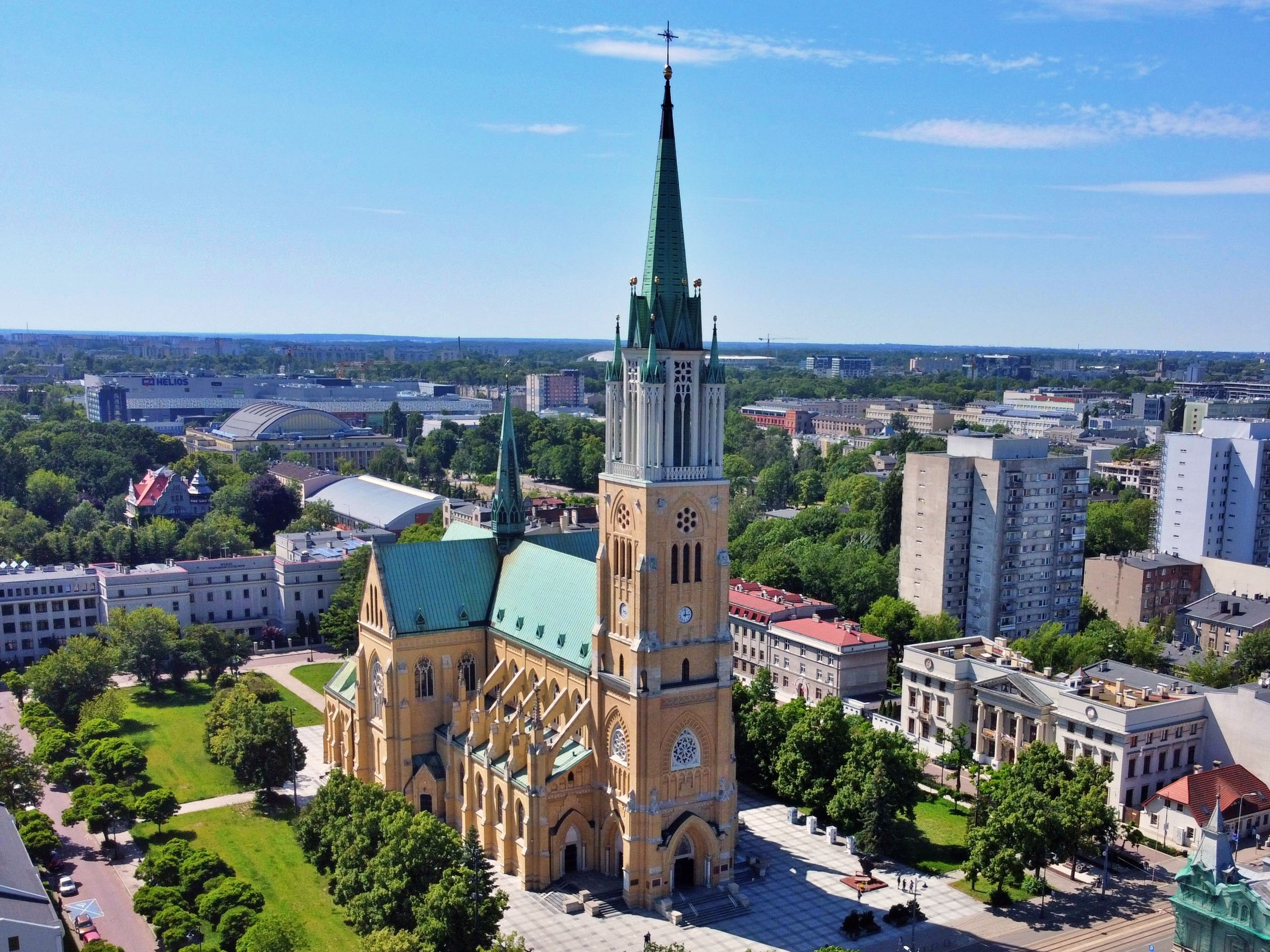
Stanislaus-Kostka-Kathedrale
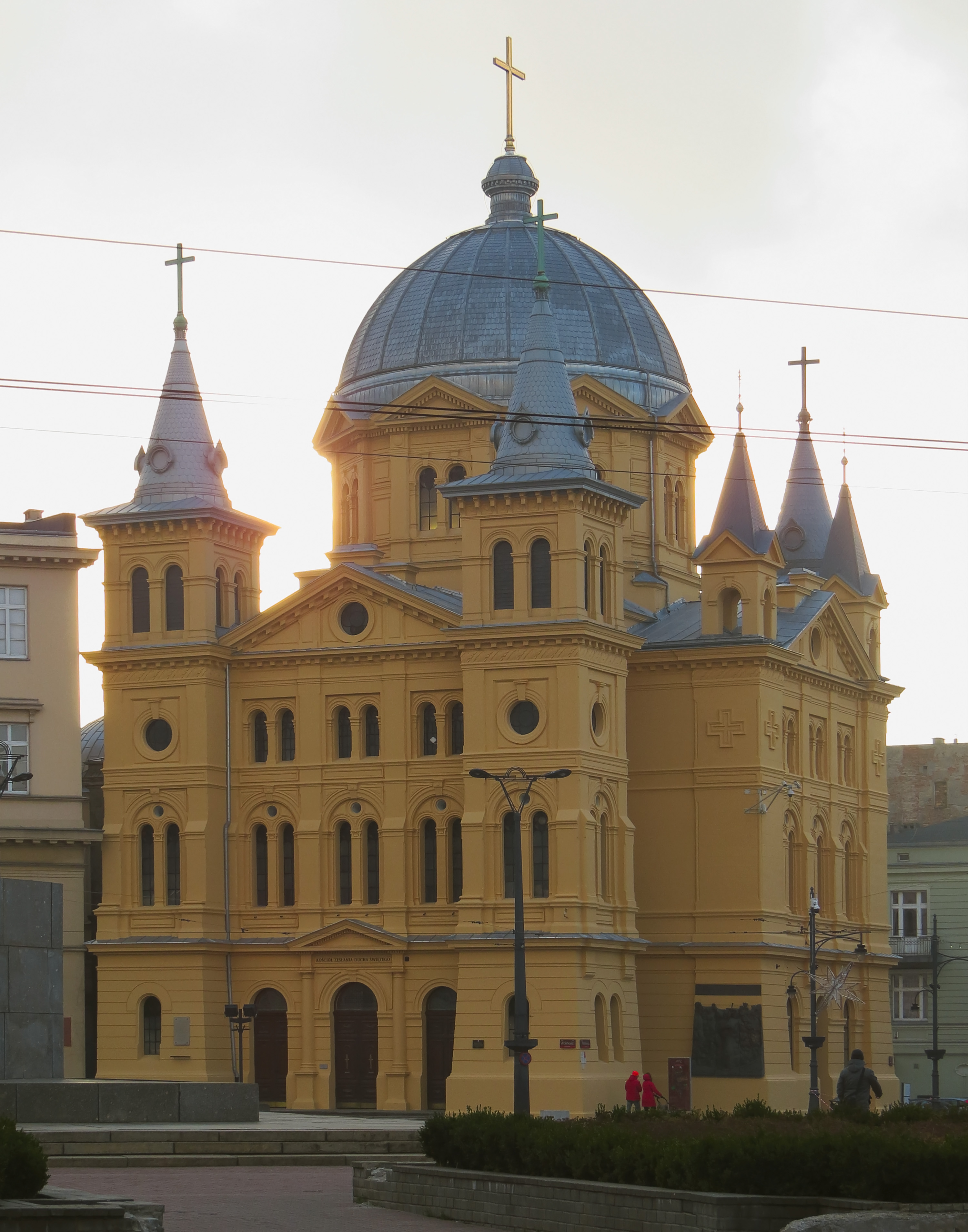
Heilig-Geist-Kirche
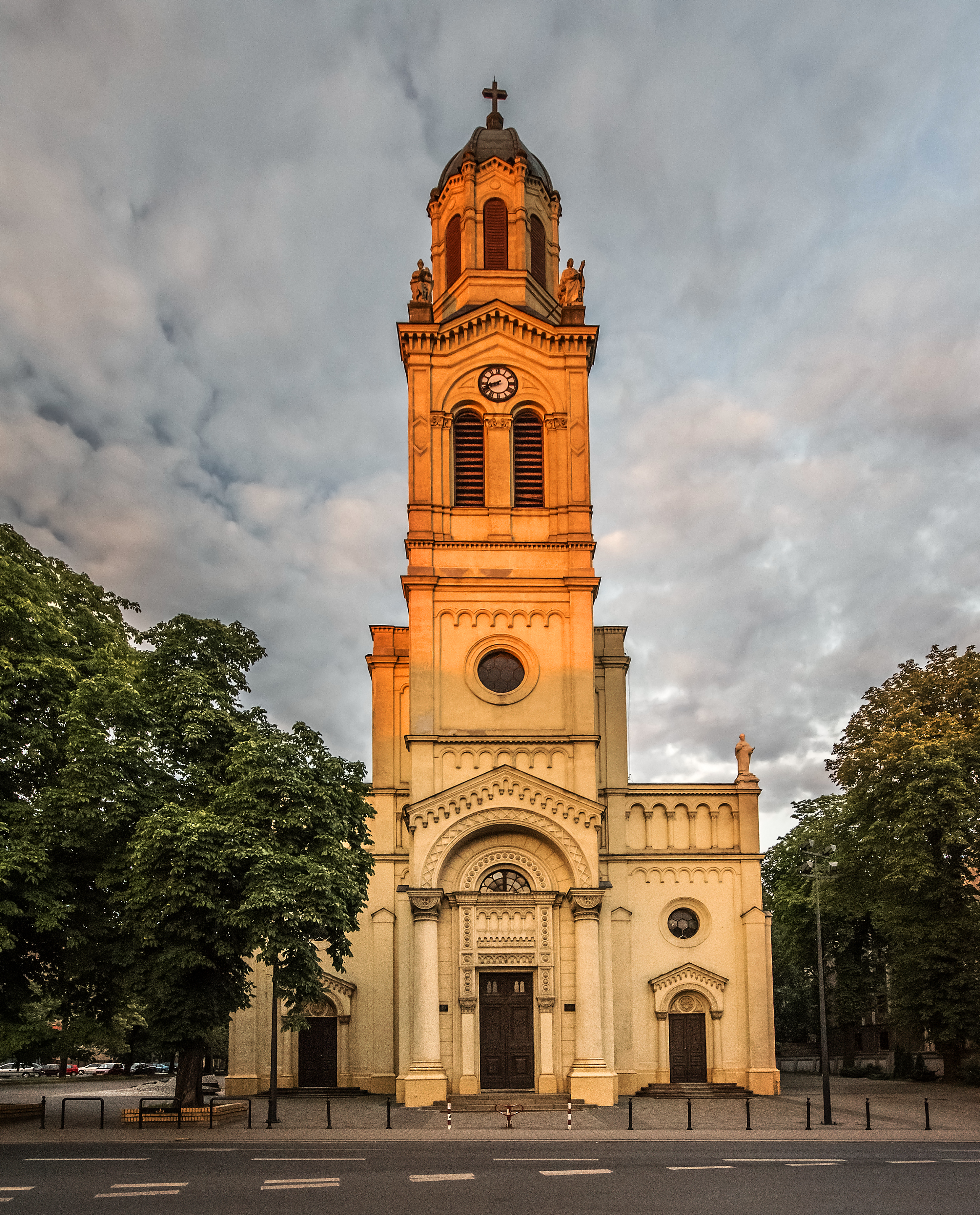
Kirche der Erhöhung des Heiligen Kreuzes
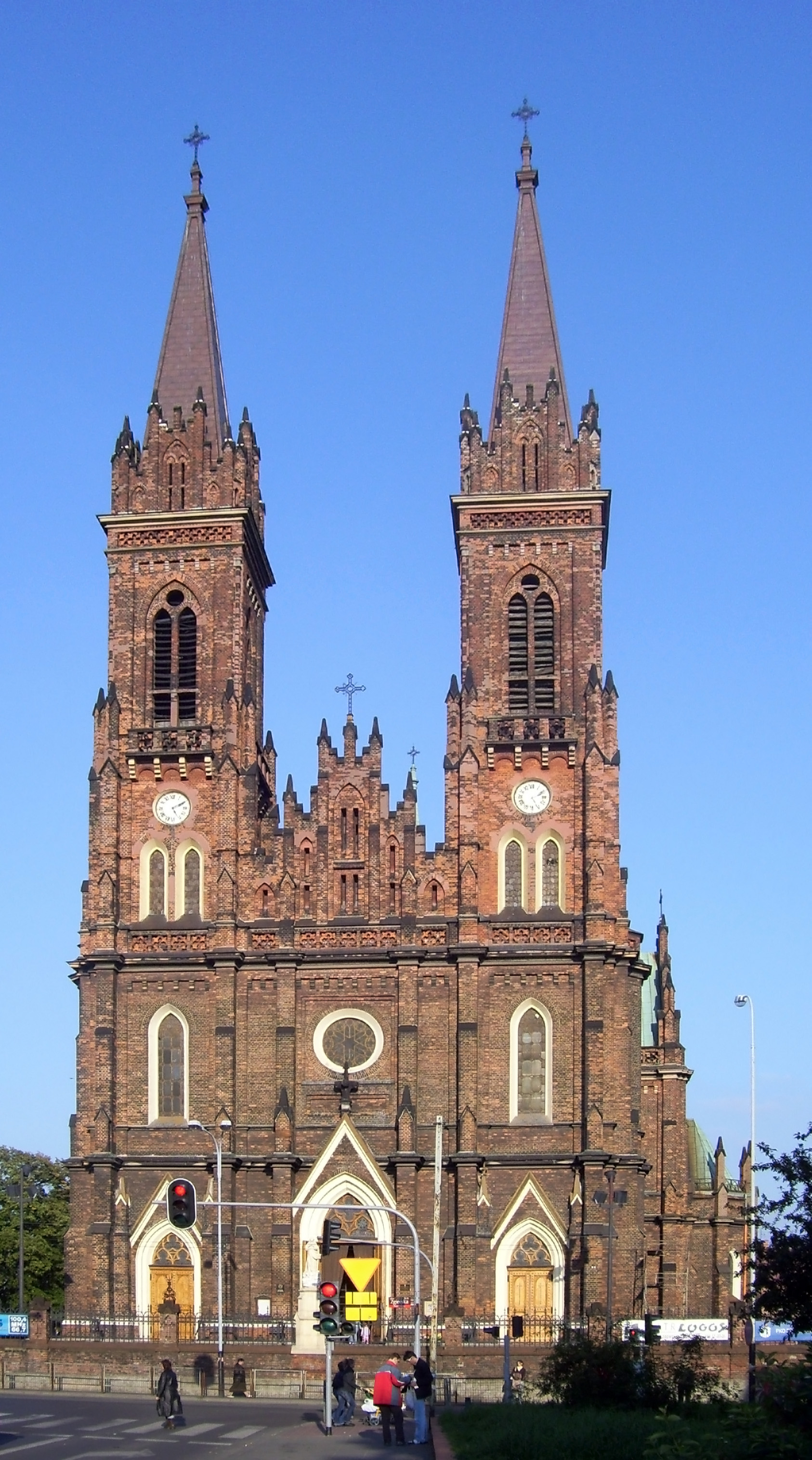
Kirche der Himmelfahrt der Jungfrau Maria
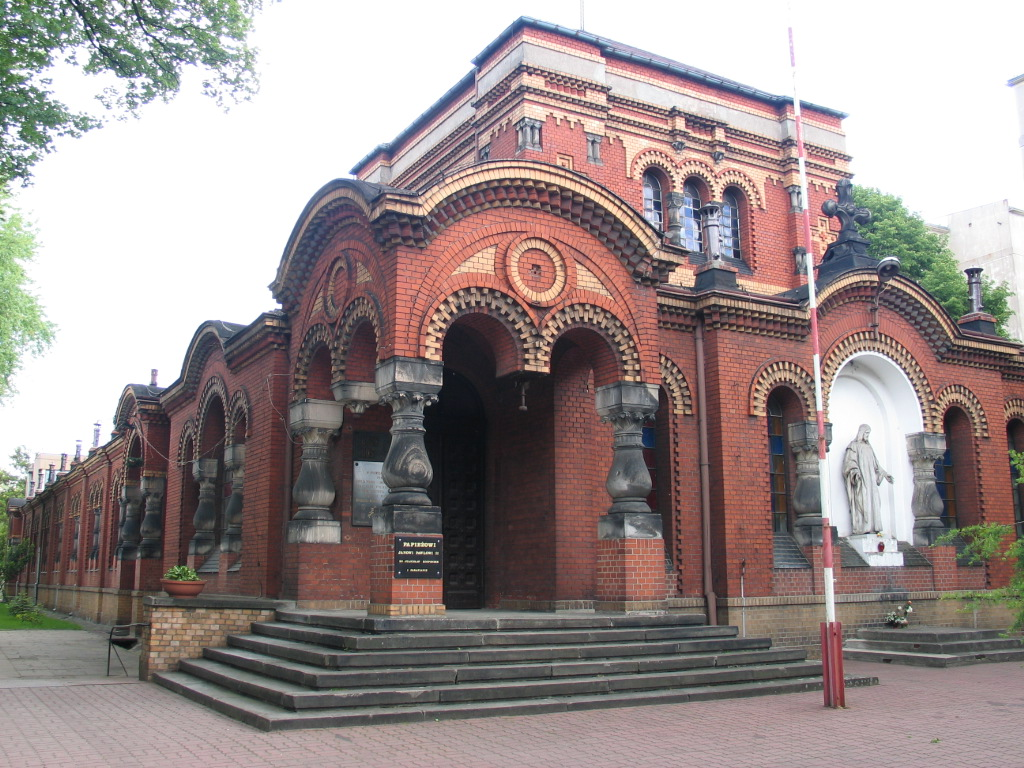
Garnisonskirche St. Georg
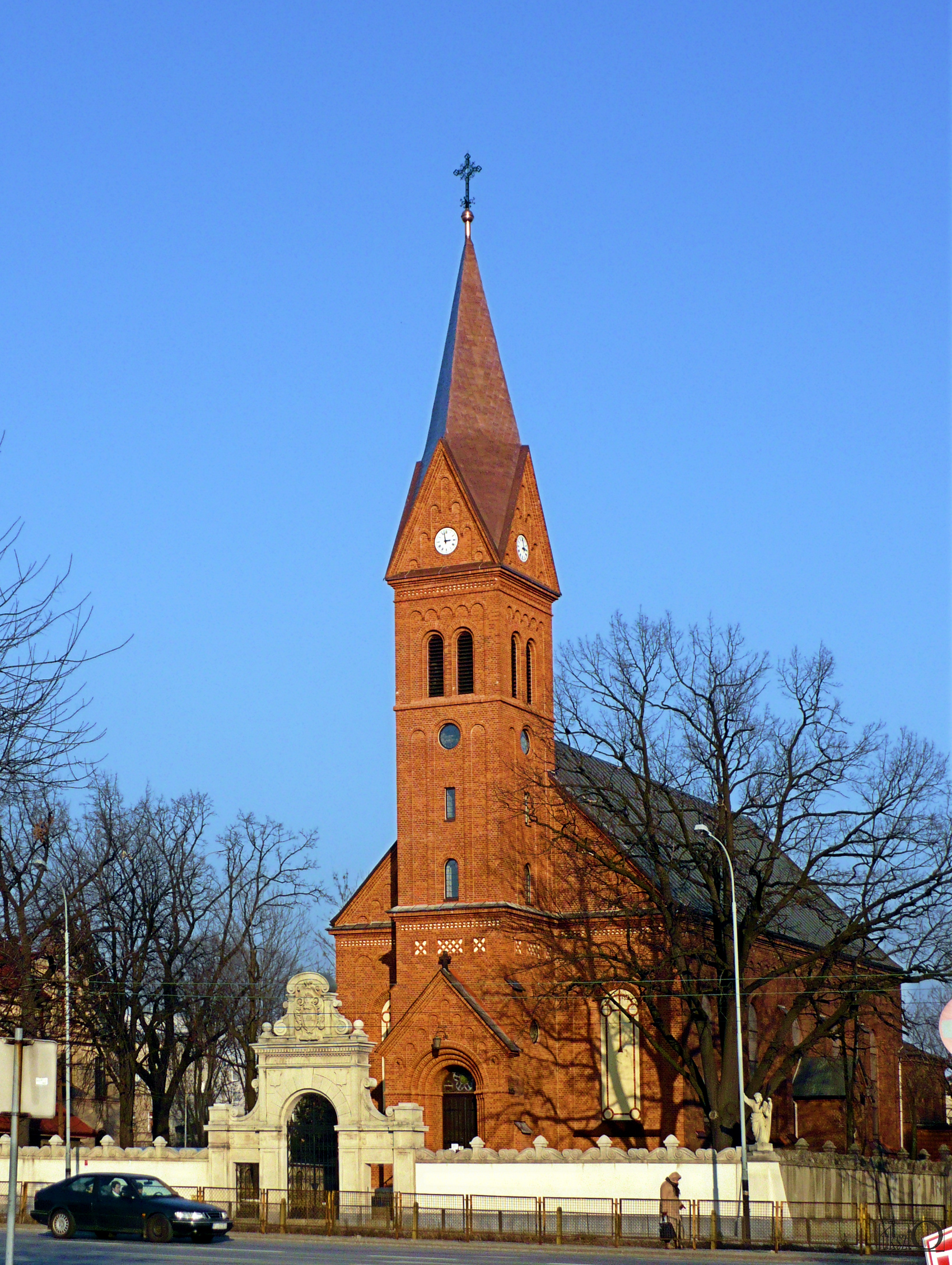
St.-Anna-Kirche
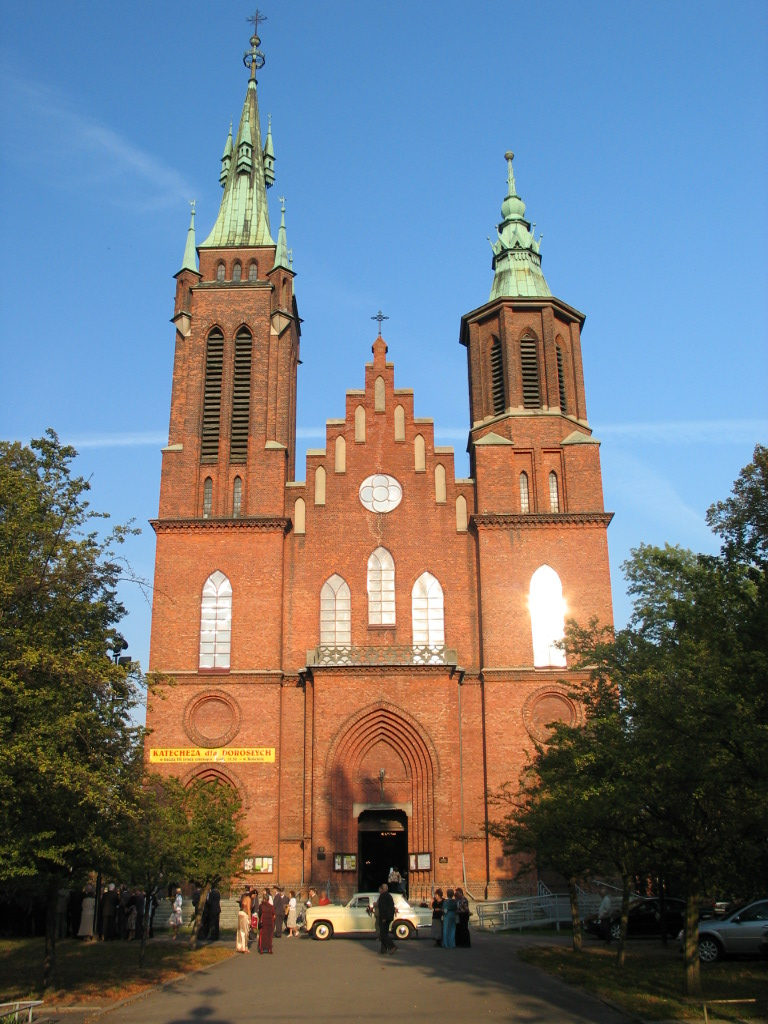
Kirche des Heiligen Wojciech
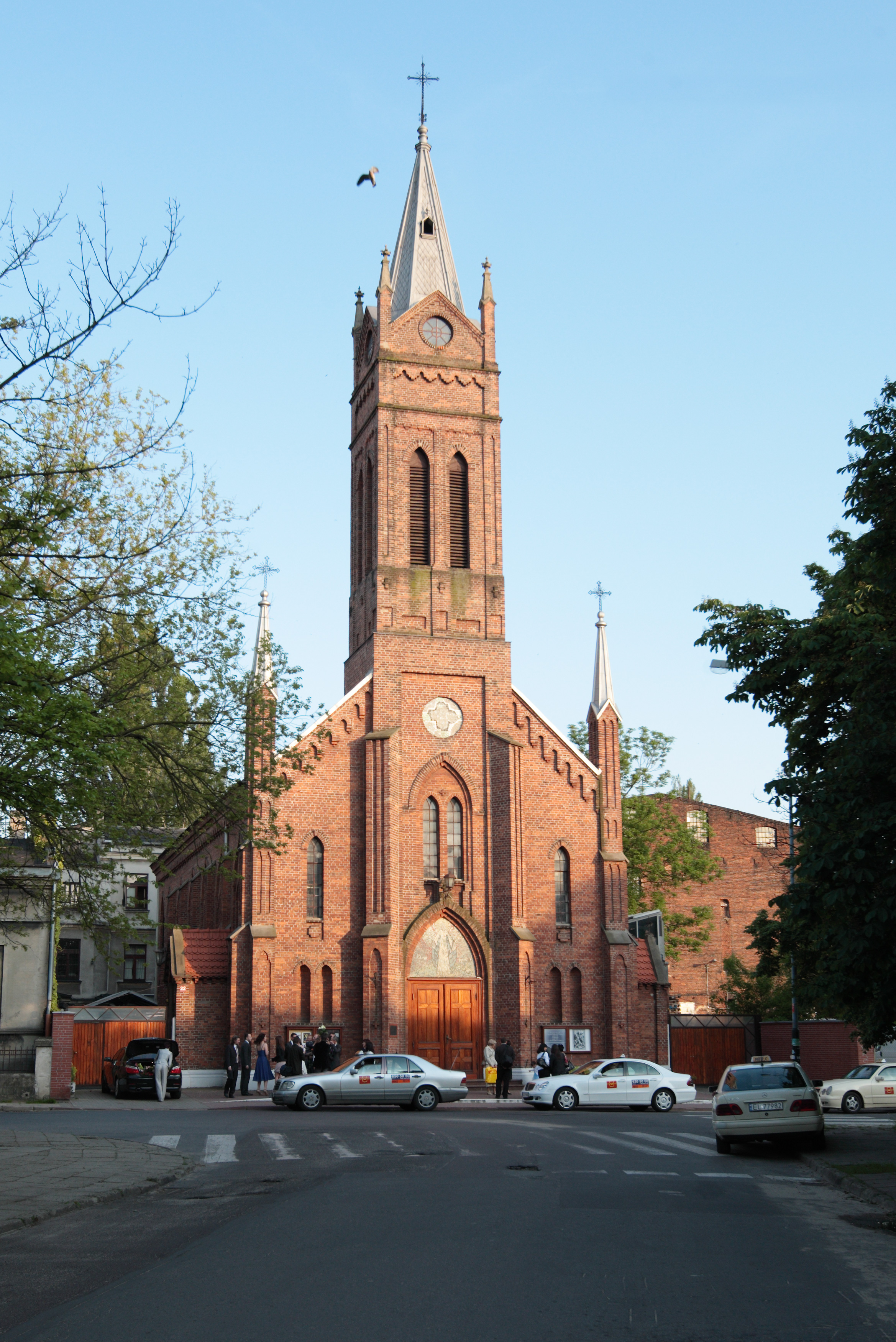
Kirche der Unbefleckten Empfängnis
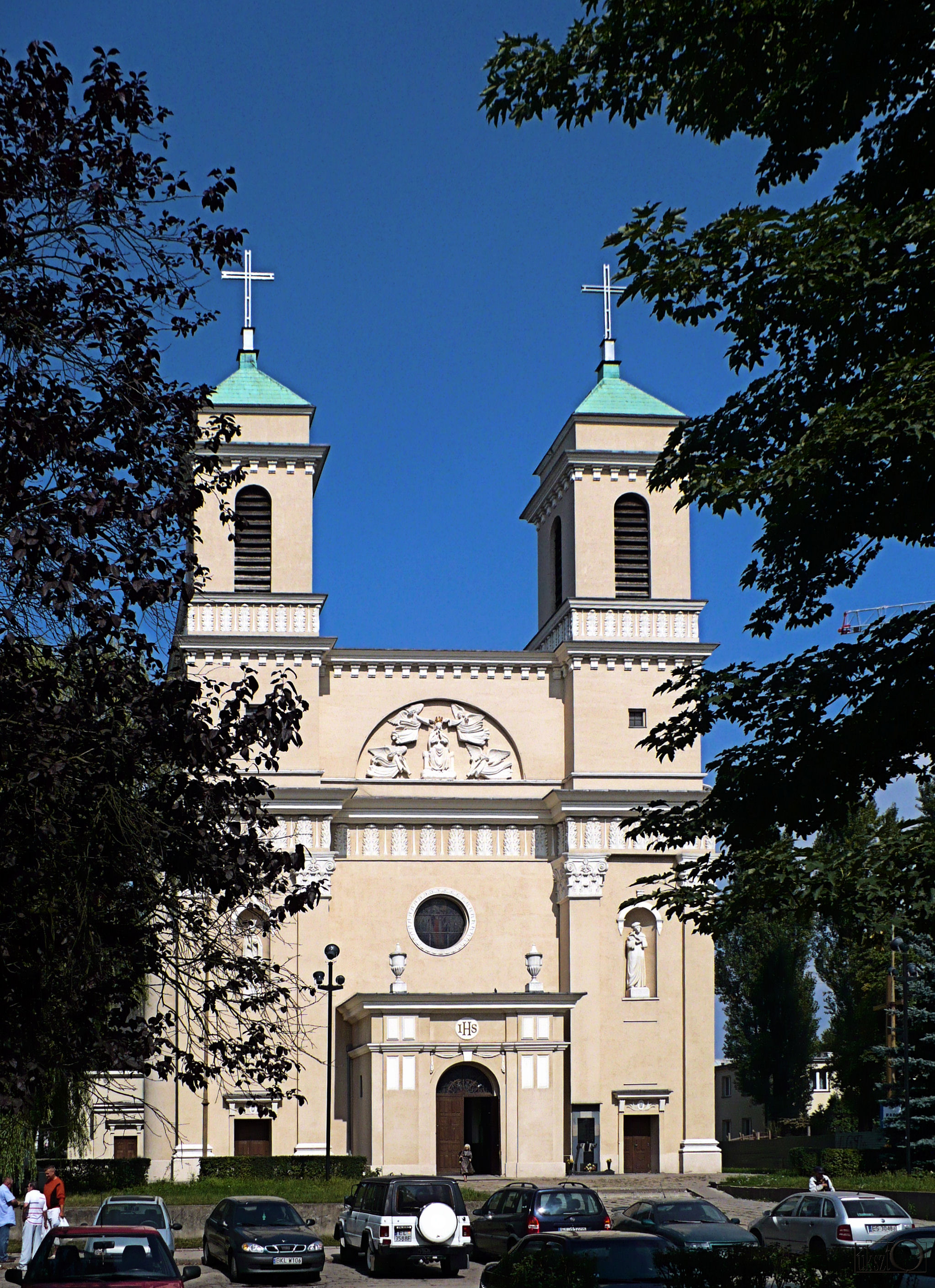
St.-Kasimir-Kirche
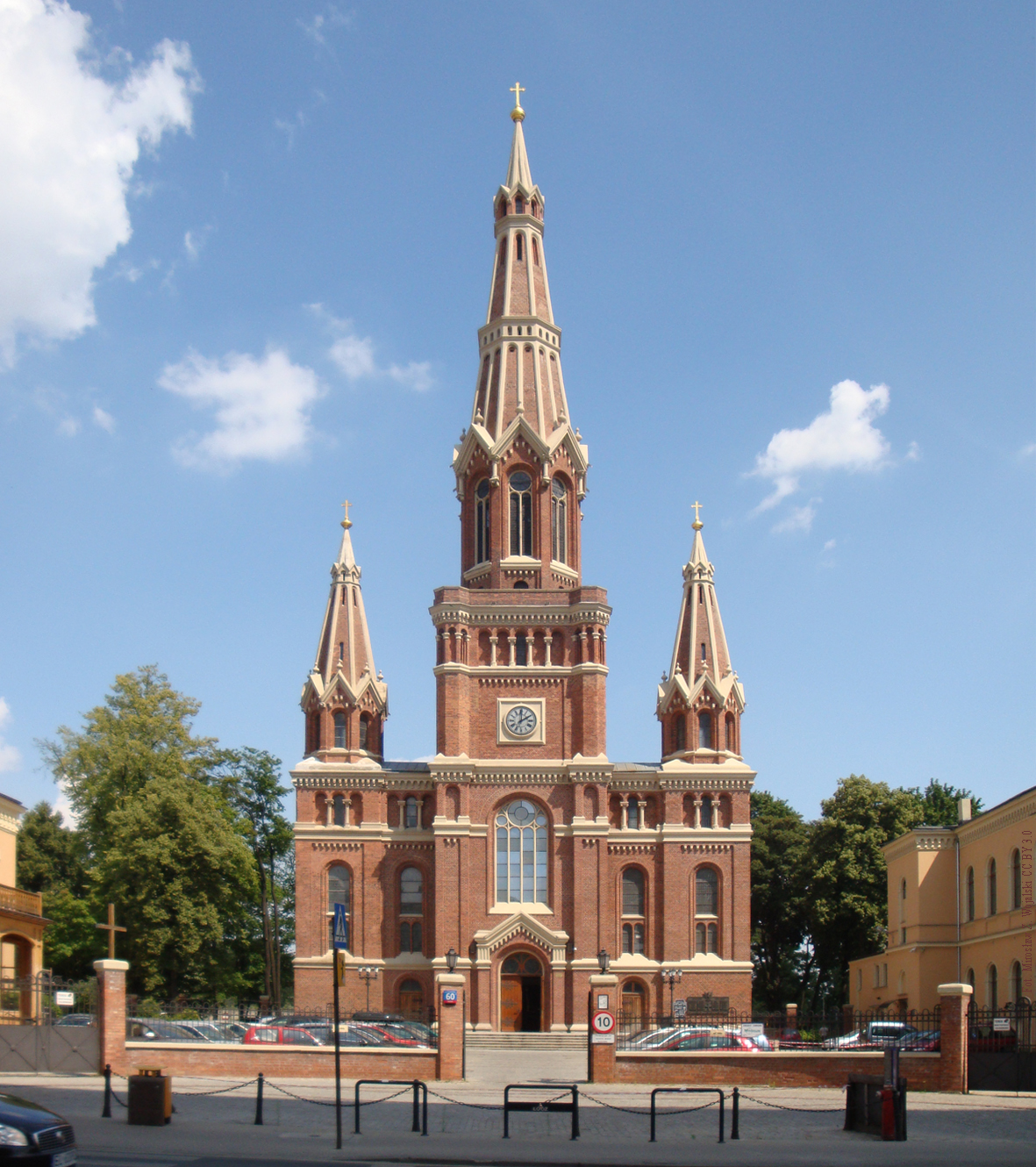
Jesuitenkirche
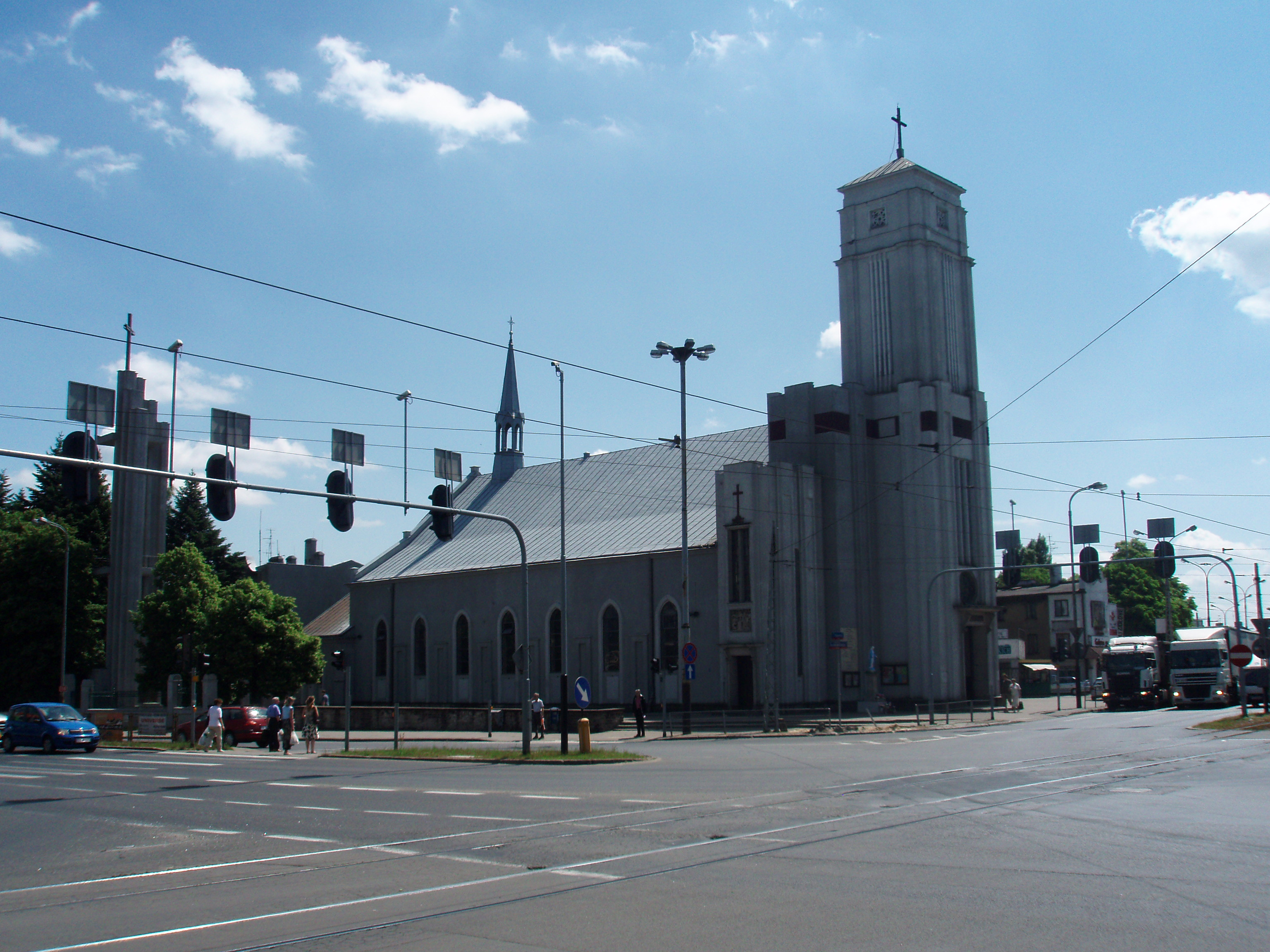
Kirche der Verklärung
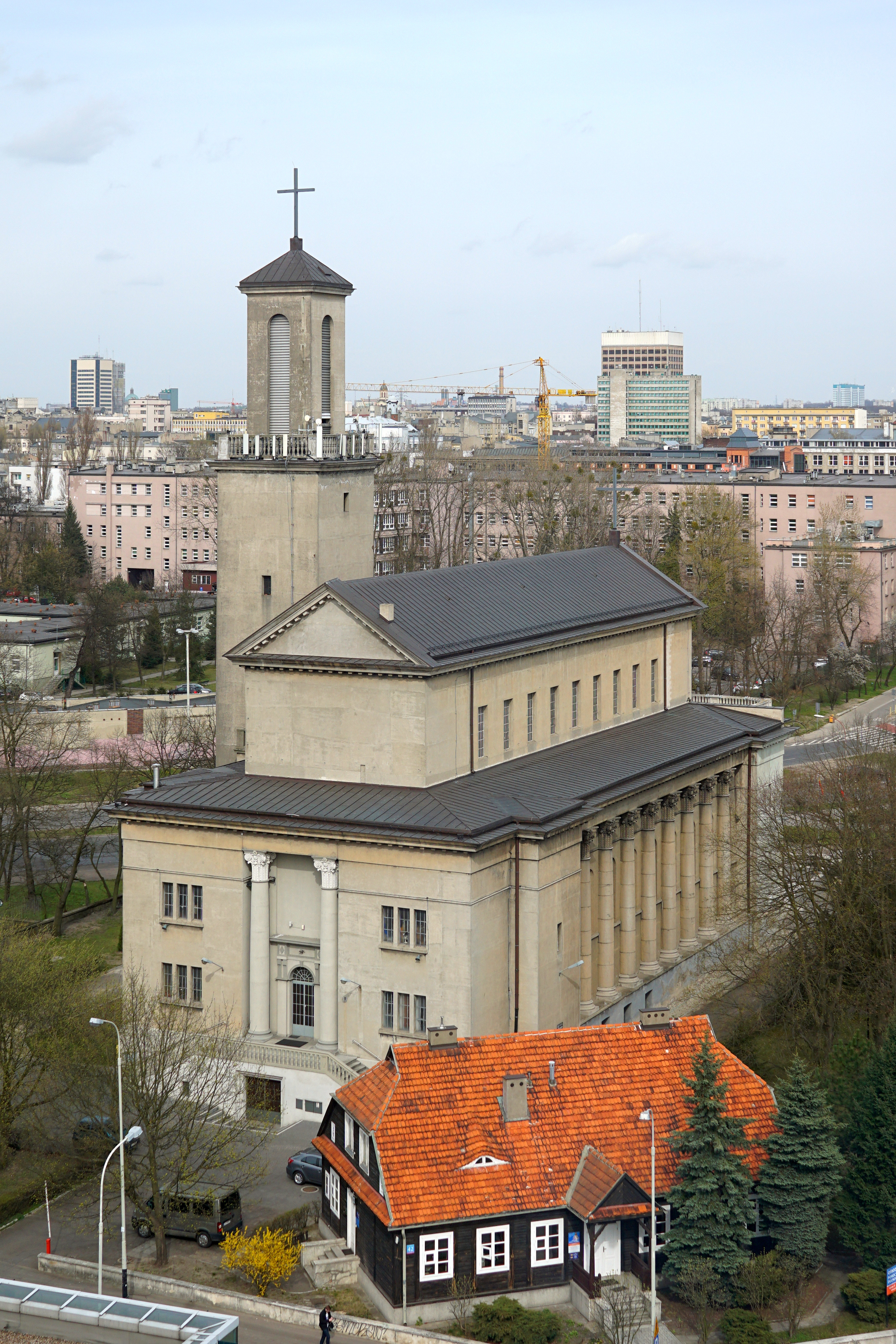
Kirche Unserer Lieben Frau
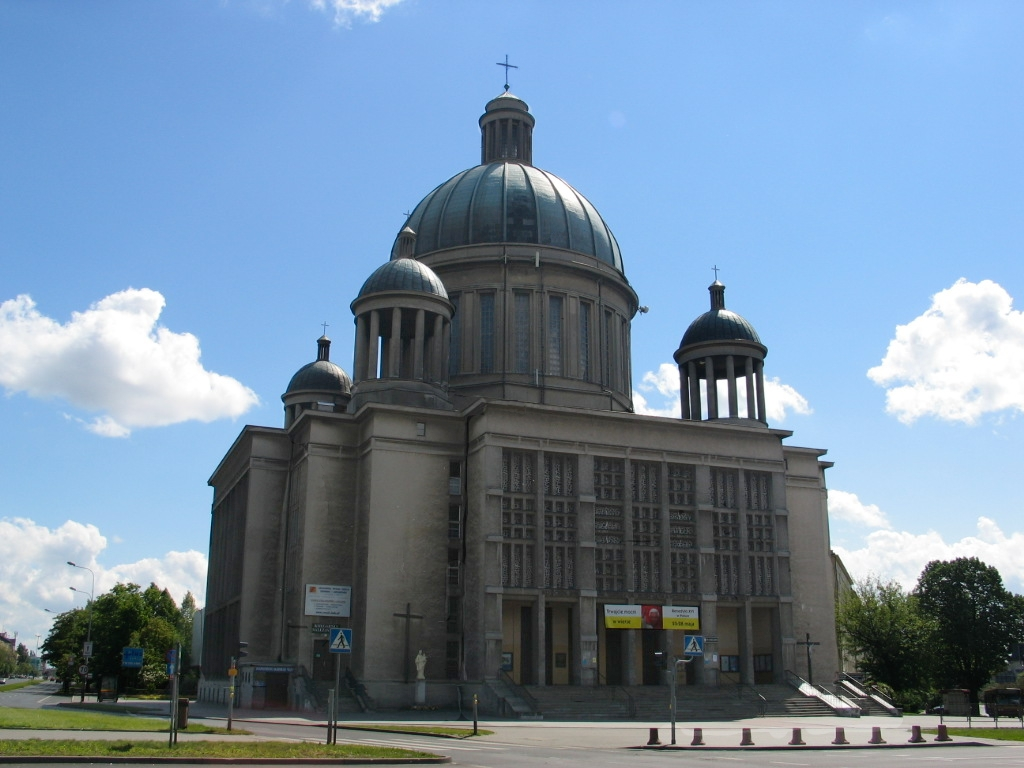
Kirche der Heiligen Theresa

#### AltkatholischeKirchenbauten
- Die Kirche des heiligen Franz von Assisi (Franziskuskirche) der Altkatholischen Kirche der Mariaviten in der Franciszkańska 27 wurde 1907 im neugotischen Stil erbaut
- Die Kirche der Heiligen Familie in der ul. Bolesław Limanowski 60 wurde 1925 für die Baptistengemeinde im neubarocken Stil errichtet und 1949 von der Polnisch-katholischen Kirche übernommen

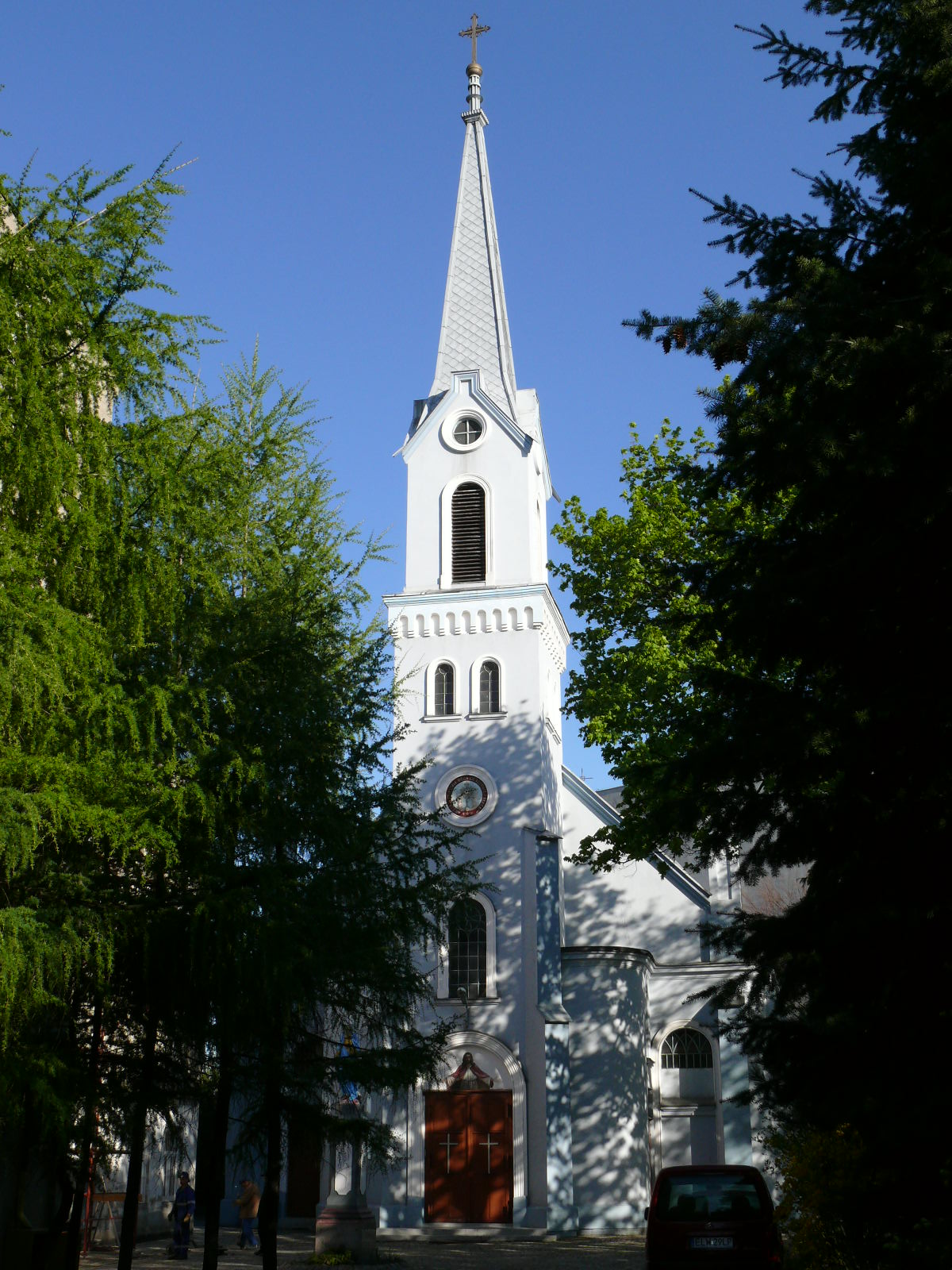
Altkatholische Kirche des heiligen Franz von Assisi
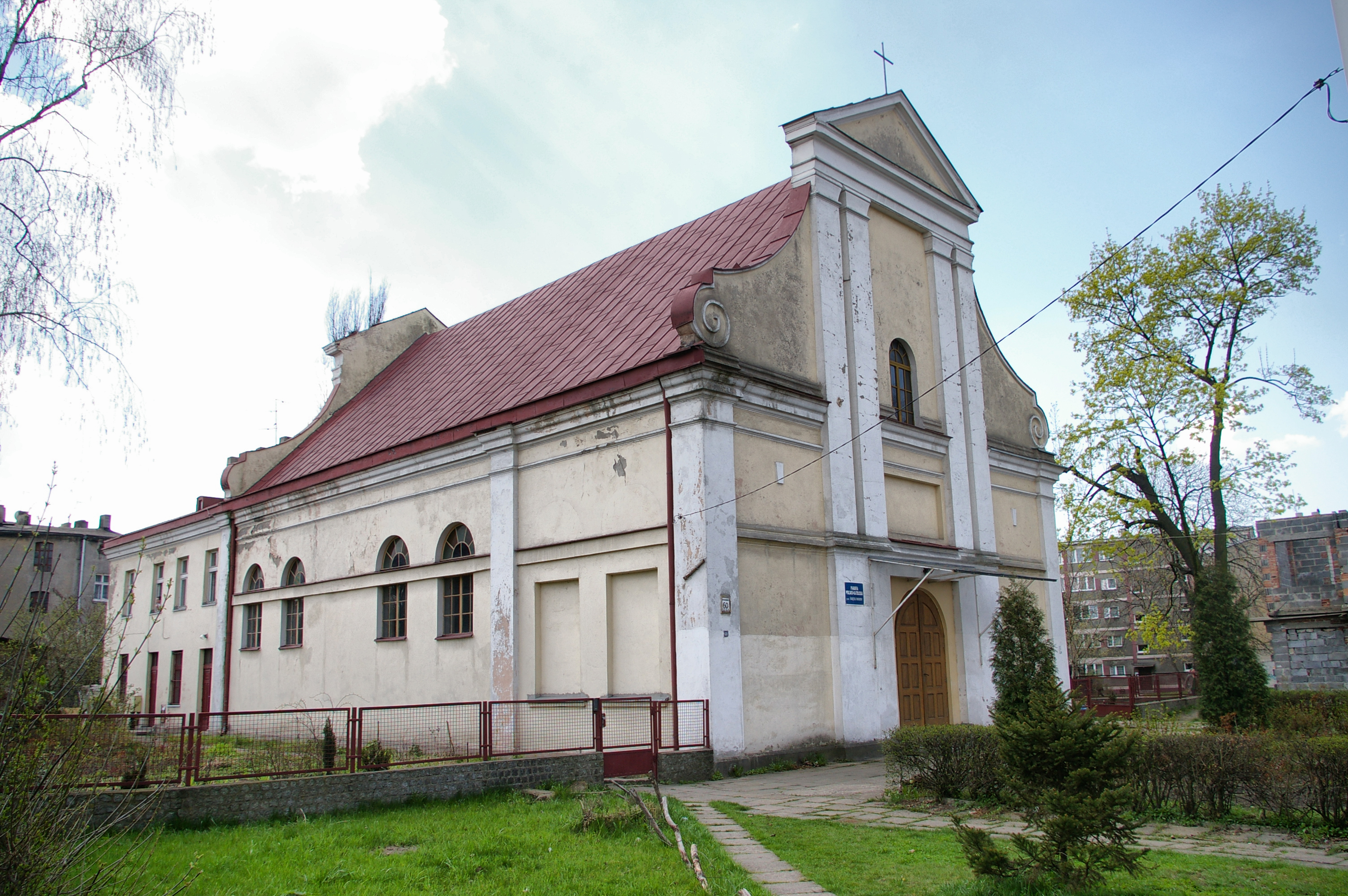
Kirche der Heiligen Familie

#### Protestantische Kirchenbauten
- Die St.-Matthäus-Kirche (św. Mateusz) der Evangelisch-Augsburgischen Kirche in Polen an der Piotrkowska 283 wurde von 1909 bis 1928 mit Bauunterbrechung in der Zeit des Ersten Weltkriegs in Zusammenarbeit des Łódźer Architekten Johannes Wende mit dem Berliner Architekten Franz Schwechten im neuromanischen Stil errichtet. Sie ist einer der größten Sakralbauten der Stadt mit der größten Orgel Polens, erbaut 1928 von der Firma Rieger Orgelbau in Jägerndorf. Die 26 Meter hohe Kuppel der Kirche hat einen Durchmesser von 17 m, der Kirchturm ist 80 Meter hoch.
- Die für die ehemalige Gemeinde der Mährischen Brüder von 1911 bis 1913 im neubarocken Stil erbaute Kirche an der Stefana Żeromskiego 56 ist nach zwischenzeitlichem Gebrauch durch die katholische Kirche seit Beginn der 1990er Jahre ungenutzt.
- Die evangelisch-reformierte Kirche in der Radwańska 37 wurde von 1928 bis 1932 im neoklassizistischen Stil errichtet.
- Die Baptistenkirche befindet sich an der Nawrot 27.

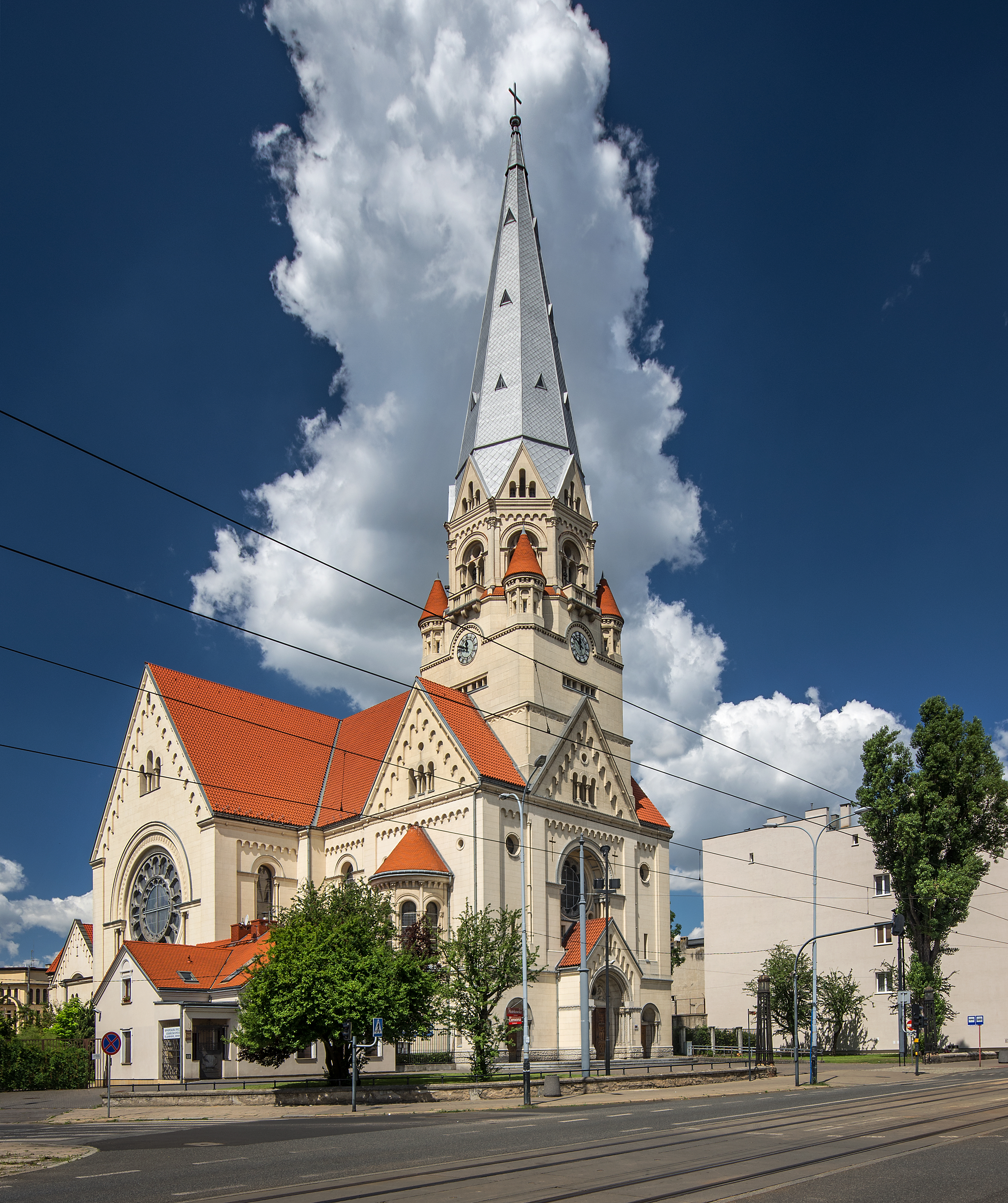
St.-Matthäus-Kirche
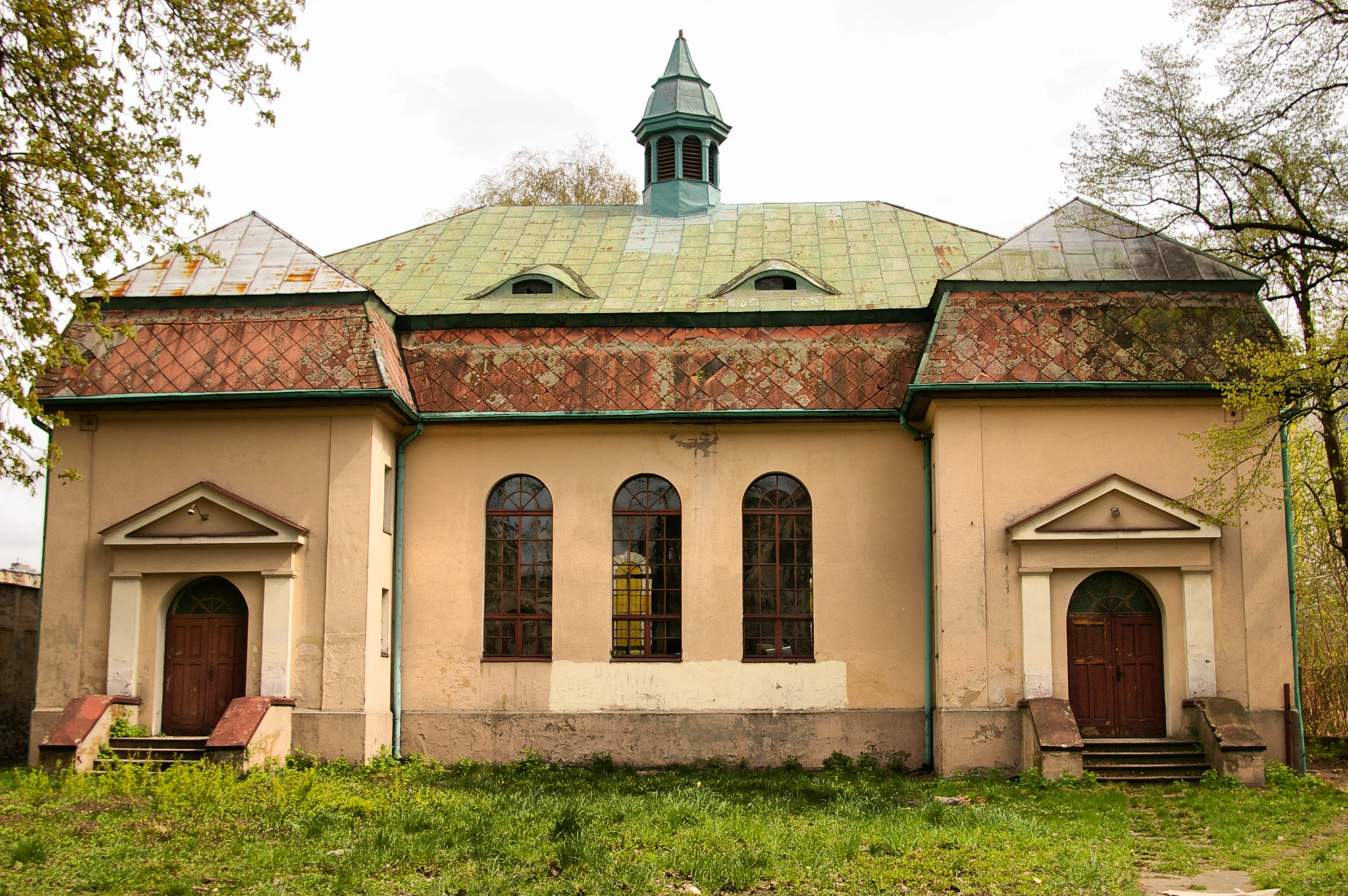
Ehemalige Kirche der Mährischen Brüder
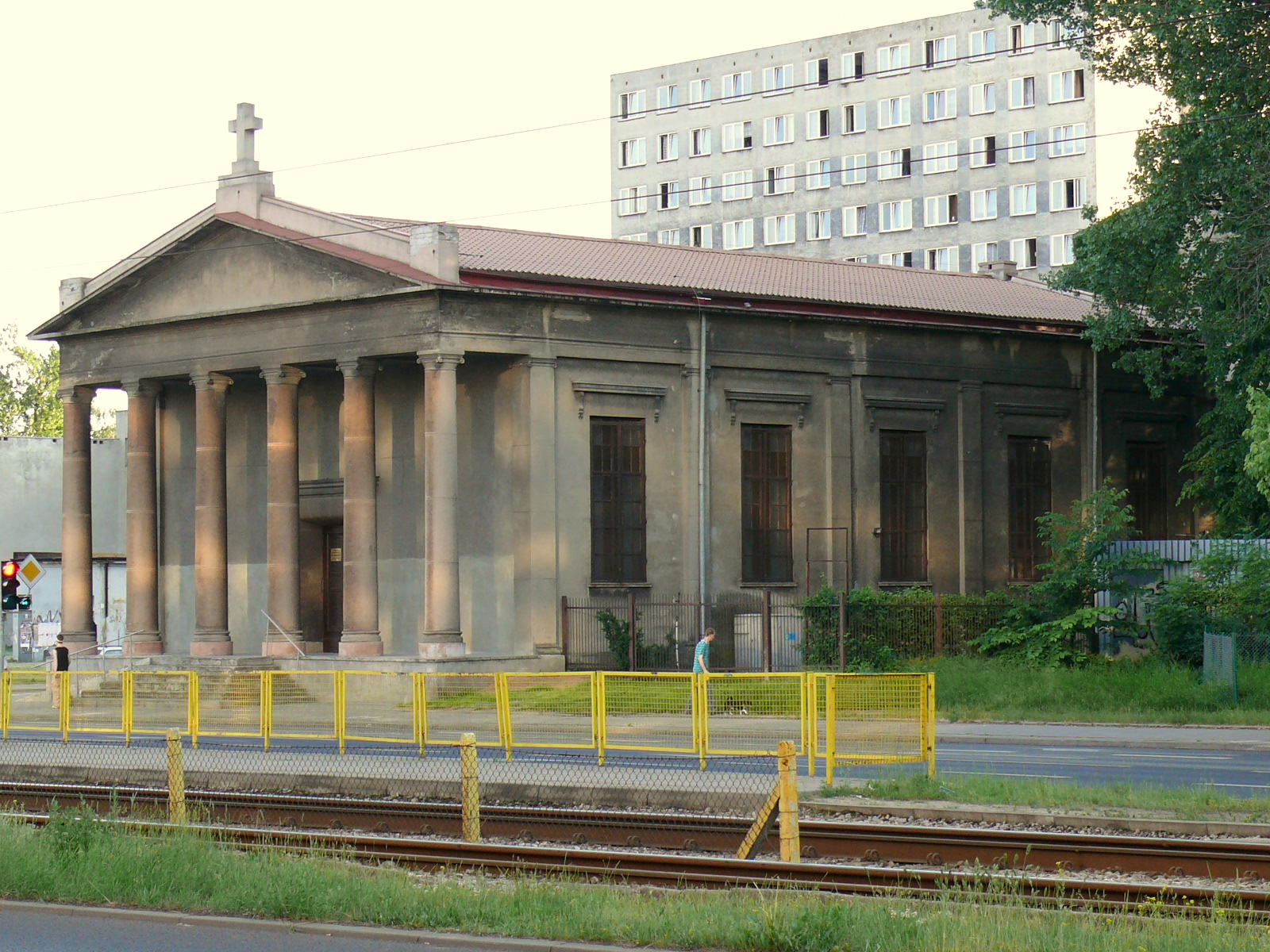
Evangelisch-reformierte Kirche
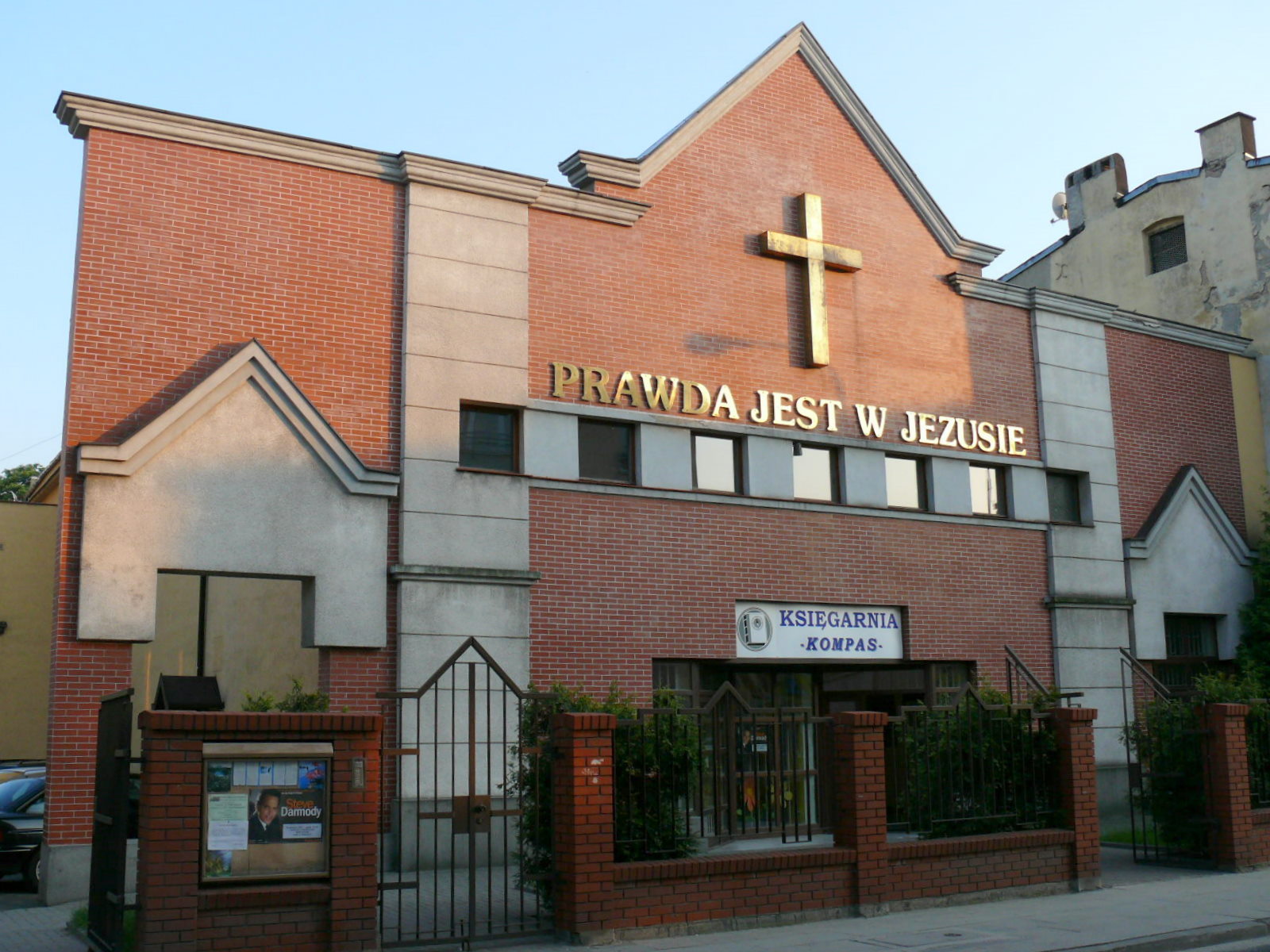
Baptistenkirche

#### Orthodoxe Kirchenbauten
- Die St.-Alexander-Newski-Kathedrale in der Jana Kilińskiego 56 unweit des Bahnhofs Fabryczna wurde 1884 für die russische Bevölkerung von Łódź nach Entwurf des Stadtarchitekten Hilary Majewski im neobyzantinischen Stil errichtet. Seit 1948 ist sie die Kathedrale der polnisch-orthodoxen Diözese Łódź-Posen.
- Die 1898 eingeweihte St.-Olga-Kirche befindet sich in der Grzegorza Piramowicza 12

Alexander-Newski-Kathedrale
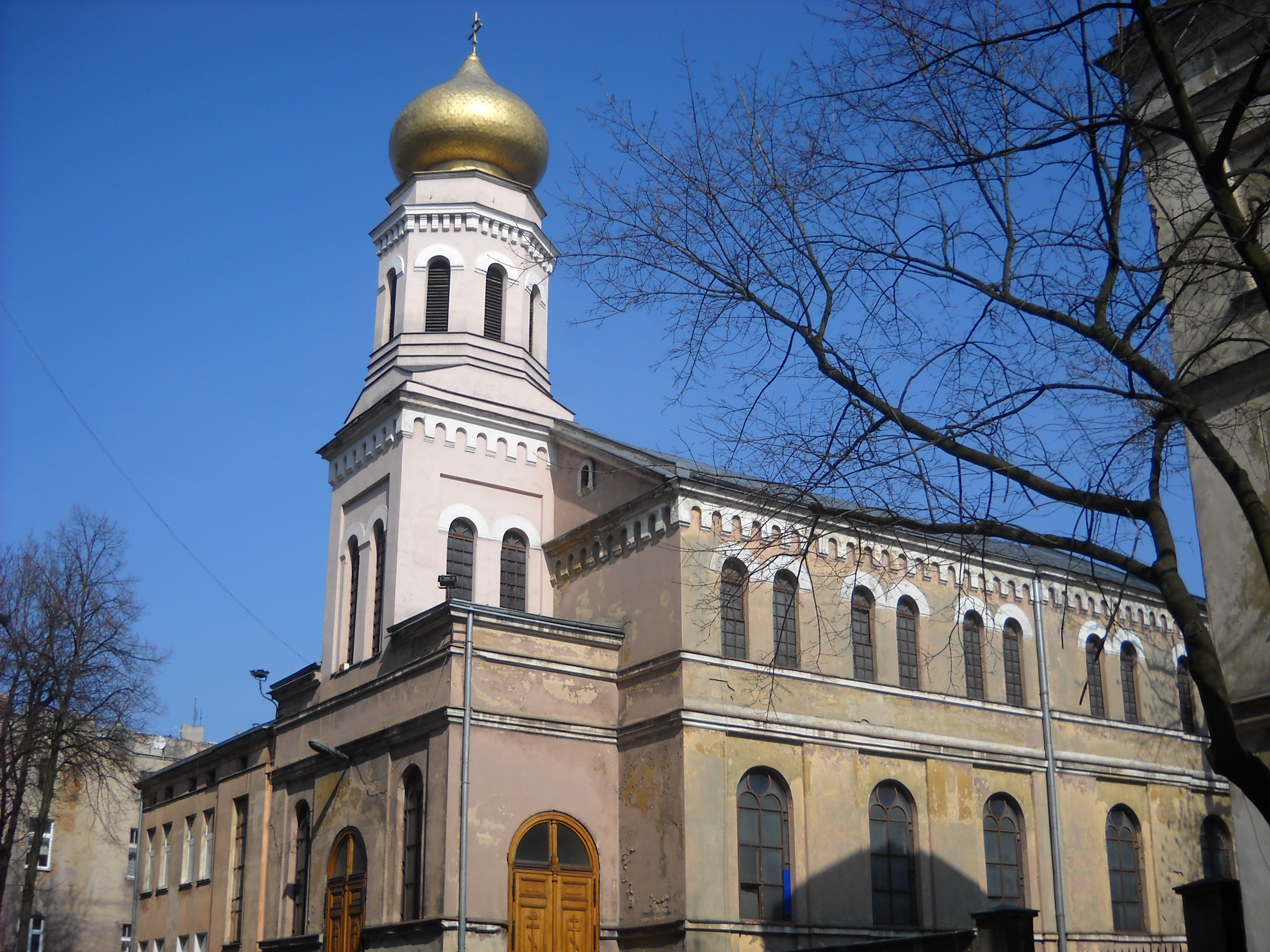
St.-Olga-Kirche

#### Synagogen
- Die Reicher-Synagoge in der Ulica Rewolucji 1905 roku 28 ist neben der 1998 neu eingeweihten Synagoge im Haus der Jüdischen Gemeinde in der Pomorska 18 die einzige in Łodz. Sie wurde von 1895 bis 1902 erbaut und ist die letzte erhaltene von ursprünglich mehr als 250 Synagogen in der Stadt, die 1939/1940 von den deutschen Besatzern zerstört worden sind, darunter der Großen Synagoge.

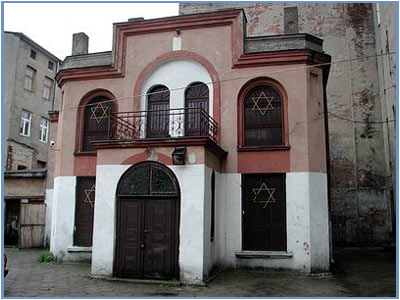
Reicher-Synagoge

### Parks

Karte der Parks in Łódź

Die Stadt verfügt über 23,78 km² Waldfläche. Die ältesten Parks sind der Piłsudski-, der Poniatowski-, der Źródliska-, der Mickiewicz-Park sowie der Park des 3. Mai. Der jüngste ist der Park Ocalałych, welcher 2004 zum 60. Jahrestag der Auflösung des Ghettos Litzmannstadt eingeweiht wurde.
- Der Zoo verfügt über eine Fläche von 16,4 Hektar. Unter anderem finden sich hier Wisente, Kängurus, Antilopen, Löwen, Quastenstachler sowie Fische und viele mehr. Gegründet wurde er 1938 und besaß damals eine Fläche von 8,9 Hektar. 1950 erfolgte die Erweiterung des Geländes auf 16,4 Hektar. Für 2019 ist der Baubeginn des Orientariums geplant, das einmal etwa die Hälfte des Zooareals umfassen und viele Vertreter der im Wasser wie auch an Land lebenden Tierwelt Süd- und Südostasiens beherbergen wird.
- Der Botanische Garten im Stadtteil Polesie erstreckt sich über eine Fläche von 0,64 km², auf welcher etwa 3500 Pflanzen zu finden sind. Ursprünglich legte Professor Jan Muszyński einen Garten von 1,3 Hektar für Heilkräuter an; dieser dehnte sich dann auf etwa sechs Hektar aus. Später wurde der Garten erweitert und am 20. Juli 1973 in seiner heutigen Größe Besuchern zugänglich gemacht.

### Regelmäßige Veranstaltungen
In Łódź gibt es eine Vielzahl von regelmäßigen Veranstaltungen für Theater-, Film- und Musikliebhaber.
Regelmäßige Veranstaltungen sind unter anderen:
- Das Internationale Filmkunstfestival Camerimage fand von 1993 bis 1999 in Toruń und ab 2000 bis 2009 in Łódź statt. Es ist das weltweit größte Treffen der Kameramänner. Es gibt Filmvorführungen und Seminare und es werden Preise vergeben.
- Das Internationale Festival der Fotografie Fotofestiwal Łódź findet seit 2002 statt. Hier können sich Photographen und Interessierte über die neusten Entwicklungen in der Fotografie informieren. Es gibt zahlreiche Ausstellungen und Vorführungen, Treffen und Seminare rund um Fotos.
- Das Festival des Dialoges der vier Kulturen belebt die kulturelle Verständigung in der Stadt, welche in der Vergangenheit der Stadt ein wichtiger Baustein des Aufbaus war. Die vier Kulturen, die die Stadt aufbauten, sind Deutsche, Polen, Juden und Russen. Das Programm des Festivals ist reichhaltig; es gibt Veranstaltungen von Pop, Folk, Jazz, Oper, Klassik, Theater und Filme.[37]
- Das Internationale Festival der Naturfilme „Włodzimierz Puchalski“ ist ein Filmfestival rund um Naturfilme. Projekte, Konzerte, wissenschaftliche Diskussionen, Ökologieseminare und Ausstellungen bilden das Programm.[38]
- Das Entdecker-Festival ist ein Festival für Kletterer, Extremsportler und Reisende der ganzen Welt. Es findet seit 1999 statt.
- Das Theaterfestival Łódzkie Spotkania Teatralne ist ein Festival des alternativen Theaters. Es findet seit 1964 jährlich statt und ist damit das älteste der Stadt.
- Das Internationale Comicfestival findet seit 1991 statt und ist das größte seiner Art in Mittel- und Osteuropa.

## Sport
233 Sportvereine sind in Łódź aktiv, in denen etwa 60 Sportarten betrieben werden. Bekannt sind die Fußballklubs Łódzki Klub Sportowy und Widzew Łódź, welche beide bereits in der Ekstraklasa spielten. Der Leichtathletikverein Rudzki KS Łódź und der Verein Społem Łódź, bei welchem Radsport und Bogenschießen betrieben werden kann, sind bekannt. Letzterer gehört zu den wichtigen Radsportvereinen Polens. Der Jugendsportklub Trójka ist im Jugendsport erfolgreich und seine Mitglieder konnten vielfältig Medaillen in nationalen Wettbewerben erringen.

## Wirtschaft und Infrastruktur
1997 wurde in drei Woiwodschaften, neben Masowien und Kleinpolen in der Woiwodschaft Łódź eine Sonderwirtschaftszone (Łódzka Specjalna Strefa Ekonomiczna), in letzterer mit einer Gesamtfläche von 383,45 ha, eingerichtet, zu der neun Bereiche im Süden der Stadt Łódź mit 96,01 ha gehörten. Investoren erhielten bis 2017 spezielle Konditionen für ihre Investments und können Subventionen erhalten. Das flächenmäßig größte Gebiet ist dabei der Komplex Nowy Józefów-Srebna mit 41,87 ha. In dem Gebiet befindet sich der Flughafen und unter anderem ist Gillette Poland International hier angesiedelt. Zweitgrößter Bereich ist der Komplex Centrum mit 13,1 Hektar im Zentrum der Stadt.
Die Stadt Łódź wurde durch Standard & Poor’s am 28. Oktober 2005 bewertet. Dabei wurde für die Vergabe von langfristigen Fremdwährungsanleihen die Note BBB- (investitionswürdig) vergeben. Die Prognose für die wirtschaftliche Entwicklung wurde von stabil auf positiv angehoben. Am 28. August 2006 erfolgte ein erneutes Rating, dabei wurde die Note auf BBB angehoben mit der Prognose stabil.
Ende 2009 betrug das durchschnittliche monatliche Bruttogehalt in Unternehmen 3.002 Złoty und lag damit unter dem anderer Großstädte.
Haupterzeugnisse der Stadt Łódź sind Keramikfliesen (70 % der polnischen Produktion), Strumpfwirkereiprodukte (65 %), Braunkohle (60 %), Bauglas (50 %), Baupappe (45 %), Baumwollgewebe (40 %), elektrische Energie (20 %) und Textilprodukte (16 %). Durch das reiche Braunkohlevorkommen konnte sich die Stromerzeugung gut entwickeln.

### Ansässige Unternehmen
Die Wirtschaft Łódźs war in der Vergangenheit vor allem auf die Textilindustrie ausgelegt. Zu den größten Unternehmen in diesem Zweig gehören Lenora, Wólczanka, WI-MA und das Instytut Włókiennictwa. Die Belchatow AG erzeugt über 20 % der polnischen elektrischen Energie. Zu den großen Investoren in der Stadt gehören Konzerne wie The Gillette Company, die BSH Bosch und Siemens Hausgeräte, Philips, Indesit, Rossmann, Dell, ABB, Coko-Werk und andere. Viele der Unternehmen haben sich in der Sonderwirtschaftszone Łódź angesiedelt. Seit etwa 2015 hat sich die Kreativwirtschaft stark entwickelt.

### Messewirtschaft
Wichtigste Wirtschaftsmesse ist die Messe des Baugewerbes INTERBUD. Zu nennen sind ferner die INTERTELECOM, eine internationale Telekommunikationsmesse, die INTERFLOWER Messe für Landschaftsarchitektur, Gartenbau und Blumenzucht, die INTERFLAT, eine internationale Messe für Innenausstattung und Bauindustrie sowie die Zentraleuropäische Dentalmesse CEDE. Die Hotel-, Tagungs- und Veranstaltungsbranche nutzt zahlreiche revitalisierte Industrieflächen.

### Verkehr

#### Flughafen
Der internationale Flughafen Łódź-Lublinek (Port Lotniczy Łódź im. Władysława Reymonta) liegt sechs Kilometer südwestlich der Innenstadt.

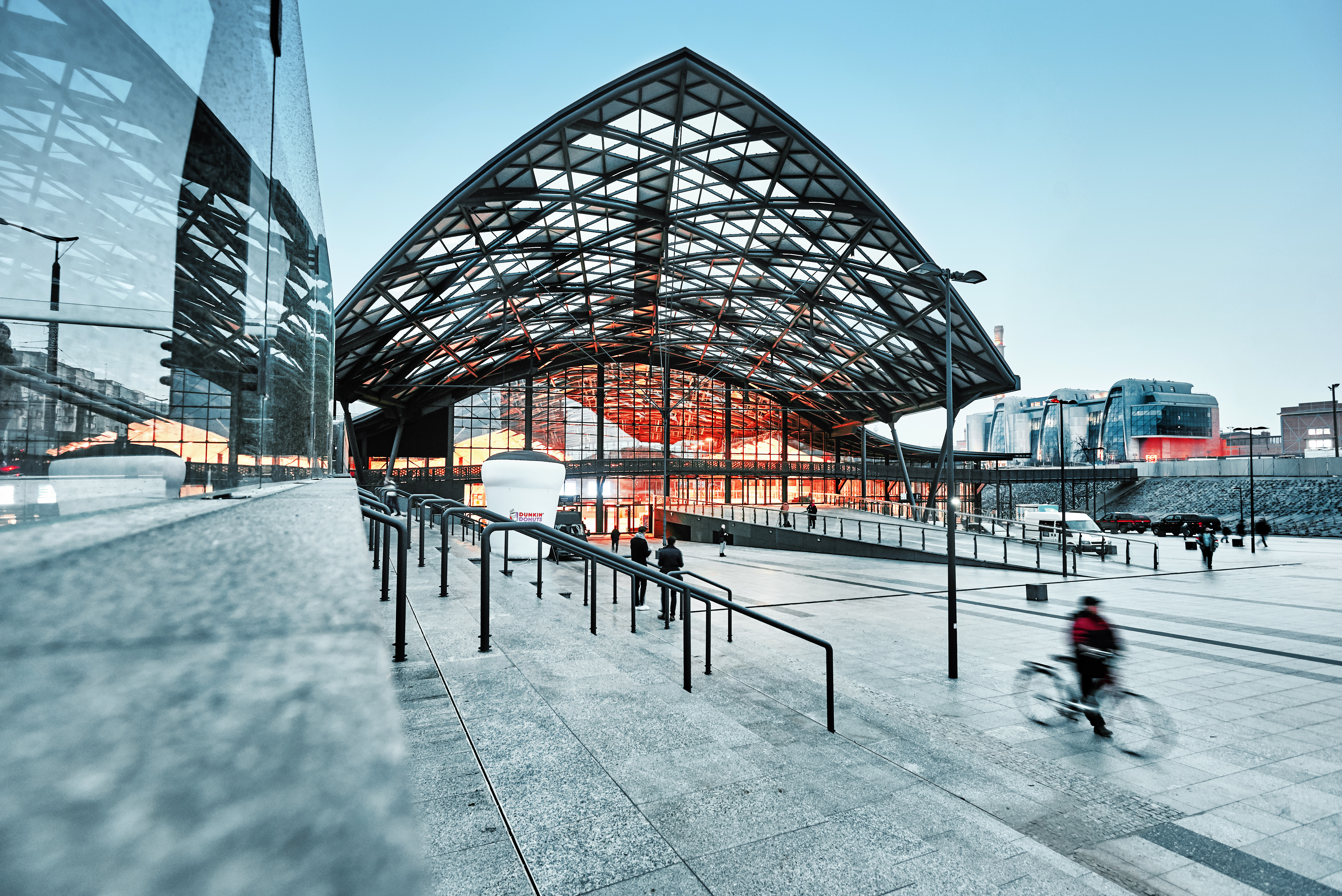
Bahnhof Łódź-Fabryczna

Geplantes Straßennetz in Łódź

#### Eisenbahn
Die beiden wichtigsten Bahnhöfe sind der Kopfbahnhof Łódź Fabryczna und der Durchgangsbahnhof Łódź Kaliska. Vom Bahnhof Łódź Fabryczna fuhren Züge in Richtung Warschau. Er wurde im Oktober 2011 geschlossen und danach bis Ende 2016 zu einem unterirdischen Bahnhof ausgebaut. Während der Umbauzeit endeten die meisten Züge außerhalb der Innenstadt im Bahnhof Łódź Widzew. Die Tunnelstrecke beginnt in der Nähe dieses Bahnhofs und endet zurzeit (2019) noch im Bahnhof Fabryczna. Im Endausbau wird dieser zum Durchgangsbahnhof und die Tunnelstrecke trifft zwischen Łódź Zabieniec und Łódź Kaliska wieder auf die bestehende Eisenbahnstrecke an der Oberfläche. Vom Durchgangsbahnhof Łódź Kaliska fahren Züge in Nord-Süd-Richtung über Kutno nach Bydgoszcz und Posen sowie über Częstochowa nach Katowice und Krakau und Richtung Westen über Kalisz nach Breslau. Weiterhin gibt es im Südwesten der Stadt einen modernen Güterbahnhof. Der Bahnhof hat eine Lagerkapazität von 53.000 m² und es können täglich etwa 2000 Waggons abgefertigt werden.
Im Personenverkehr gibt es Planungen, eine zentrale Hochgeschwindigkeitsstrecke von Warschau über Łódź zu bauen, die sich westlich von Łódź gabeln und nach Posen und Breslau führen soll (Projekt Y). Mit dieser hätte Łódź, als drittgrößte Stadt Polens mit zentraler Lage, auch eine zentrale Position im Eisenbahnnetz.

#### Straßenverkehr
Die Stadt hat direkten Anschluss an die Europastraßen E30 von Berlin nach Moskau, E67 von Tallinn nach Prag und E75 von Vardø nach Athen. Nördlich der Stadt liegt der Autobahnknoten Łódź-Północ, der die Nord-Süd-Autobahn A1 von Danzig über Katowice nach Tschechien mit der Ost-West-Verbindung Autobahn A2 von Frankfurt (Oder) über Warschau nach Minsk verbinden wird. Zusätzlich soll Łódź in den nächsten Jahren von einem Autobahnring umschlossen werden, damit der Fernverkehr außerhalb des Stadtgebiets bleibt.
Täglich erreichen viele im internationalen Linienverkehr fahrende Busse die Stadt. Diese halten im Allgemeinen am Busbahnhof Dworzec Centralny (Zentralbahnhof) direkt vor dem Bahnhof Fabryczna. Ein zweiter Busbahnhof ist der Dworzec Autobusowy Północny (Busbahnhof Nord).

#### Öffentlicher Personennahverkehr
Die Stadt betreibt mit ihrem Verkehrsbetrieb MPK (Miejskie Przedsiębiorstwo Komunikacyjne Łódź) 22 Straßenbahnlinien (1, 2, 3, 4, 5, 6, 7, 8, 9, 9A, 10, 11, 12, 13, 14, 15, 15A, 16, 16A, 41, 43, 46) und 66 Buslinien. Die Linien 9, 16, 41, 43 und 46 sind Überlandstraßenbahnlinien, die Łódź mit benachbarten Städten verbinden. Es werden mittlerweile verstärkt moderne Straßenbahnwagen der Typen Cityrunner und Pesa 122N eingesetzt, es gibt aber noch Modelle des Typs Konstal 805Na; außerdem wurden gebrauchte Duewag-Wagen verschiedener Baureihen aus Deutschland übernommen.
Neben den zahlreichen städtischen Buslinien der MPK gibt es einzelne kostenlose Buslinien, deren Fahrten von Einkaufszentren finanziert werden.
Das Straßennetz bedeckt 9,6 % und das Schienennetz 2,4 % der Stadtfläche. Eine der längsten Straße in Łódź, die Piotrkowska, ist eine Fußgängerzone und die größte Einkaufsstraße der Stadt. Sie darf nur von Taxis und Lieferfahrzeugen befahren werden. Für Fußgänger gibt es die Möglichkeit, Fahrradrikschas zu benutzen.

### Medien

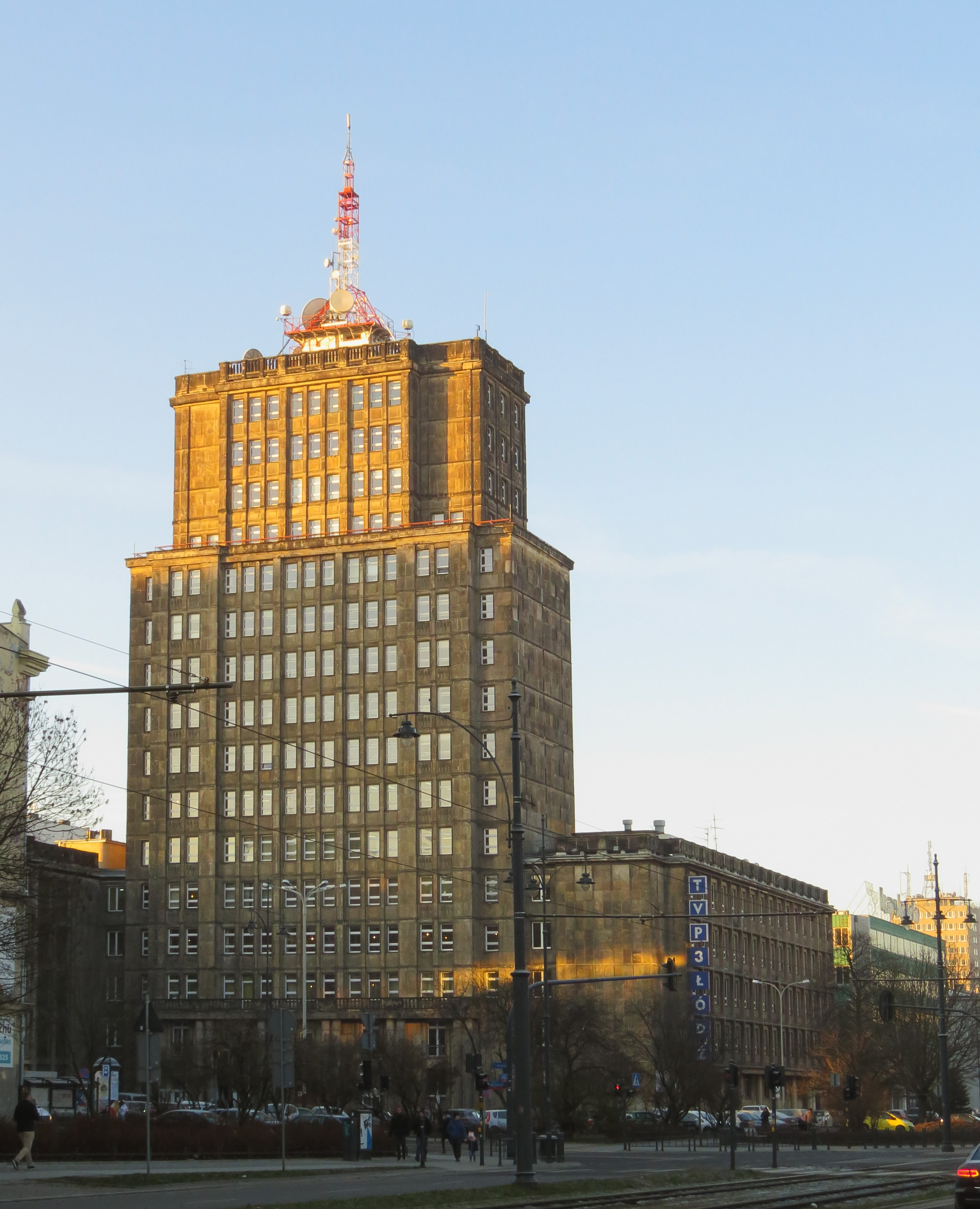
16stöckiges Hochhaus in der Ulica Henryka Sienkiewicza 3/5, erbaut von 1951 bis 1955 als Centrala Tekstylna (Textilzentrum)

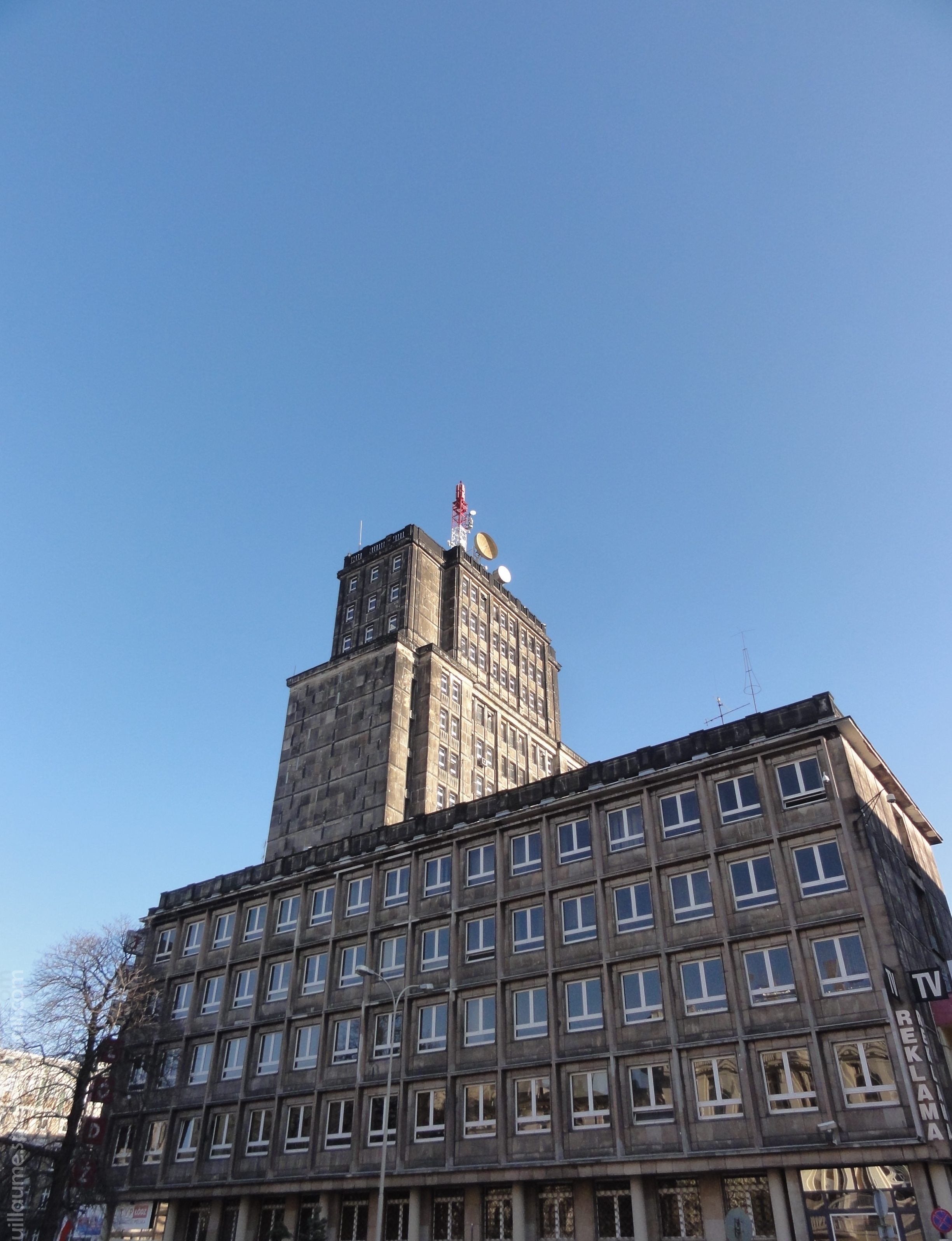
Nebengebäude des Hochhauses in der Ulica Gabriela Narutowicza 13 mit Sitz von TVP3 Łódź

#### Fernsehen
- Der öffentlich-rechtliche Fernsehsender „TVP“ hat ein Regionalstudio in der Stadt, wo das regionale Programm „TVP Łódź“, das auf TVP Info im Regionalfenster ausgestrahlt wird, für die Woiwodschaft zusammengestellt wird. Ein weiteres Regionalstudio hat der Privatsender „TVN“, allerdings ohne einen eigenen Regionalsender zu betreiben. Der in Łódź ansässige Kabelnetzbetreiber „Toya“ betreibt ein eigenes Fernsehprogramm, das über sein Kabelnetz erreichbar ist.

#### Radio
- „Radio Łódź“ ist ein Sender für die Stadt und die Woiwodschaft Łódź. Der Sender hat ein Regionalstudio in Kutno und in Piotrków Trybunalski. Bereits 1930 sendete der erste Radiosender aus der Stadt auf Mittelwelle. Ein Jahr später wurde das bisher gesamtpolnische Programm um lokale Inhalte erweitert, allerdings wurde es erst zwei Jahre später offiziell genehmigt. 1937 zog der Sender in die ul. Narutowicza 130, wo er immer noch den Sitz hat. Sein Programm ist über 99,2 MHz oder über das Internet zu empfangen.
- „Radio Pogoda“ ist ein regionaler Radiosender, der erst seit dem 1. April 2005 besteht und in der Traugutt-Str. 25 seinen Sitz hat. Er sendet auf 89,6 MHz und sendet über seine Website.
- „Radio ESKA“ ist ein polnischer Radiosender, welcher jeweils Regionalprogramme sendet. Das Studio in Łódź befindet sich in der Piłsudski-Str. 7. Radio Eska sendet aktuelle Chartmusik, die auf 99,8 MHz zu empfangen ist.
- „Radio Parada“ spielt Pop-, Disko- und Rockmusik und bietet Regionalnachrichten. Das Studio des Senders, der in der Piłsudski-Str. 141 sitzt, ist auf 70,1 MHz und 93,5 MHz zu erreichen.
- „Radio Vox FM Łódź“ strahlt sein Programm in Łódź auf 100,4 MHz aus. Das Studio des Senders befindet sich in der Ks.-Skorupka-Str. 7.
- „Radio Żak“ (Żak ist ein altpolnisches Wort für Student) ist ein Studentenradio, das zum ersten Mal bereits am 18. Mai 1959 sendete. Damals wurde das Programm im III. Studentenwohnheim Łódźs der Polytechnischen Hochschule produziert, wo noch die Redaktion ihren Sitz hat. Der Sender ist auf 88,8 MHz oder über das Internet zu empfangen.
- „Radio Złote Przeboje“ hat sein Łódźer Studio in der Sienkiewicz-Str. 72 und ist auf 101,3 MHz zu empfangen.
- Der Sender „RMF FM“ ist ein Radiosender mit einem Programm für ganz Polen und ist in Łódź auf 93,5 MHz oder über seine Website zu empfangen.
- „Radio Zet“ ist ebenfalls ein Radiosender, der ein Programm für ganz Polen ausstrahlt. In Łódź ist er auf 90,10 MHz oder über das Internet zu hören.

#### Zeitungen
Łódź verfügt über eine Lokalausgabe der zwei größten Tageszeitungen Polens, der „Gazeta Wyborcza“ und „Rzeczpospolita“ sowie der Zeitungen „Echo miasta“ und „Metro“. Der „Dziennik Łódzki“ ist eine weitere Tageszeitung der Stadt. Die Zeitung „Express Ilustrowany“ bezeichnet sich selbst als größte Tageszeitung der Stadt. Die Redaktion sitzt in der ks.-I.-Skorupka-Straße 17/19 und berichtet hauptsächlich über populäre aktuelle Themen.

### Öffentliche Einrichtungen

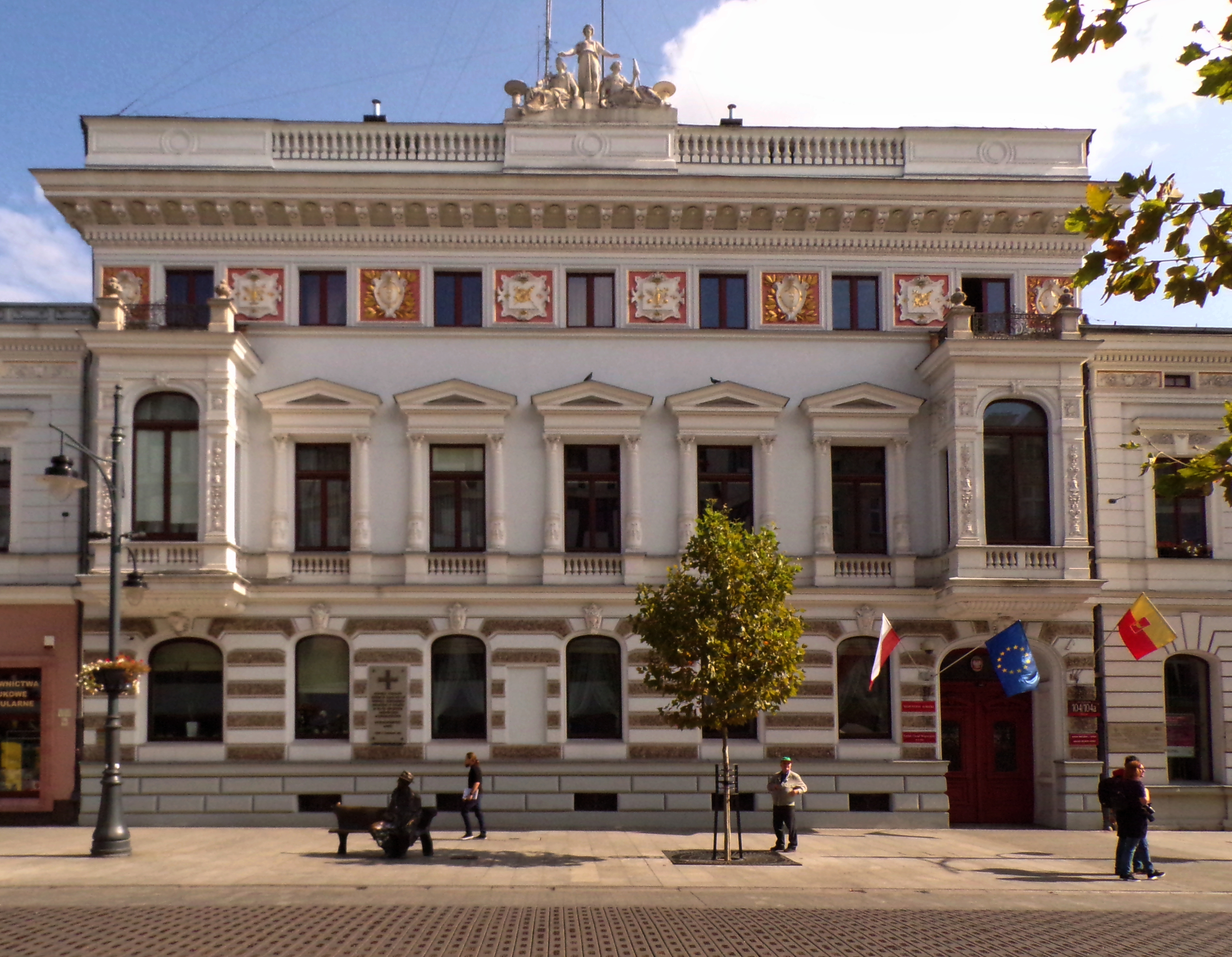
Stadtverwaltung und Woiwodschaftsamt

Als Hauptstadt der Woiwodschaft ist die Stadt Sitz verschiedener öffentlicher Behörden. Im Woiwodschaftsamt auf der Piotrkowska ist Helena Pietraszkiewicz Woiwodin (2006). Weiterhin haben die Woiwodschaftsämter von Polizei, Veterinäramt und Amt für Denkmalschutz ihren Sitz in Łódź.
Die Feuerwehrkommandanturen der Stadt und der Woiwodschaft befinden sich in der Wólczańska-Straße und hatten 2005 27.473 Einsätze zu koordinieren, davon allein 8.409 in Łódź. Angeschlossen an die Kommandanturen ist ein Schulungszentrum zur Aus- und Weiterbildung.
Das Staatsarchiv in Łódź hat seine Wurzeln im Jahr 1926. Das Archiv findet sich am Platz Wolności 1 sowie in zwei weiteren Gebäuden in der Stadt. Weiterhin befinden sich zwei Außenstellen in Sieradz und Pabianice.

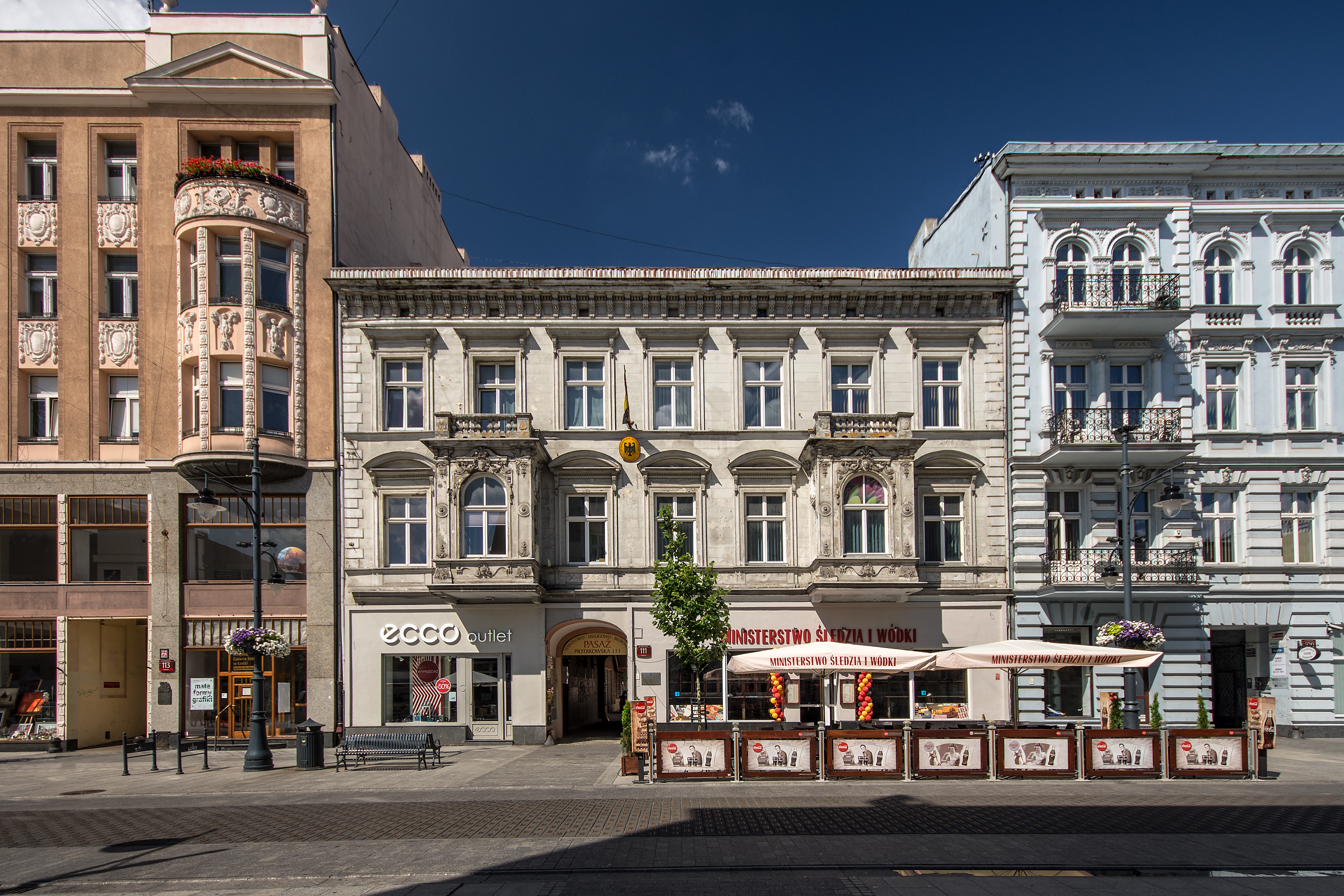
Deutsches Konsulat

Das Zollamt in der Lodowa-Str. 97 beschäftigte 2005 716 Mitarbeiter. Während dieses Jahres wurden Waren im Wert von 1.113.000 Złoty beschlagnahmt. Bereits am 15. August 1945 begann die Errichtung einer Verwaltungsstruktur für den Zollbereich. 1947 arbeiteten im Zollamt 35 Personen.
Einige Staaten sind in der Stadt durch Honorarkonsuln vertreten. Dazu gehören Dänemark, Deutschland, Frankreich, Großbritannien, Lettland, Österreich und Ungarn.

## Bildung

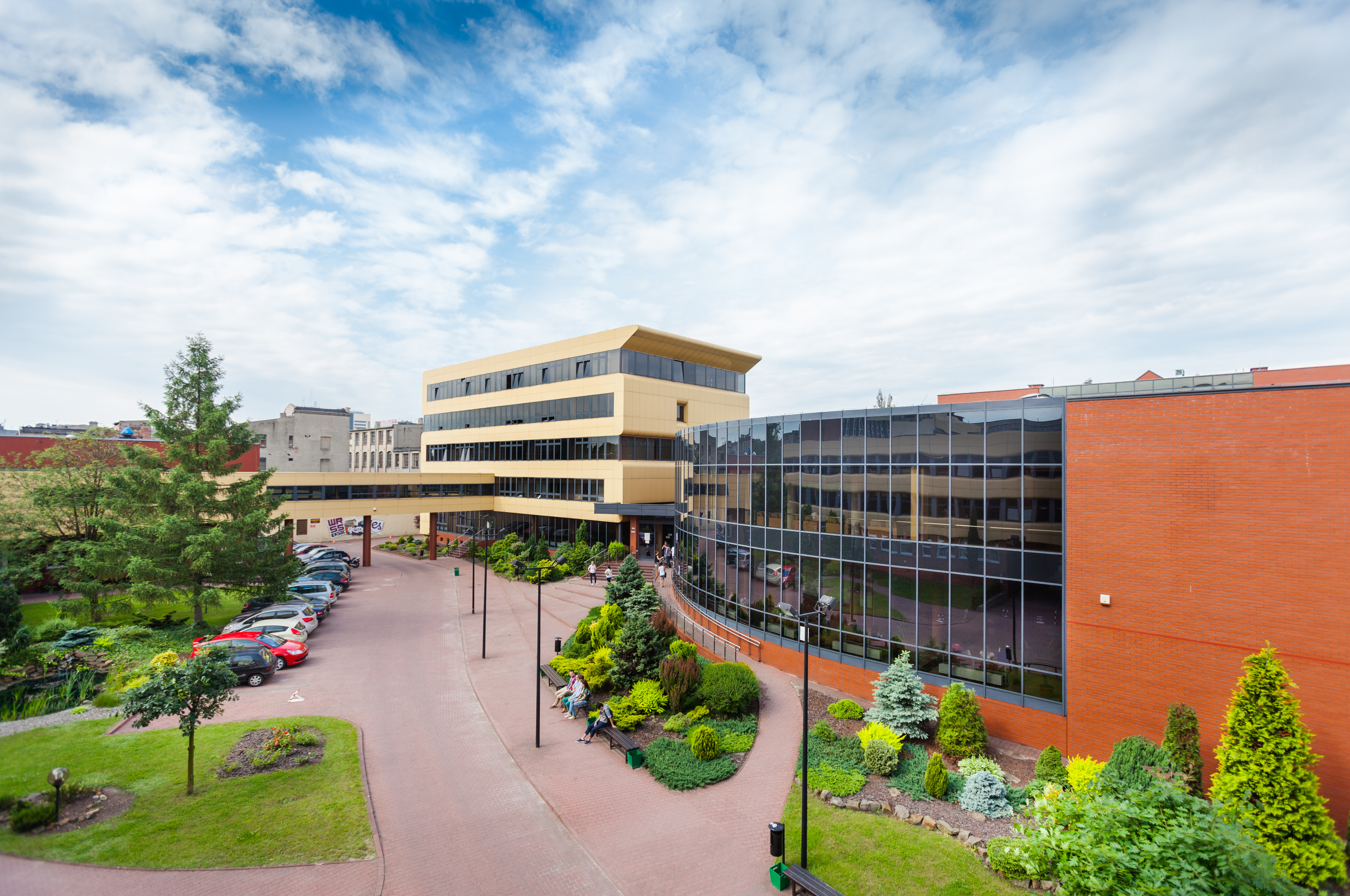
Ein Gebäude der Universität Łódź

Łódź verfügt über 23 Hochschulen, wovon sechs staatlich und 17 privat betrieben werden. Die bedeutendste davon ist die Staatliche Hochschule für Film, Fernsehen und Theater Łódź. Sie hat bedeutende Regisseure wie Roman Polański, Krzysztof Kieślowski oder Andrzej Wajda hervorgebracht. Da sie alle Filmberufe ausbildet, kommen Studenten aus der ganzen Welt an diese Schule. Vor allem die hier ausgebildeten Kameraleute genießen einen international hervorragenden Ruf. Aber auch die Absolventen der Regieabteilung sind international erfolgreich. Jeder bekannte polnische Regisseur hat die Filmhochschule besucht. Zu den ersten Studenten an der Filmschule zählen Andrzej Munk, Andrzej Wajda und Janusz Morgenstern, die Ende der 1950er als Regisseure berühmt wurden. Auf der Piotrkowska-Straße kann man, wie auf dem Walk of Fame in Hollywood, Sterne der berühmten Absolventen der Filmhochschule finden.
Die Universität Łódź wird von über 40.000 Studenten an elf Fachbereichen besucht. Weitere öffentliche Hochschulen sind die Medizinische und die Polytechnische Universität, die Musik- und die Kunstakademie. Privat sind unter anderem die Wirtschaftsschule der Salesianer Don Boscos, die Management-, die Verwaltungs-, die humanistisch-wirtschaftliche, die Marketing- und Businesshochschule sowie die Informatik- und die Pädagogikhochschule.
Weiterhin verfügt die Stadt über 423 Schulen mit etwa 115.000 Schülern, die von 10.000 Lehrern betreut werden (2004). Davon sind 93 Grundschulen (poln. szkoła podstawowa), welche von 41.590 Schülern besucht werden, 48 Mittelschulen (poln. gimnazjum) mit 24.000 Schülern und 45 Gymnasien (poln. liceum) mit etwa 20.000 Schülern. Weiterhin gibt es 31 Berufsschulen mit ca. 14.000 Schülern.

## Persönlichkeiten

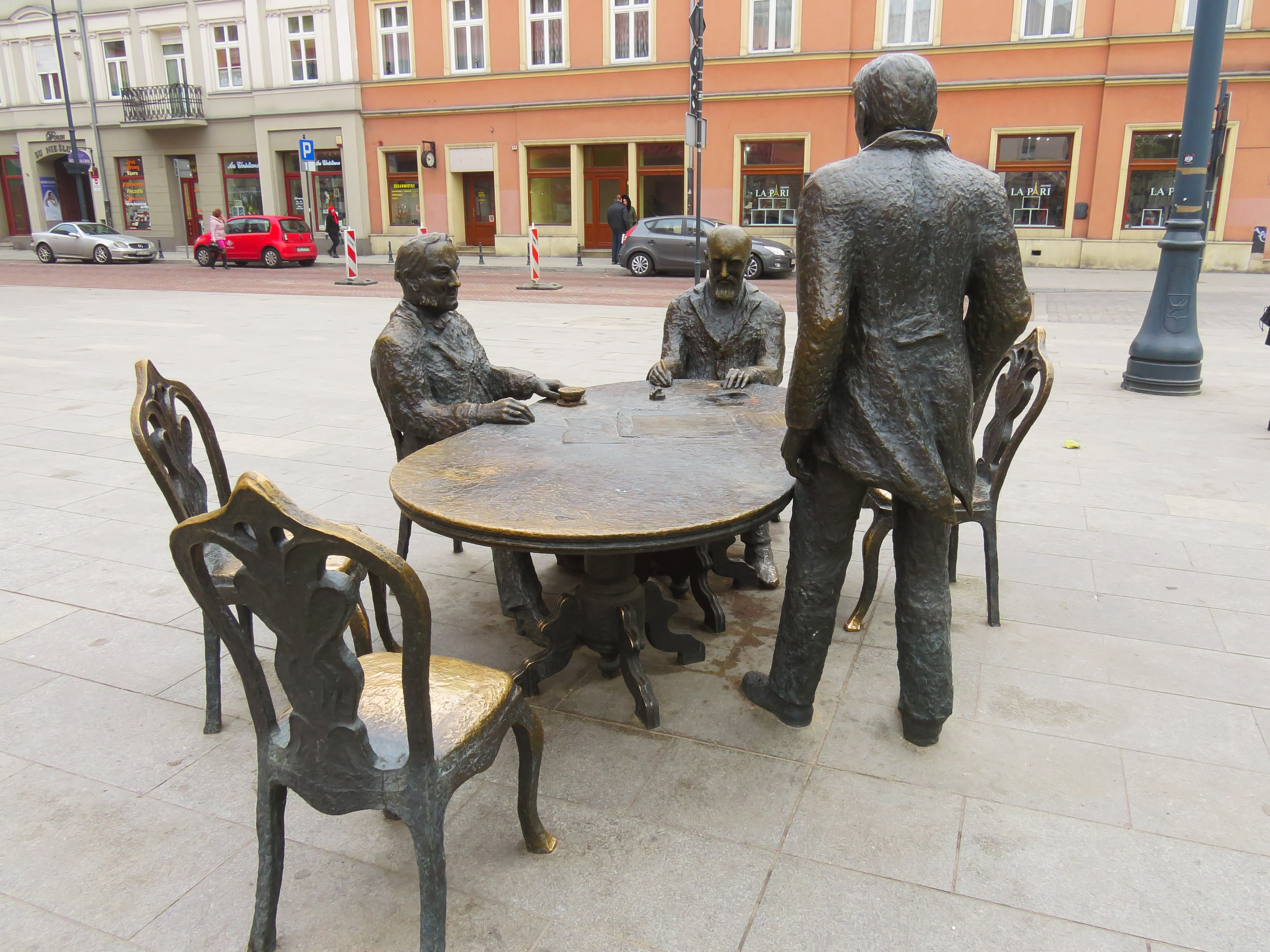
Denkmal für die drei bekanntesten Industriellen der Stadt; Grohman, Scheibler und Poznański

In Łódź sind zahlreiche bekannte Persönlichkeiten geboren, darunter der Lyriker Julian Tuwim, der Pianist Arthur Rubinstein, der Textilunternehmer Izrael Poznański, der Filmregisseur Jan Machulski und Jan Karski, Offizier und Kurier der Polnischen Heimatarmee.
Die Ehrenbürgerschaft als besondere Anerkennung der Stadt wurde zahlreichen bekannten Personen verliehen. Dazu gehören Papst Johannes Paul II., Marek Edelman, ein Kommandeur des Aufstands im Warschauer Ghetto, und die Filmregisseure Roman Polański und Andrzej Wajda.
Es waren weitere Persönlichkeiten mit der Stadt verbunden, so der Nobelpreisträger für Literatur (1924) Władysław Reymont, zahlreiche Absolventen und Professoren der Universitäten, wie der Filmhochschule Łódź, aber auch Industrielle, wie Karl Wilhelm Scheibler und Louis Geyer, und Roman Cycowski, Bariton der Comedian Harmonists, der bis 1920 in der Stadt lebte.